# Fiat
Fiat Automobiles S.p.A. (siglas de Fabbrica Italiana Automobili Torino en español: Fábrica Italiana de Automóviles de Turín) es una histórica marca Transalpina  fabricante de automóviles, constituida el 11 de Julio de 1899 y bajo la que se comercializan vehículos desde hace 126 años. En la actualidad la marca italiana forma parte del conglomerado Stellantis N.V..(EXOR N.V.).
Sus principales mercados internacionales son la U.E., Europa del Este (Rusia), América del Norte y del Sur, así como los mercados de la India y Asia - Pacífico. Sus  ventas más importantes y de mayor volumen, se dan en Norteamérica, Argentina, Brasil, Reino Unido, Alemania, Serbia, Polonia e Italia.[cita requerida]
Su producción es de más de dos millones de unidades anuales. Bajo la marca Fiat se comercializan únicamente automóviles de turismo, siendo Fiat Professional la encargada de comercializar vehículos comerciales ligeros. Ambas marcas forman Fiat Group Automobiles con Lancia, Abarth y Alfa Romeo que junto a Chrysler Group, Ferrari y Maserati son las divisiones automovilísticas de Fiat S.p.A.
En 2007, 2008, 2009, 2010, 2011 y 2012, y junto a acciones interactivas destinadas al ahorro de combustible y disminución de emisiones como EcoVille, ha sido distinguido como el fabricante con menos emisiones contaminantes de Europa.
Desde la década de los ochenta, los modelos europeos de la marca vienen situándose al fondo del ranquin en cuanto a fiabilidad, según estudios estadísticos publicados por organizaciones alemanas como el club ADAC o el instituto DEKRA. Esta situación se ha invertido en los modelos estudiados recientemente, obteniendo Fiat resultados más satisfactorios que la media de sus competidores en cada segmento comparado.
Ha conseguido en nueve ocasiones el premio al Coche del Año en Europa (1967,1970, 1972, 1984, 1989, 1995, 1996, 2004, 2008), siendo el fabricante que más distinciones atesora desde la fundación de dicho galardón.

## Historia
Fiat S.p.A. (acrónimo en italiano de «Fabbrica Italiana Automobili Torino» y abreviación de «Società per Azioni», informalmente Grupo Fiat) fue uno de los mayores grupos industriales y automotrices de Europa y el mayor de Italia. Fue fundado el 11 de julio de 1899 en Turín, capital de la región de Piamonte donde permanecía su sede, actualmente en la histórica fábrica de Fiat Lingotto. Sus actividades estaban relacionadas desde su fundación con la industria automotriz, pero posteriormente también con la petroquímica, energética, ferroviaria y aeroespacial entre otras.

### 1899-1945

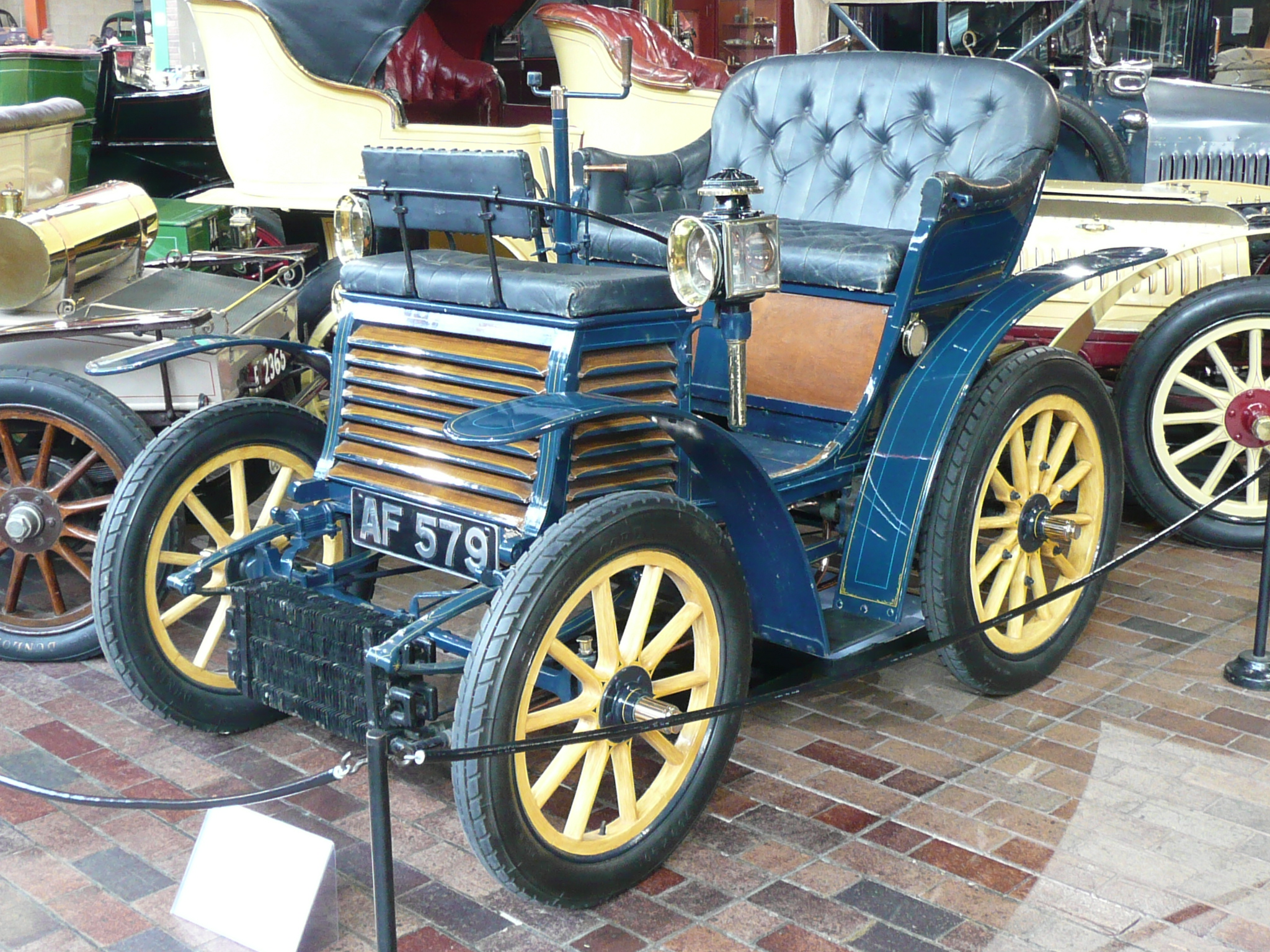
Fiat 3 ½ HP de 1899, primer automóvil fabricado por Fiat

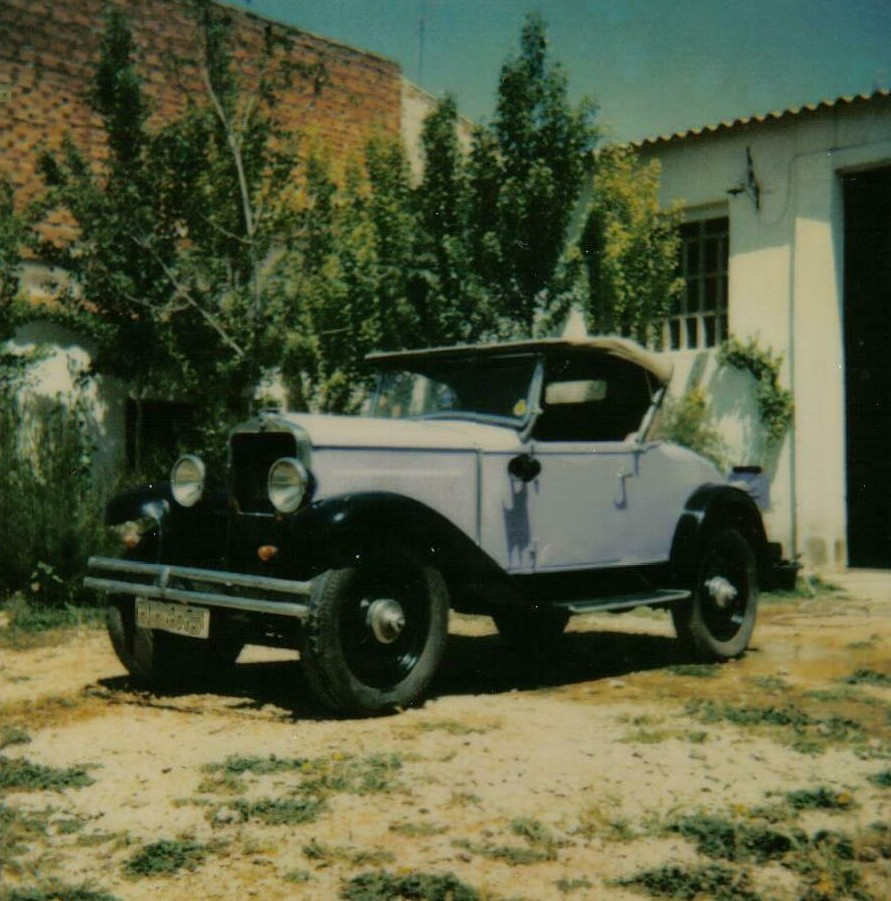
Fiat 514 Spider, de 1927.

En 1900 se inaugura en Corso Dante 35 la primera fábrica de Fiat. En sus 12 000 m² trabajan 150 obreros. Durante ese año se realizan treinta Fiat 3 ½ HP, con una, dos y tres plazas vis à vis. Este coche todavía no monta la marcha atrás. En 1902, con la ayuda de Vincenzo Lancia, se adjudican el premio local en Piamonte, Torino Sassi-Superga.
En la primera década del siglo XX se da la primera diversificación de Fiat; en el ámbito de los vehículos comerciales, del tranvía, de los camiones y de los motores marinos. La sociedad inicia también la actividad en el extranjero con la fundación de Fiat Automobile Co. en los Estados Unidos en 1908; mientras que se amplía el número de trabajadores de la compañía a unas 2500 personas en 1906. En 1908 se puso en producción el Fiat 1 Fiacre, primer automóvil destinado a la función de taxi y del cual exportaron numerosos ejemplares a las más importantes ciudades, como París, Londres o Nueva York. Por primera vez con este vehículo, Fiat monta el motor en forma de «barca», donde el motor incorpora el cambio en el cárter.
Poco después del estallido de la Primera Guerra Mundial, la sociedad turinesa renovó totalmente la gama de motores de vehículos en producción con la presentación de los modelos 1, 2, 3, 4, 5, 6; de estos modelos se recuerda la presencia por primera vez de acumuladores eléctricos. Con el Tipo 3, que también se denominó 20-30 Hp, se adopta la transmisión por cardán, patentada por Fiat.
Por lo que concierne a las competiciones, los coches Fiat ganan la Copa del RAC de España, batiendo en Los Ángeles, Atlanta y Narberth (Pembrokeshire) numerosos récords y ganando en cinco categorías en los circuitos argentinos.[cita requerida]
En 1911 Fiat construye el Fiat 300 HP récord, expresamente para el récord mundial de velocidad.[cita requerida]
Su motor de 28.353 cm³ de cilindrada y con un recorrido de 25 cm suministra 250 caballos. En 1911, pilotado por Pietro Bordino, llega a 200 km/h en Brooklands y Saltburn. En abril de 1912 recorrió la milla a 290 km/h en Long Island.
Poco antes del comienzo de la Primera Guerra Mundial la compañía madre fundó la Fiat Lubrificanti, más tarde conocida como "Olio Fiat". También aumentó sus actividades en el extranjero con la apertura de una sociedad en Rusia y comenzó la producción en serie del Fiat Zero, del cual se construyeron aproximadamente 2000 ejemplares. En el último año de producción se equipó con instalación eléctrica.
Durante el conflicto bélico la producción se convierte casi completamente en producción para uso militar y el modelo Fiat 501 se ensambla totalmente para el Regio Esercito.
Tras retomar la producción después de 1919, la compañía turinesa introdujo el Fiat 501 para el uso civil, triunfando en el mercado al vender casi 45.000 unidades. Con este coche, Fiat abandona la solución de «barca». En la carrocería se nota la ampliación del asiento trasero, que permite alojar a tres personas. Mientras tanto continuaba también la diversificación en el campo de los vehículos industriales y de los componentes, este último representado con la fundación de la compañía Magneti Marelli.
Después de la visita del senador Agnelli a las plantas productivas de la Ford, fundada por Henry Ford en Estados Unidos, parecía evidente que la única manera lógica de fabricar era con la producción en serie a través de la cadena de montaje. Los primeros resultados del nuevo método de construcción fueron evidentes después de la construcción del Lingotto, una moderna planta de 153.000 m², dispuesta en cinco plantas y con la presencia de una pista de pruebas en la cubierta superior para los nuevos modelos.
Los modelos en producción en los años 1920 abarcan desde el espacioso 501 al utilitario Fiat 509 presentado en el Salón del Automóvil de Milán, el primer utilitario Fiat fabricado en gran serie; el precio era de 16.000 a 25.000 liras. De él se derivan tres versiones: «Deportiva», «Taxi» y «Comercial». Cabe destacar también el "deportivo" pero robusto 514 Spider, que hizo la revolución europea entre la juventud en la Belle Époque, con el asiento trasero abatible. El lanzamiento del coche coincide con la creación de la financiera SAVA, y el lanzamiento de la lujosa berlina Fiat 529 equipada con frenos en las cuatro ruedas y con volante ajustable.
Una innovación tecnológica importante por parte de Fiat fue el uso en 1928 del aluminio para la construcción de los motores.
La década anterior al comienzo de la Segunda Guerra Mundial se caracterizó por la política autárquica de Mussolini, que impedía el desarrollo extranjero de la compañía. Sin embargo, esto ayudó al desarrollo del mercado interior.
El Fiat 515 nace en 1931, al incorporar a la carrocería grande del 522 el motor económico de 1438 cc del 514. Disponía de cuatro puertas, las delanteras con apertura de adelante a atrás y las traseras al contrario. A su vez tenía tres ventanas laterales. El parabrisas se abría sobre unas palomillas de arco giratorias para permitir entrar el aire. En el techo, a lo largo de todo el parabrisas, tenía un pequeño parasol exterior, ya que por entonces no se aplicaban las técnicas de la aerodinámica, y las repercusiones sobre los consumos no se tenían en cuenta. La incorporación en este modelo de frenos hidráulicos constituye una novedad para la época.
El Fiat 514, más pequeño que el 515, fue montado en España en las factorías de Guadalajara que la Fiat compró a Hispano-Suiza en 1931. La adaptación para el ensamblaje del modelo Fiat 514 fue muy larga y no permitió una comercialización adecuada de los mismos. Fueron montadas solamente unas trescientas unidades en dicha factoría. En 1936, antes del estallido de la guerra civil, la Hispano Suiza volvió a adquirir esas instalaciones para dedicarlas a la ampliación de su división aeronáutica anexa a esas factorías y que no se había desprendido en 1931. Dichas factorías fueron destruidas por bombardeos durante la guerra civil española.
En este período debutó el Fiat 508 Balilla, presentado en el Salón del automóvil de Milán de 1932. Solo tenía 3.145 mm de longitud y 995 cc de capacidad en su motor. Claro está, que su potencia no era como las actuales, se conformaba con 20 CV a 3.800 rpm. Inicialmente provisto de cambio de 3 marchas y posteriormente (a partir de 1934) con uno más moderno de 4, lo que llevó el récord de producción de la Fiat a los 110.000 ejemplares. Hubo versiones de todo tipo, berlina, cupé, etc., incluso una versión militar.
Pocos años después el récord será superado con el Fiat 500, conocida la primera versión con el sobrenombre de Topolino, y que, introducido en 1936, en dos décadas de producción alcanzó la envidiable cifra de 500.000 unidades vendidas.
En cuanto comenzó la guerra se inauguró la planta de Mirafiori, en donde se comenzó a trabajar por turnos las 24 horas del día.
Un modelo que no puede ser olvidado es el Fiat 6 cilindros 1500, iniciado en 1935, que se distingue por su innovadora línea aerodinámica y por su carrocería. Esta nueva línea, muy celebrada, se utilizará (obviamente en formato reducido) desde el Topolino de 1936 al Fiat Nuova Balilla 1100, que saldrá al mercado en junio de 1937.
El último producto que salió antes de la guerra (en 1938) fue el admirado Fiat 2800. De este modelo se vendieron únicamente 621 ejemplares hasta 1944.
La Segunda Guerra Mundial trajo consigo una dramática reducción de la producción de automóviles con una conversión de las líneas a la construcción de vehículos comerciales solicitados por la maquinaria de guerra. Los sistemas productivos sufrieron grandes daños durante los bombardeos y casi se pararon por completo.

### La posguerra

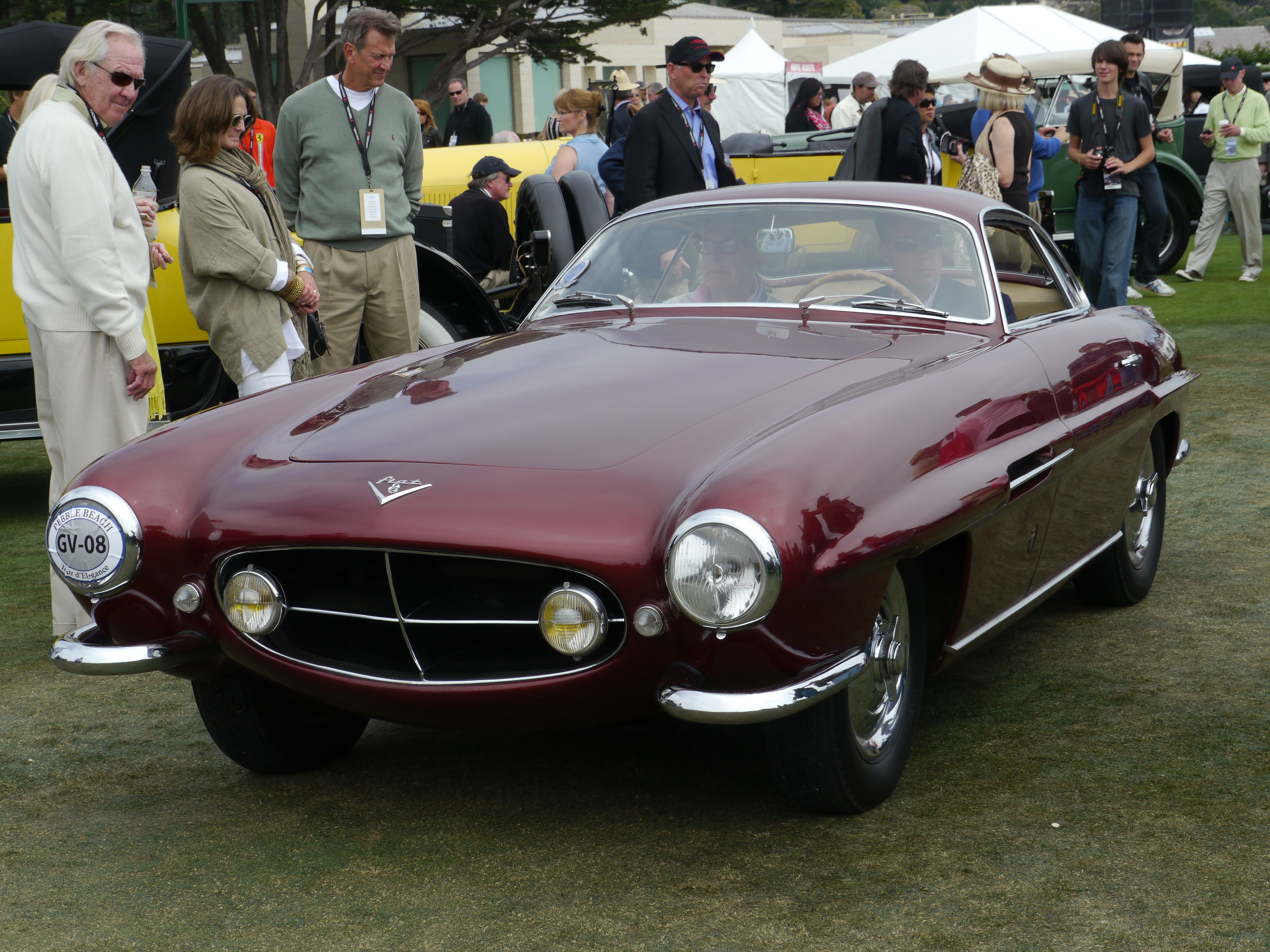
Fiat 8V Ghia Supersonic de 1953.

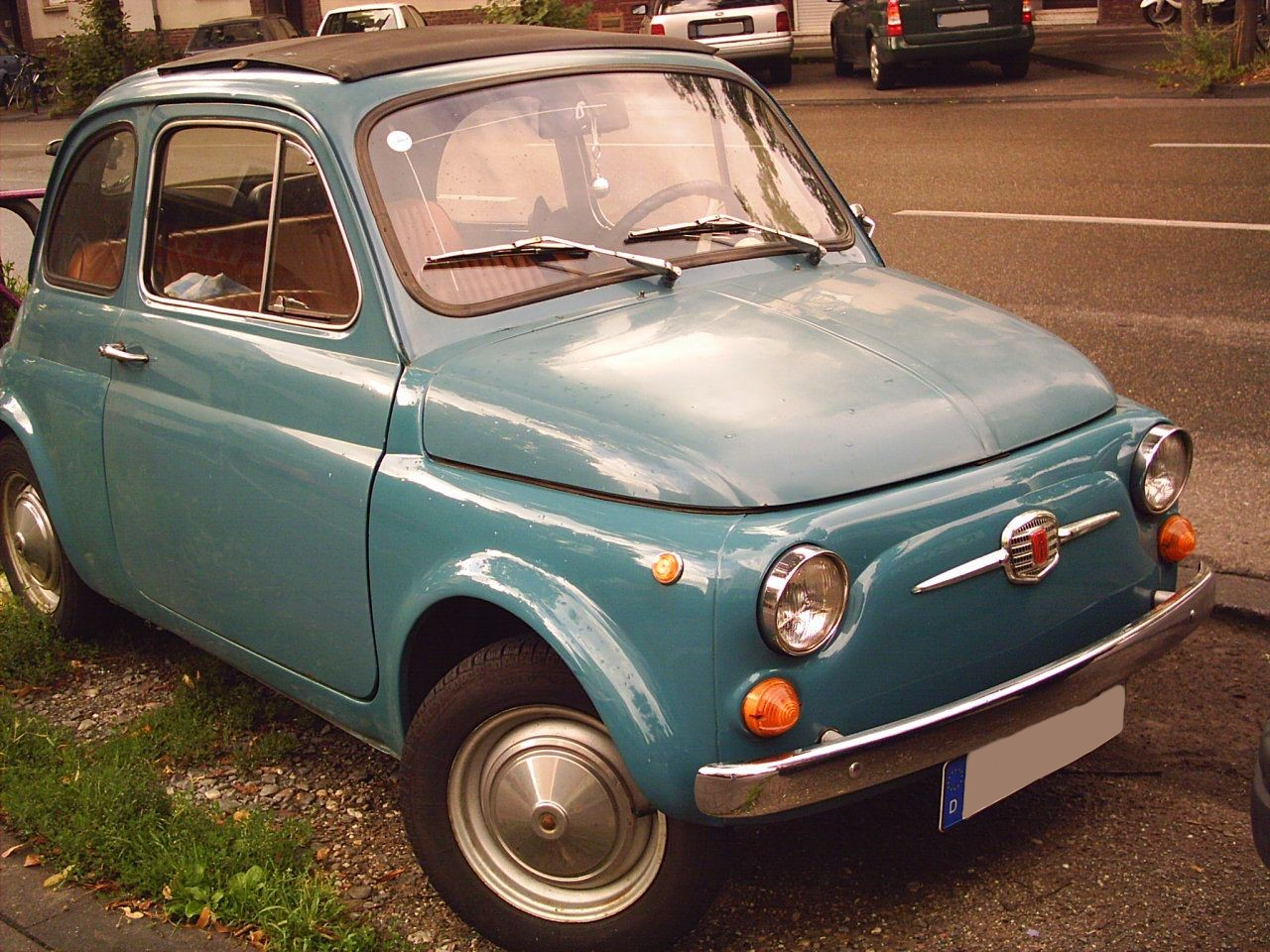
Fiat 500.

El fin del conflicto mundial terminaba con los problemas que atravesaba la empresa, la muerte de su cofundador y el consiguiente paso a la presidencia del ingeniero Vittorio Valletta; en 1948 y gracias a la ayuda ofrecidas por el Plan Marshall, terminan las trabajos de reconstrucción de la fábrica y se retoma la producción de los automóviles, con los modelos proyectados antes de la guerra, como el Topolino.
En el año 1950 se presenta un modelo nuevo, el Fiat 1400/1900; sería el primer modelo con chasis portante y calefacción de serie. En los años sucesivos se presentan también vehículos «inusuales» en la producción hasta entonces: el Fiat Campagnola, un medio todoterreno derivada de la mítica Jeep utilizada por el ejército estadounidense durante la guerra y el Fiat 8V, una berlina deportiva de dos asientos con una característica nueva, amortiguadores independientes en las 4 ruedas, novedad en Fiat. Otra meta importante conseguida en 1951 es la presentación de un avión; el modelo G80, el primer avión a reacción construido en Italia.
La empresa llega a la cifra de 71.000 unidades, mientras en el campo de la técnica se produce la primera versión del Fiat 1400 con un motor diésel reemprendiendo el ámbito de los anteriores productos comerciales. El mismo año se comercializa el modelo Fiat 1100 en una nueva edición, con una estructura portante denominada y conocida como «modelo 103» y considerado como el heredero del mítico Balilla.
El año 1955 estuvo caracterizado por la presentación del Fiat 600, Fiat 600 jungla, siendo el primer intento de motorización en masa de los italianos, seguido de la Nuova 500 en 1957, el Fiat 1800/2100 en 1959 y el Fiat 1300/1500 en 1961.

### 1960-1970

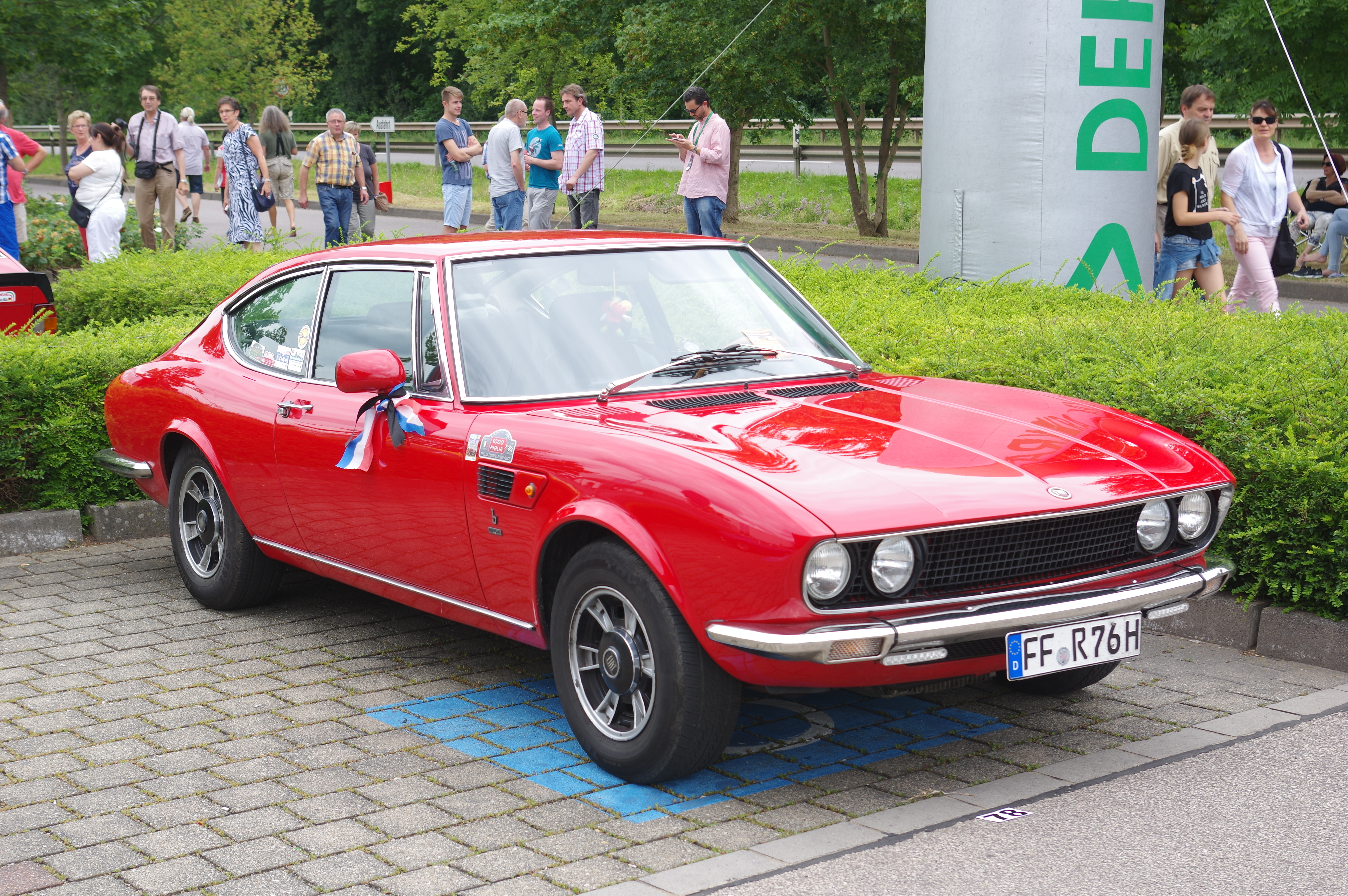
Fiat Dino en 2016.

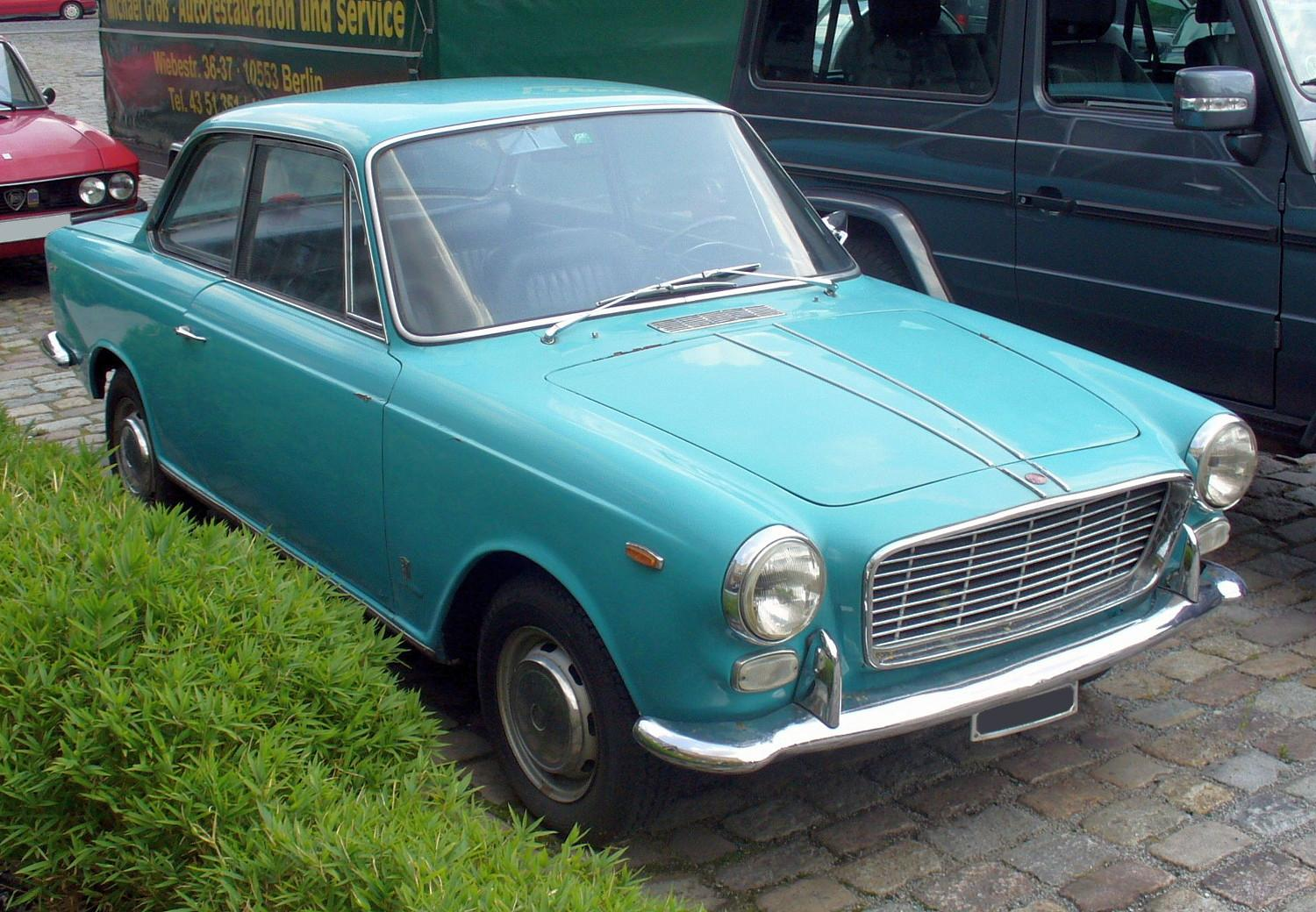
Vignale 1300-1500 cupé de 1962

En el transcurso de los años la sociedad intentó cubrir los gustos de los automovilistas italianos abarcando desde las pequeñas cilindradas a las grandes berlinas y presentando varios modelos con carrocería berlineta, giardinetta, cupé y spyder, deviniendo, en la empresa automovilística más grande, llegando a ser uno de los puntales del así llamado «boom económico» de aquellos años.
En 1964 se pone en marcha la producción de otro automóvil destinado a un notable éxito, el Fiat 850, en su clásica versión berlina y también cupé y spyder. En 1961, mismo año en que se da el traspaso de acciones entre Valletta y Gianni Agnelli, se presenta el coche más deportivo de la gama, el Fiat Dino proyectado en parte con la Ferrari que presentaba un modelo homólogo.
Los primeros años de la nueva gestión están caracterizados por nuevos modelos que van sustituyendo los construidos después de la segunda guerra, presentando en 1967 el Fiat 124 que obtiene el título de Coche del Año y que con el diseño de Pininfarina logra un modelo spyder muy apreciado. En 1968 sale a la venta el Fiat 125 y al mismo tiempo la empresa intensifica su presencia productiva en el sur de Italia; además compra parte de la Ferrari y la totalidad de la Lancia.
En 1969 se presentó el primer coche de la empresa con el motor y tracción delantera; el Fiat 128, también destinado a ser un éxito de ventas y a obtener el título de coche del año. Del mismo año es también el Fiat 130 el coche más grande de la gama, con un motor de 2900 cc.

### 1970-1980
El inicio de los años 1970, además de representar el inicio de la producción de automóviles en el extranjero con la inauguración de la planta en la Unión Soviética, aparece en los mercados mundiales el modelo Fiat 127, heredero del Fiat 850 construyéndose, en los primeros tres años de producción, más de un millón de ejemplares.
El año 1972 trae contemporáneamente nuevos modelos en varios segmentos de mercado, el de los utilitarios con la sustitución del Fiat 500 con el Fiat 126, el de las berlinas de gama alta con el Fiat 125 Fiat 132 y en la gama de los deportivos con el Fiat x1/9.
Después de algunos años sin novedad sustanciales, debido también a las primeras crisis petrolíferas, sale a la venta en 1974 el sustituto del Fiat 124, el nuevo Fiat 131 ensamblado en la planta de Mirafiori con el uso de nuevas tecnologías, como máquinas robotizadas en la cadena de montaje. Y el Fiat 133, un híbrido entre el 127 el 126; creado solo para el mercado exterior
En 1978 se lanza el Fiat Ritmo, automóvil que destaca notablemente por su línea de todas las fabricaciones precedentes y cuya característica más curiosa fue que en el mercado estadounidense tuvo que salir con otro nombre, Fiat Strada, por la presencia en el mercado de una marca de profilácticos con el mismo nombre.
Hasta los años 1970, si la marca Fiat se apreciaba por la producción de automóviles, aún más lo era por la producción de furgonetas como el Fiat 248 y el Fiat 242, sustituido por el Fiat Ducato y por la serie de furgonetas en donde el nombre fue escogido de famosas monedas del pasado como el Marengo, Fiorino (esta última construida con la mecánica del Fiat 127), Talento.

### 1980-1990
El inicio de 1980 representa un rejuvenecimiento de la gama con el Fiat Panda en reemplazo del Fiat 126, el nuevo Fiat Argenta en substitución del Fiat 132 en 1981 y el Fiat Regata que substituye al Fiat 131 en 1983.
Un capítulo aparte merece la presentación, en 1984 del Fiat Uno, digno sucesor del Fiat 127, automóvil que también recibe el título de coche del año. Es el primer modelo de la casa con el motor construido en los establecimientos de Termoli y aún hoy es el modelo Fiat que ostenta el récord de ejemplares construidos, más de 5.000.000.
En 1985 nace el primer ejemplar fruto de la colaboración entre las empresas del grupo Fiat, utilizando la misma mecánica. Fiat presenta el Fiat Croma contemporáneamente al Lancia Thema y al Alfa Romeo 164, este último presentado en Fráncfort en 1987. De ese proyecto también nace el Saab 9000.
En 1988 sale a la venta el Fiat Tipo que substituirá, en el campo de la berlinas de media cilindrada, al Fiat Ritmo, seguida a distancia de dos años de la presentación del Fiat Tempra, otro proyecto de colaboración fueron el Alfa Romeo 155 y el Lancia Dedra.

### 1990-2000

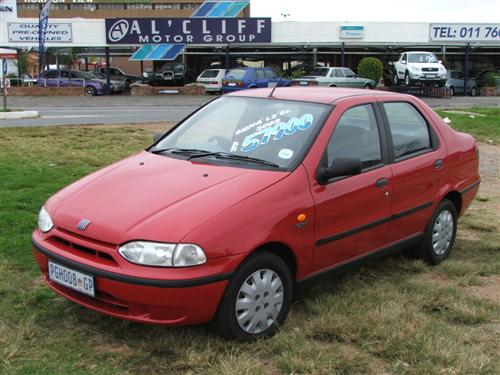
Fiat Siena de primera generación (1996 a 2000)

Los años 1990 están caracterizados por la entrada en producción de los modelos que vemos en nuestros días y que podemos, en parte, encontrar aun en las listas de ventas de hoy como el Fiat Cinquecento de 1991, el Punto y el Coupé de 1993, los modelos Ulysse de 1994, el Fiat Barchetta, el Bravo y el Brava de 1995, el Fiat Marea de 1996 y el Fiat Palio de 1997, el Fiat Seicento y el Fiat Siena en 1998.
Estos modelos están caracterizados por la presencia de varios motores, a gasolina y diésel, y en algunos casos también de motores eléctricos o de doble funcionamiento.

### 2000-2010
En el mercado español, la empresa turinesa está presente en una gran variedad de segmentos.
Entre los diferentes segmentos de vehículos 
se encuentran los de segmento A (Mini), B (Utilitarios), y C-D (Compacto - y Monovolumen -Fiat Croma 2003- -Fiat Multipla- ).
En el Segmento A será el Seicento (Su sucesor será el exitoso Fiat 500 de 2007-> Actualidad 2023), quien cubra la posición para el uso predominantemente ciudadano, viéndose acompañado del Nuevo Panda. 
En el segmento B, sale al mercado el novedoso y tecnológicamente muy avanzado Fiat Punto de segunda generación, el cual, se crea para representar a FIAT en su conmemoración y celebración de sus primeros 100 años de historia de marca así como grupo industrial.
El modelo se fabricará por un periodo de doce años consecutivos ininterrumpidos, y, compartirá espacio comercial desde el año 2005 con el nuevo Fiat Grande Punto, con el que convivirá un largo periodo de tiempo.
Convirtiéndose el segundo, en el natural substituto de la categoría de vehículos utilitarios, (ya  con plataforma ampliada) ya que sobrepasarán por primera vez los cuatro metros de largo de batalla como principal novedad en este segmento).
También aparecerá en el año 2001 en el mercado el substituto de los Fiat Bravo - Brava, el Fiat Stilo, adoptando nuevos motores
Con un aire de vehículo espacioso se encuentra el minimonovolumen Idea.
En el segmento C (compactos), el buque insignia de la marca es el Bravo 2007, que con un diseño innovador entró fuerte en el mercado, con potentes mecánicas turbo gasolina, de hasta 150cv y turbodiésel, de hasta 165cv, en la versión SuperSport. 
El Multipla ha cambiado su apariencia tras un rediseño.
Ya dentro del segmento D, destaca el novedoso Fiat Croma 2005, un concepto bastante innovador que comparte elementos de berlina grande y de monovolumen grande; y el Ulysse, un monovolumen grande tradicional que corona el segmento más alto (E), y que se fabricará en las instalaciones de SEVEL NORD (Francia), junto a sus primos del Grupo PSA.
El 2006 marca el regreso de la categoría de los todoterrenos con el nuevo modelo Sedici, diseñado y producido en colaboración con Suzuki. Desde 2007 se comercializa el 500, un pequeño utilitario con un diseño y unos acabados muy acertados, manteniendo un precio contenido, con mecánicas de hasta 100cv en la versión Fiat, y de hasta 160cv en la versión comercializada como Abarth.
En 2009 Fiat Group, matriz de Fiat, firmó un acuerdo con el gobierno de los Estados Unidos por el cual a cambio de tecnología el grupo industrial italiano tomaba la gestión y una participación ampliable en el futuro de Chrysler Group LLC, empresa creada con los activos de la quebrada Chrysler Corporation LLC.

### 2010-2019
En 2010 debido a las sinergias entre ambos grupos se anunció la comercialización del Fiat 500 en el mercado estadounidense para competir contra el MINI en ese mercado, así como la comercialización fuera de América del Norte de algunos productos del grupo estadounidense remarcados bajo la marca Fiat. Siguiendo esta estrategia conjunta en 2011 se presenta el Fiat Freemont, versión para Fiat del Dodge Journey. Se prevé la creación de más modelos rebautizados con cambios menores para adaptarse a los diferentes mercados y ofrecer una mayor variedad de productos en ambas marcas según los gustos del consumidor.
A partir del 1 de enero de 2014, Fíat se hace con el control total de Chrysler convirtiéndose en el propietario de todas las marcas del grupo estadounidense y creándose a su vez el nuevo holding industrial FCA (Fíat Chrysler Automóviles).
El grupo Fiat Spa,(societa per azioni) sigue manteniendo el control de todo el holding de empresas. Estas a través de un Spin - Off adquieren una independencia económica que las hace autosuficientes para tomar decisiones sin que afecten a la empresa matriz, pero debiendo de comunicar sus resultados económicos de forma anual al Fiat Groupe S.p.A.
Las empresas que se encuentran principalmente son:
Ferrari S.p.A.
El 18 de diciembre de 2019 FCA y PSA firman un memorando para la producción de vehículos aprovechando sinergias de producción las cuales se transformaran en un ahorro de más de 35 000 000 000 (treinta y cinco mil millones) de Euros.
Este hecho convertirá al grupo resultante en el primer fabricante Europeo de automóviles y en el 4.º mayor fabricante de automóviles del mundo.
Este acuerdo incluye la participación por parte de los accionariados con un aporte del 50 % por parte de cada una de las compañías.
Este acuerdo se materializará ya bajo  STELANTIS, nombre del conglomerado resultante, que comenzará a cotizar en bolsa desde enero de 2021 entrando en vigor todo lo anteriormente acordado en la fusión acordada. 
Hasta en tanto no haya llegado ese momento, cada fabricante FCA y PSA, seguirán con sus políticas de inversiones y  desarrollos por separado, afrontando cada una de ellas los costes para la electrificación de sus respectivas gamas de vehículos.
A partir de 2021 se irán implementando de forma paulatina en todas las marcas y  segmentos de vehículos que están bajo la órbita de STELANTIS a nivel mundial (incluidos los vehículos comerciales FIAT  PROFESIONAL desde hace más de 40 años) compartirán, además de las plataformas, las tecnologías de movilidad autónoma, propulsores, sistemas para la electromovilidad en carretera y de otros desarrollos conjuntos.

### 2020-Actualidad
En diciembre de 2019 en China, se produce el primer contagio por un nuevo virus que afecta a los seres humanos a nivel global llamado (Coronavirus COVID19), el cual produce; que en febrero de 2020, se produzca un hundimiento completo de la economía a nivel mundial. Este suceso hace que se paralicen las producciones de automóviles, siendo Italia, Norteamérica, y Latinoamérica tres de las regiones con mayor representación, en los que se ve envuelta la marca, hacia una reestructuración para la producción de material sanitario, junto a otros fabricantes de automóviles; para poder hacer frente a la pandemia que azota a toda la humanidad.
En febrero de 2020, la defensoría del pueblo de Buenos Aires realizó una presentación judicial contra la firma automotriz por presunto obrar malicioso con sus planes de ahorro por fijar los precios de los vehículos unilateralmente y así perjudicar a los consumidores.
Durante el presente año 2020, Fiat reanuda la fabricación de automóviles al igual que el resto de fabricantes mundiales de forma paulatina, ya que a nivel comercial los mercados se encuentran con sobreproducción.
Asimismo, en la nueva década; los recursos se centran en los nuevos sistemas de desarrollo a nivel de aplicación de la electrificación de sus gamas de vehículos y en la re-adaptación en sus plantas de producción para que durante todo el proceso fabril del automóvil tan solo se utilice el consumo de energías renovables producidas en su misma planta y hasta para el repostaje de los nuevos vehículos en el proceso final. Buena prueba de ello es el nuevo Fiat 500E de 2020, y del nuevo Fiat Panda Elettra.
También se continúa con el desarrollo de sistemas de conducción autónoma, se realizan los re-styling de las gamas actuales, y se produce el sorpresivo anuncio en Europa, durante mayo de 2020, de que Fiat vuelve al segmento B (Nuova Fiat 600e) lanzado el 1 de julio de 2023 y de que también tendrá un representante en el segmento D.
La marca Fiat, conmemora el 11 de julio de 2024, sus 125 años como compañía automovilística y anuncia en los meses que anteceden al aniversario, que habrá el lanzamiento de un nuevo modelo derivado del Concept Car Centoventi.
El mismo dará a lugar a la creación de hasta 4 nuevos modelos que verán la luz de manera consecutiva en los próximos años hasta alcanzar el año 2027; según anunció en página oficial el propio director ejecutivo Olivier François.

## Modelos

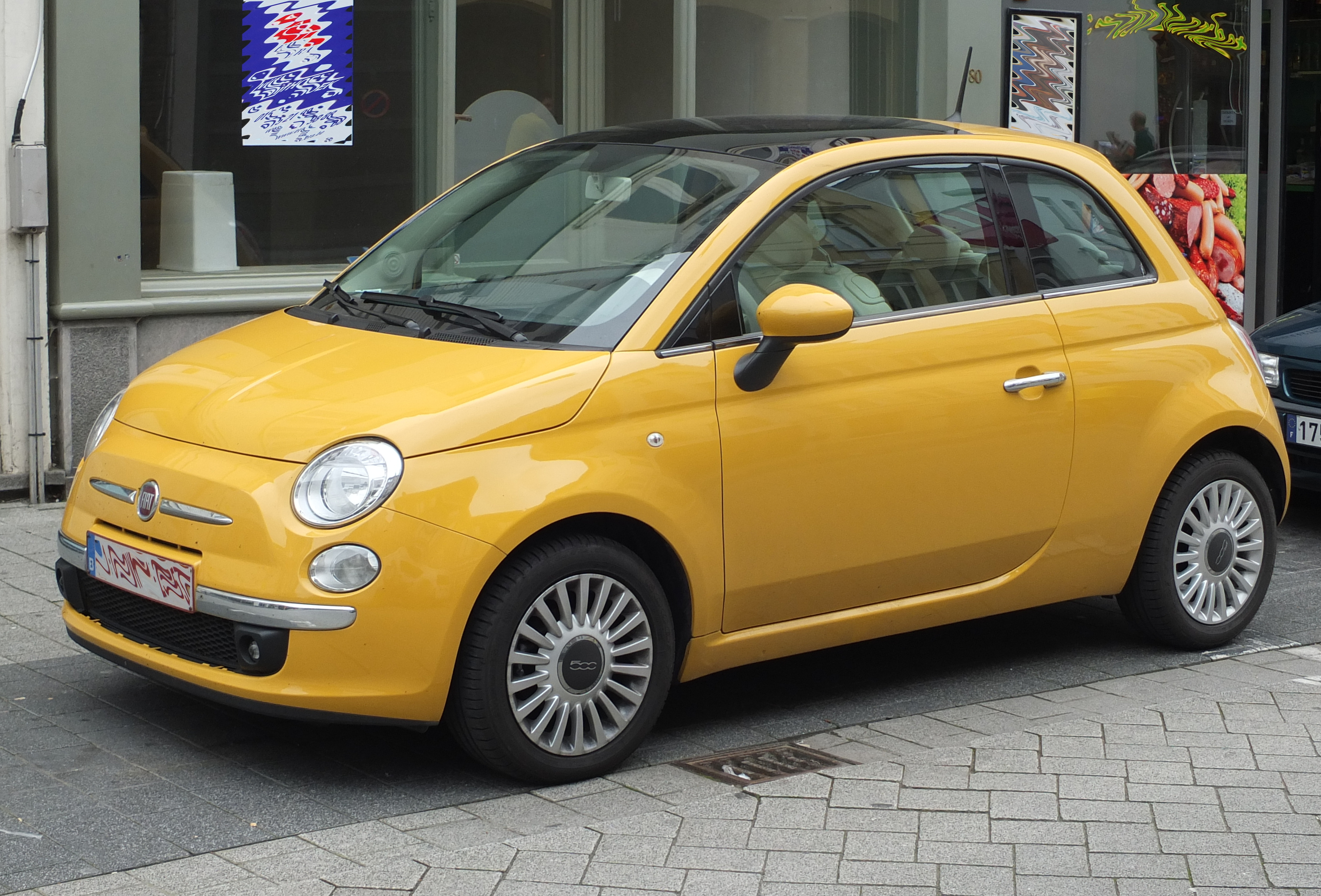
500
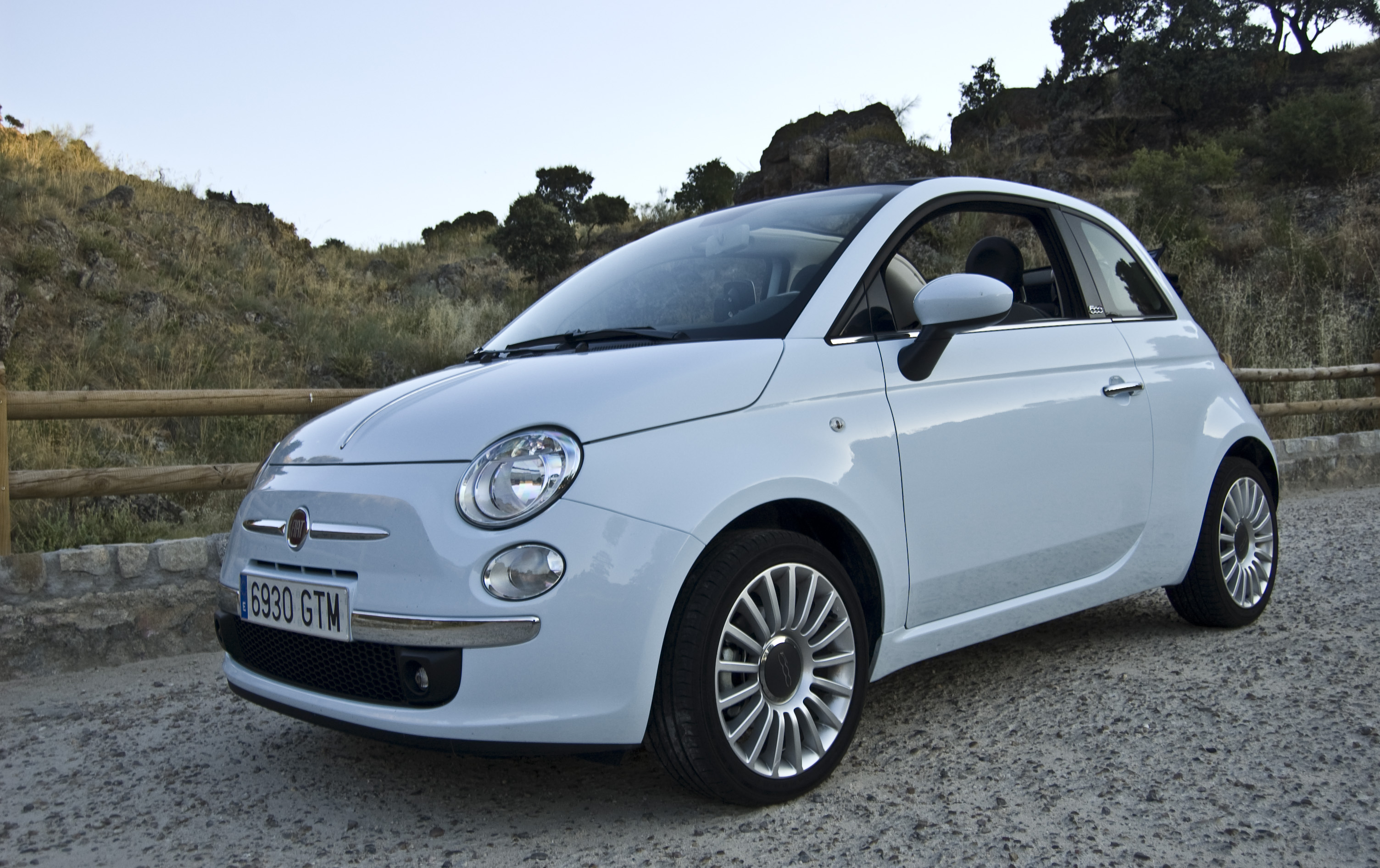
500C
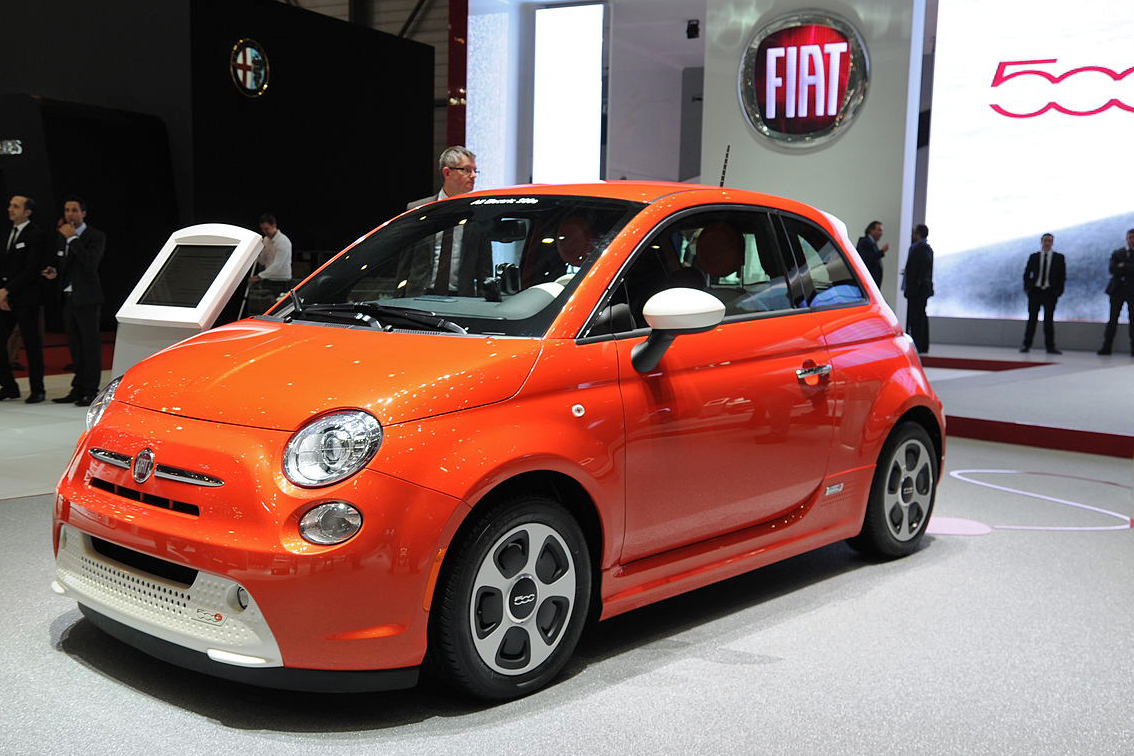
500e
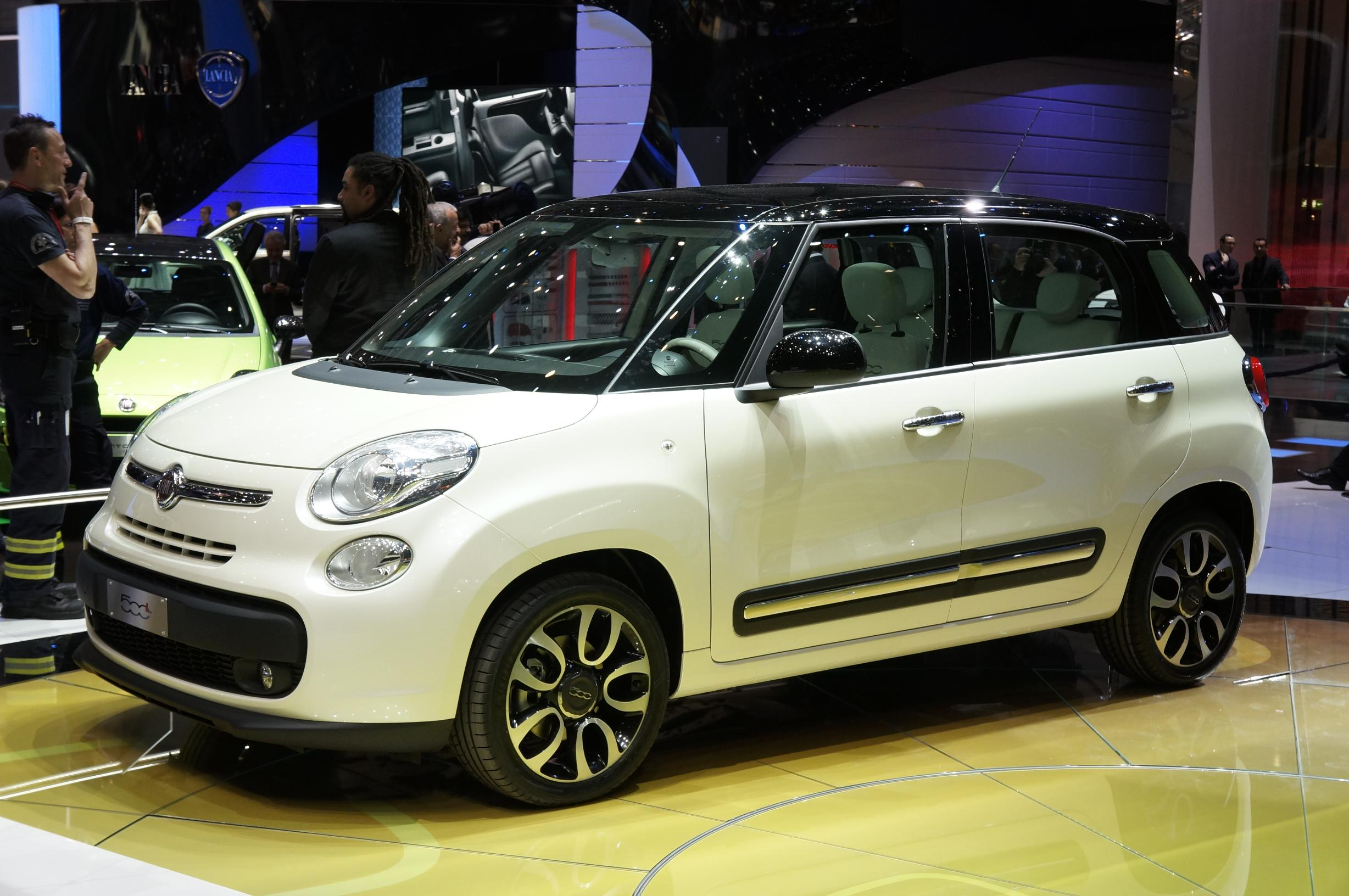
500L
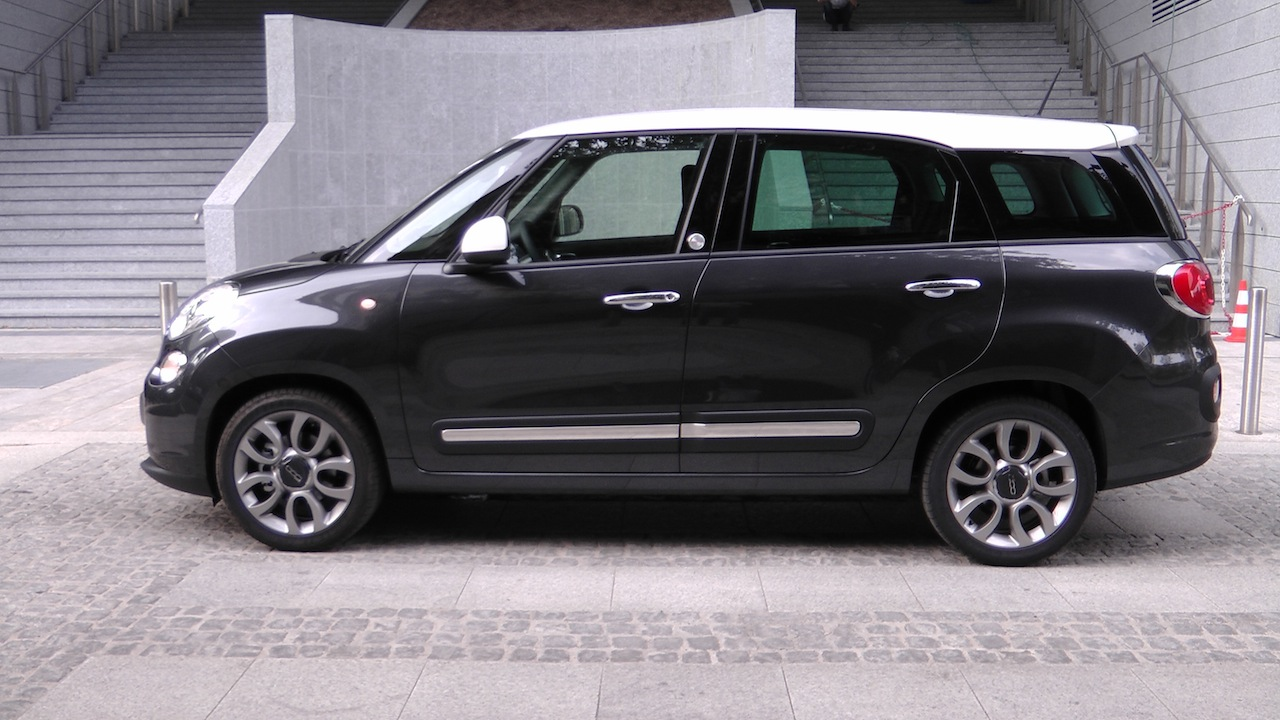
500L Living
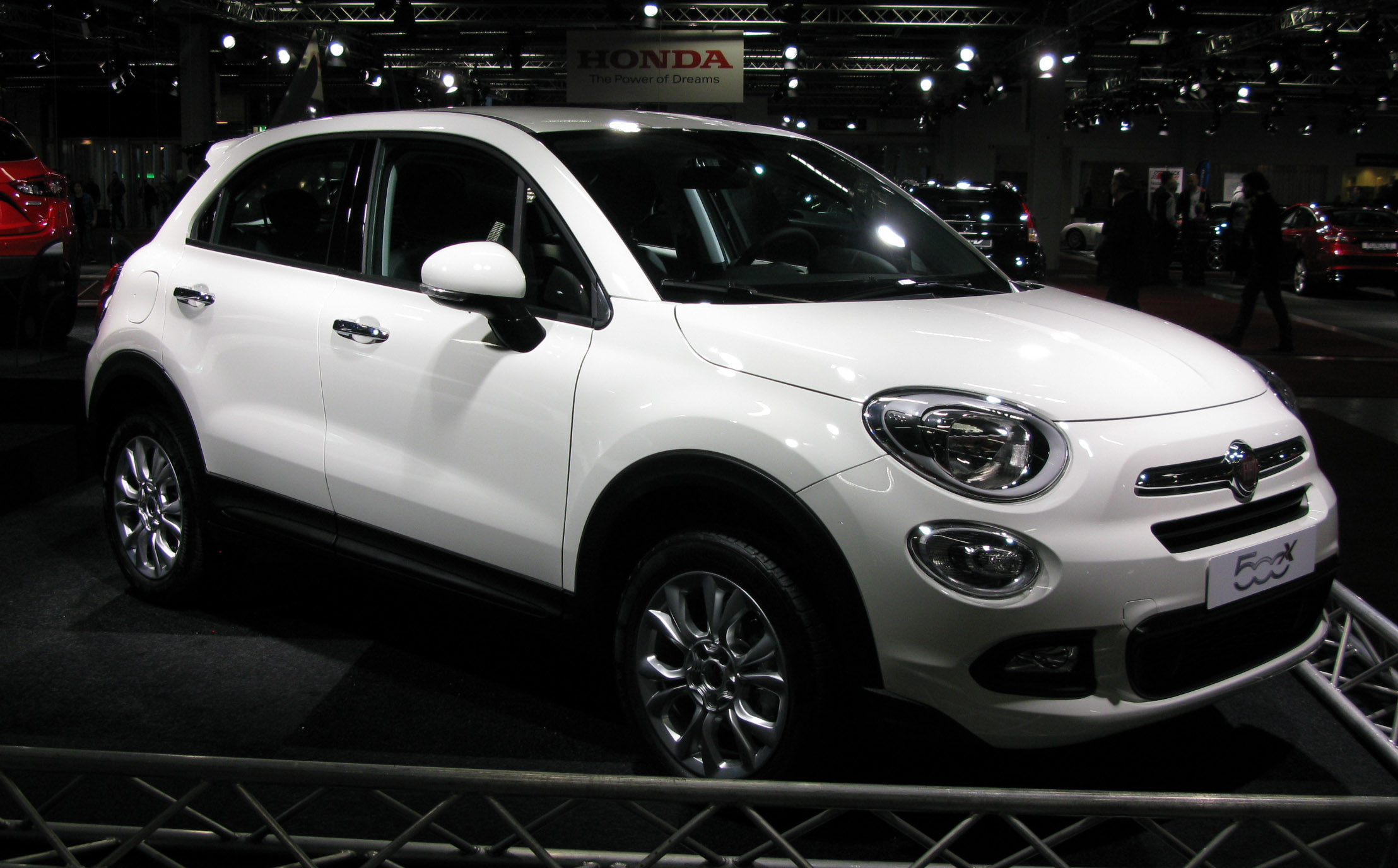
500X
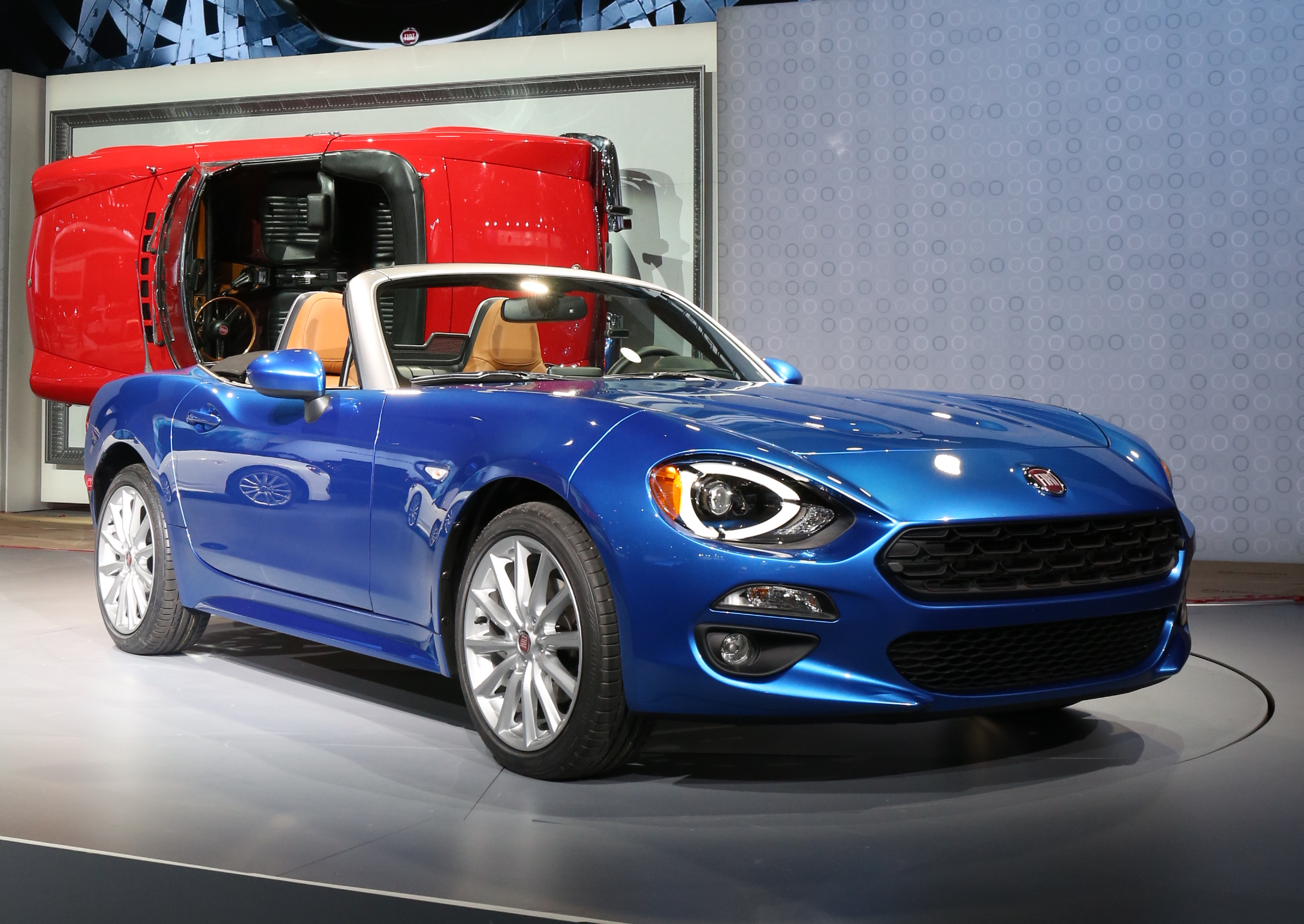
Fiat 124 Spider
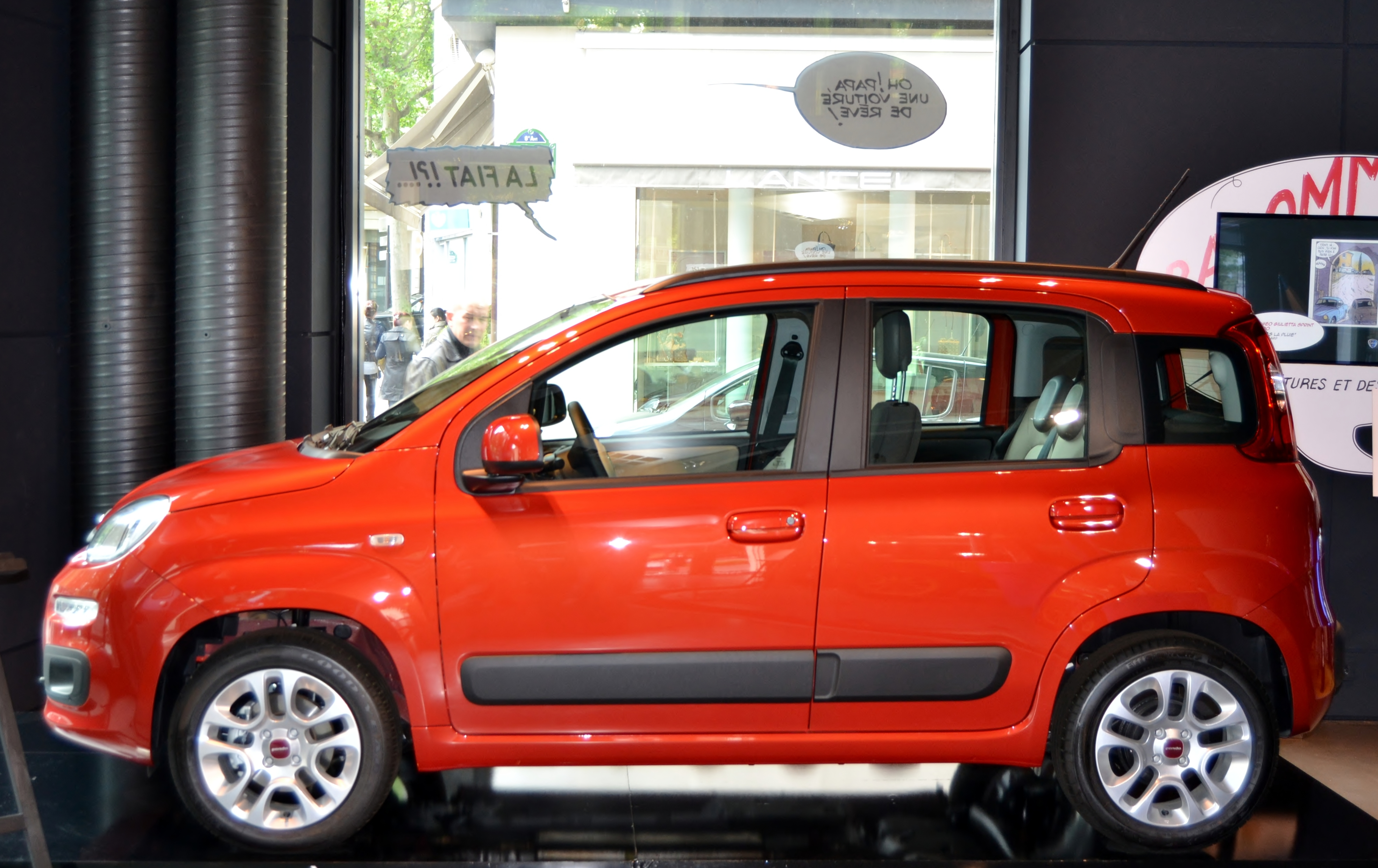
Panda
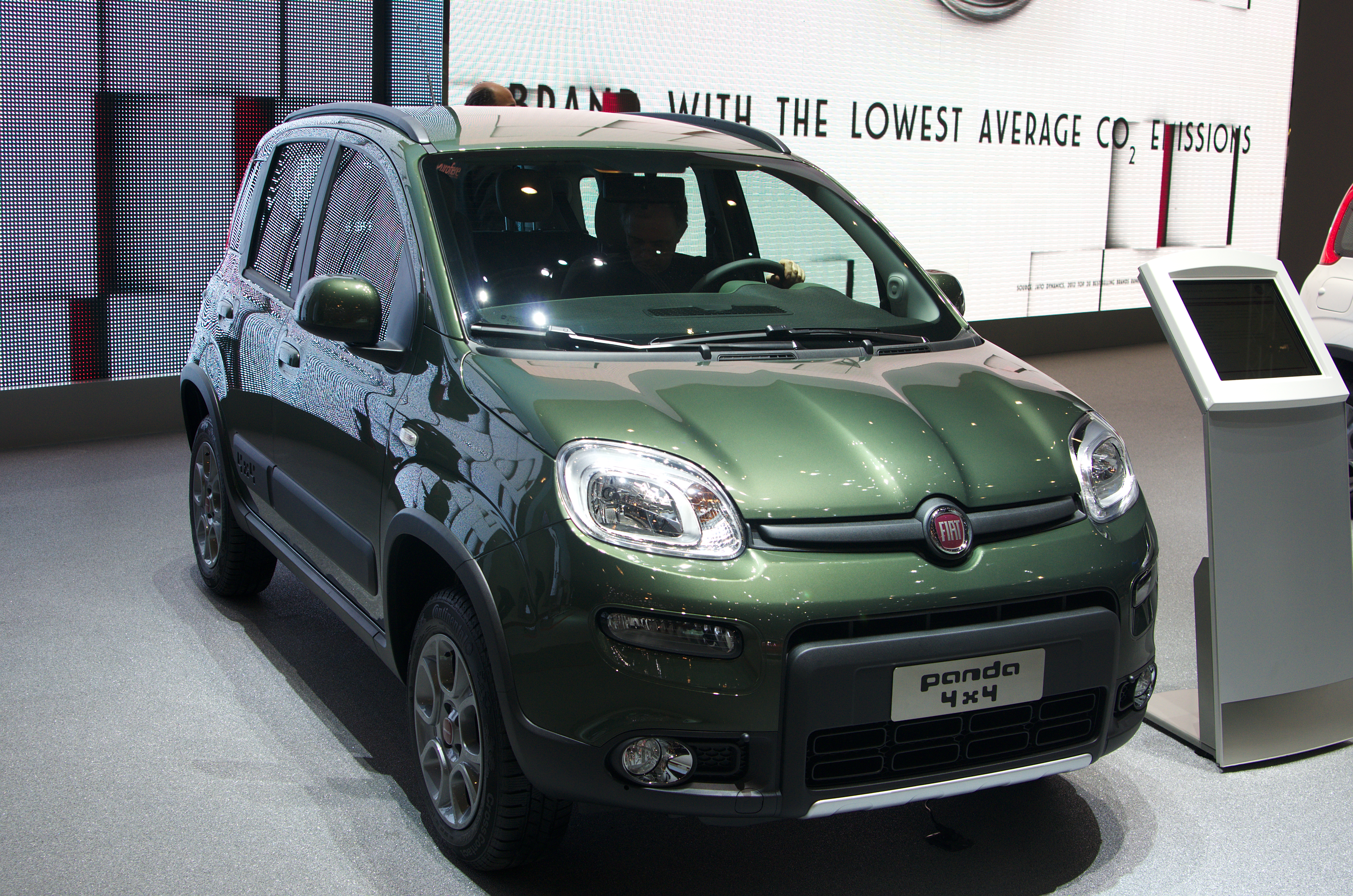
Panda 4x4
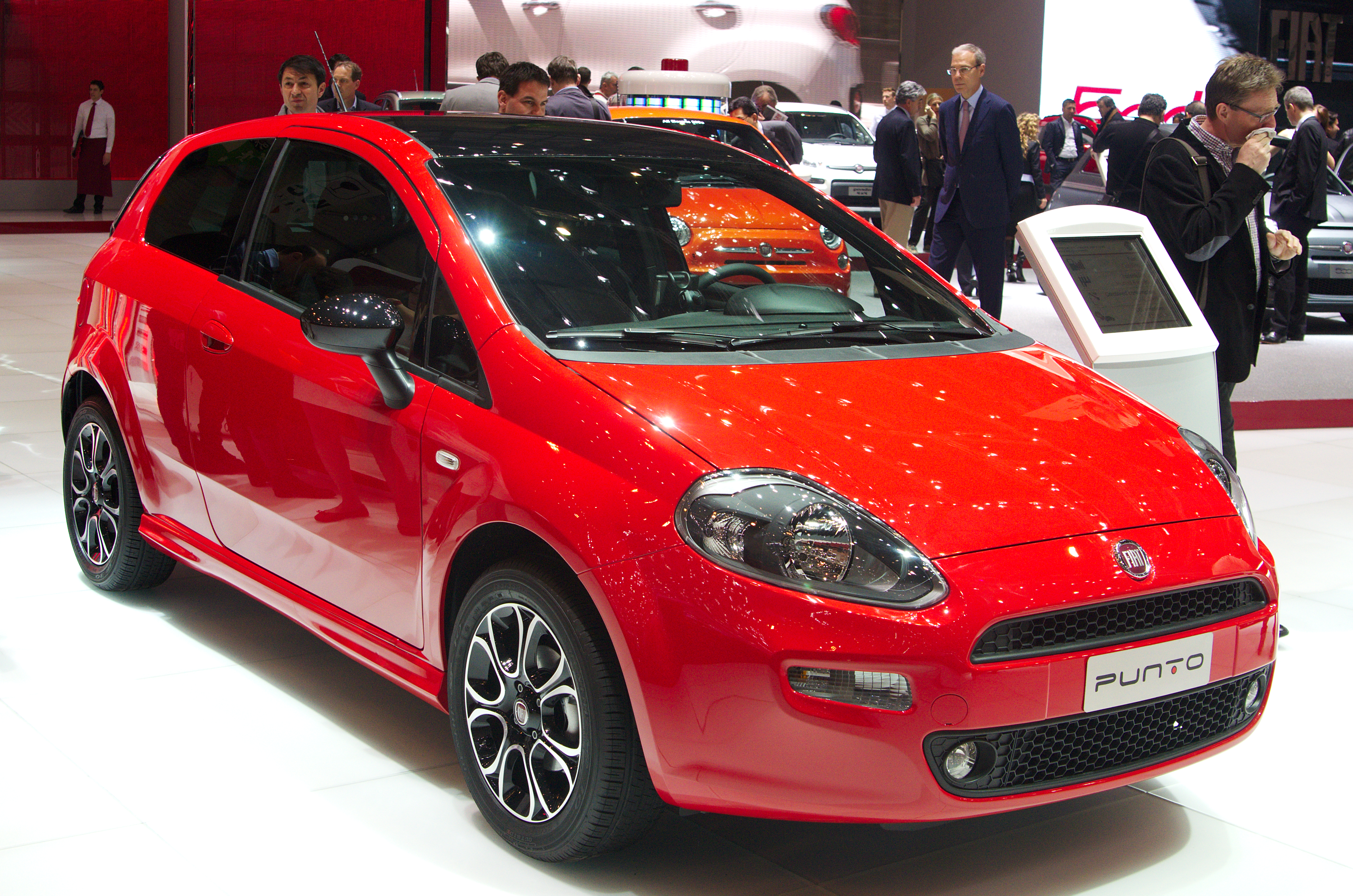
Punto
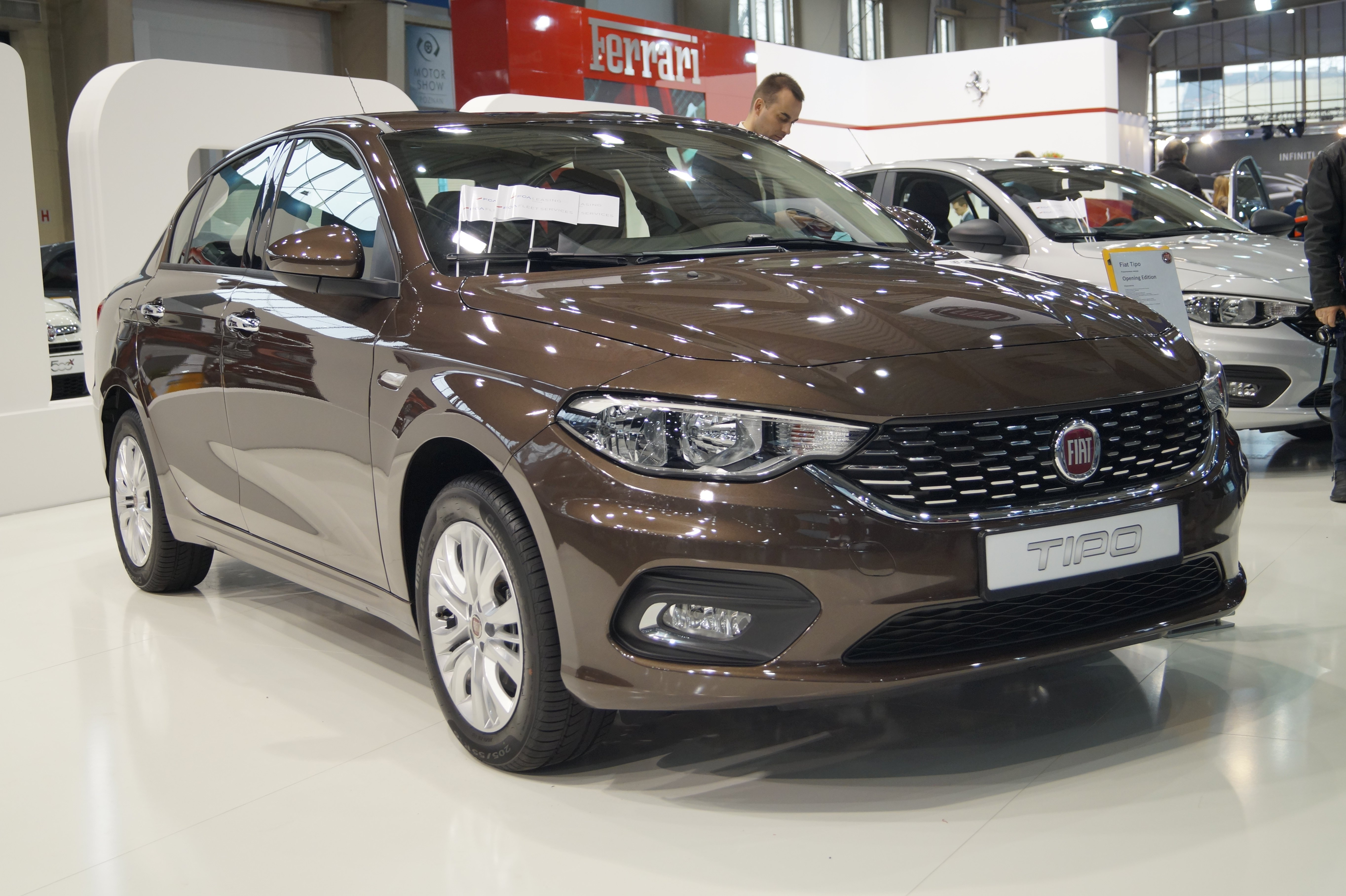
Tipo 4 puertas
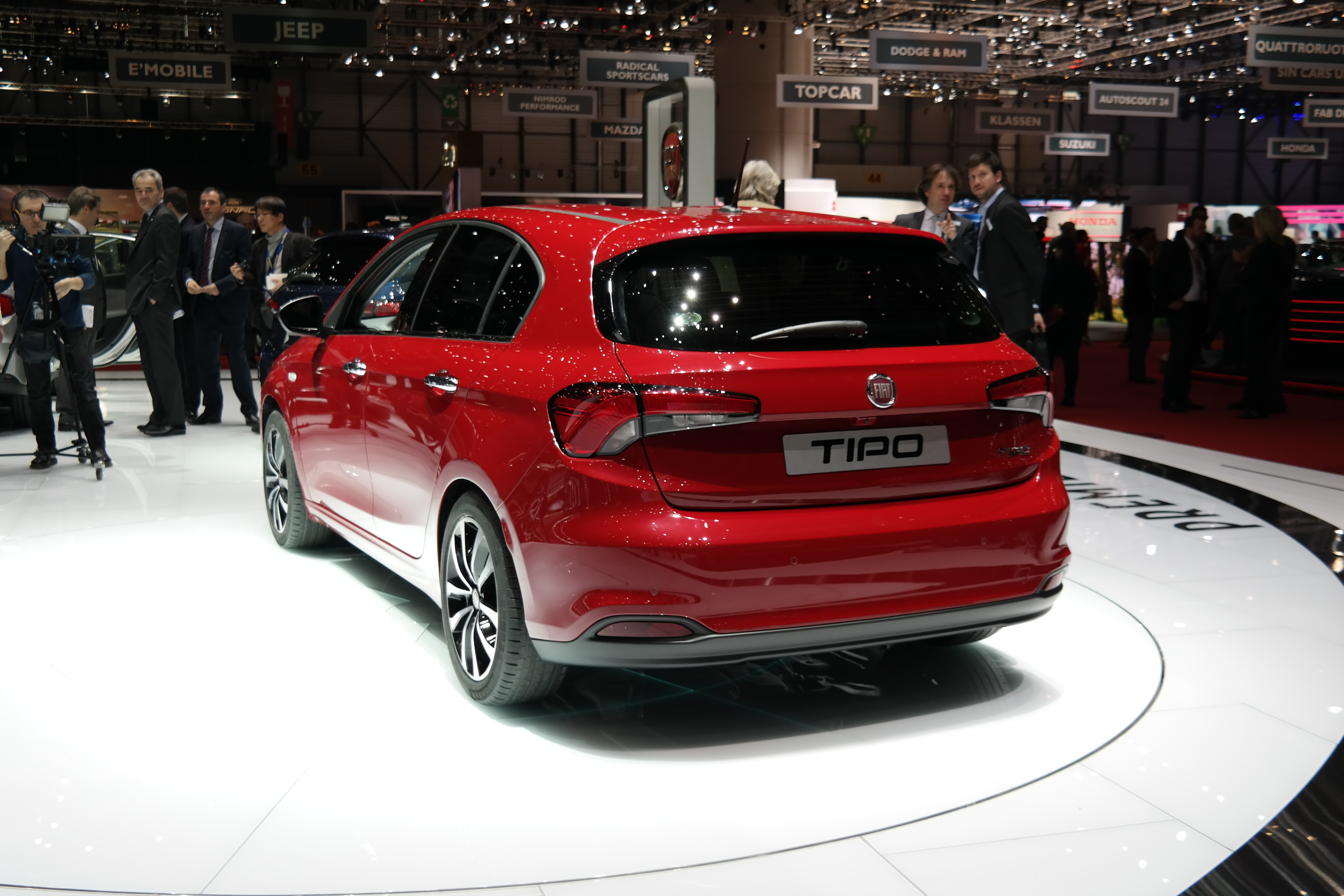
Tipo 5 puertas
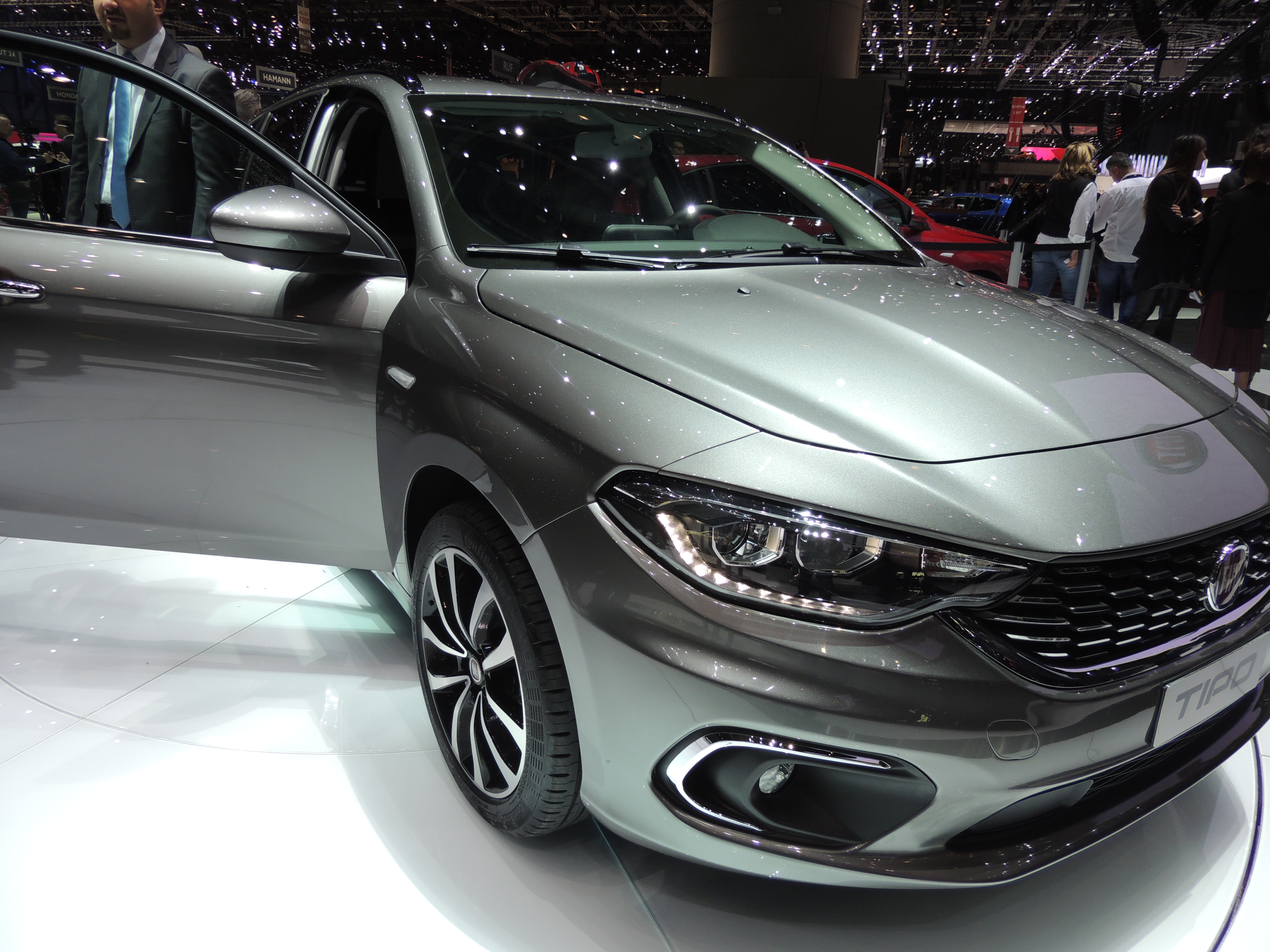
Tipo Station Wagon
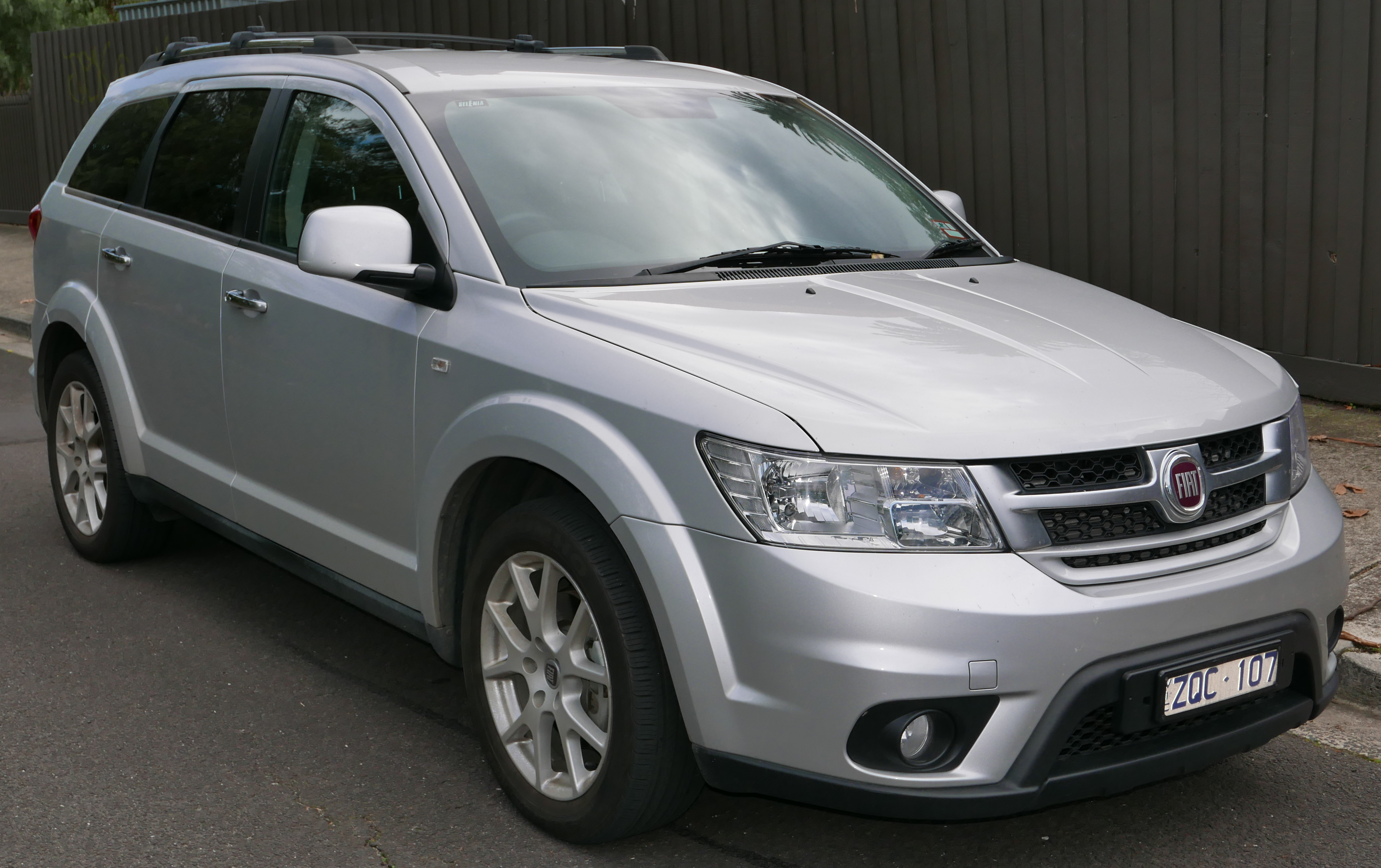
Freemont

### Modelos específicos para Sudamérica
- En producción actualmente:

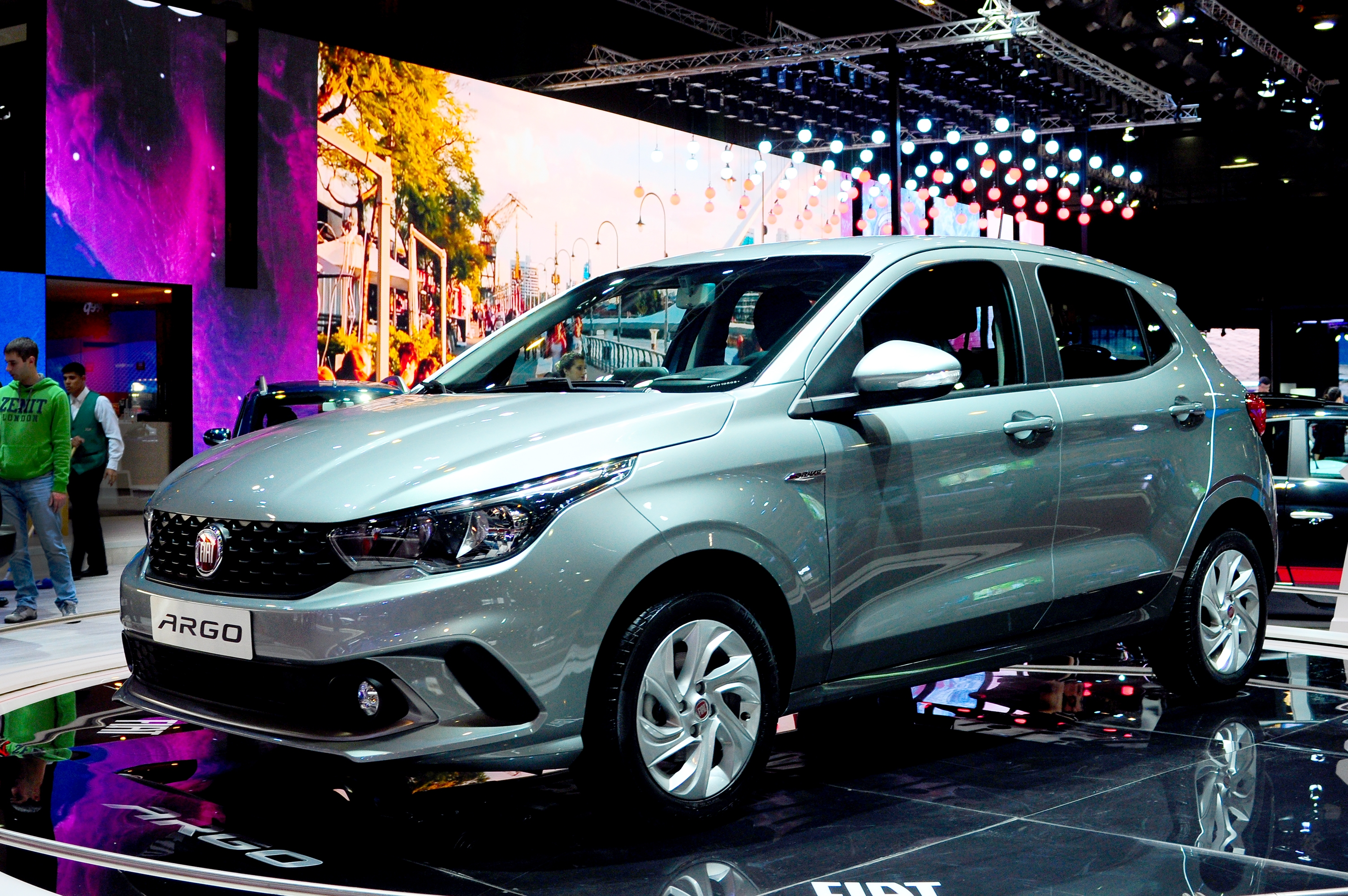
Fiat Argo
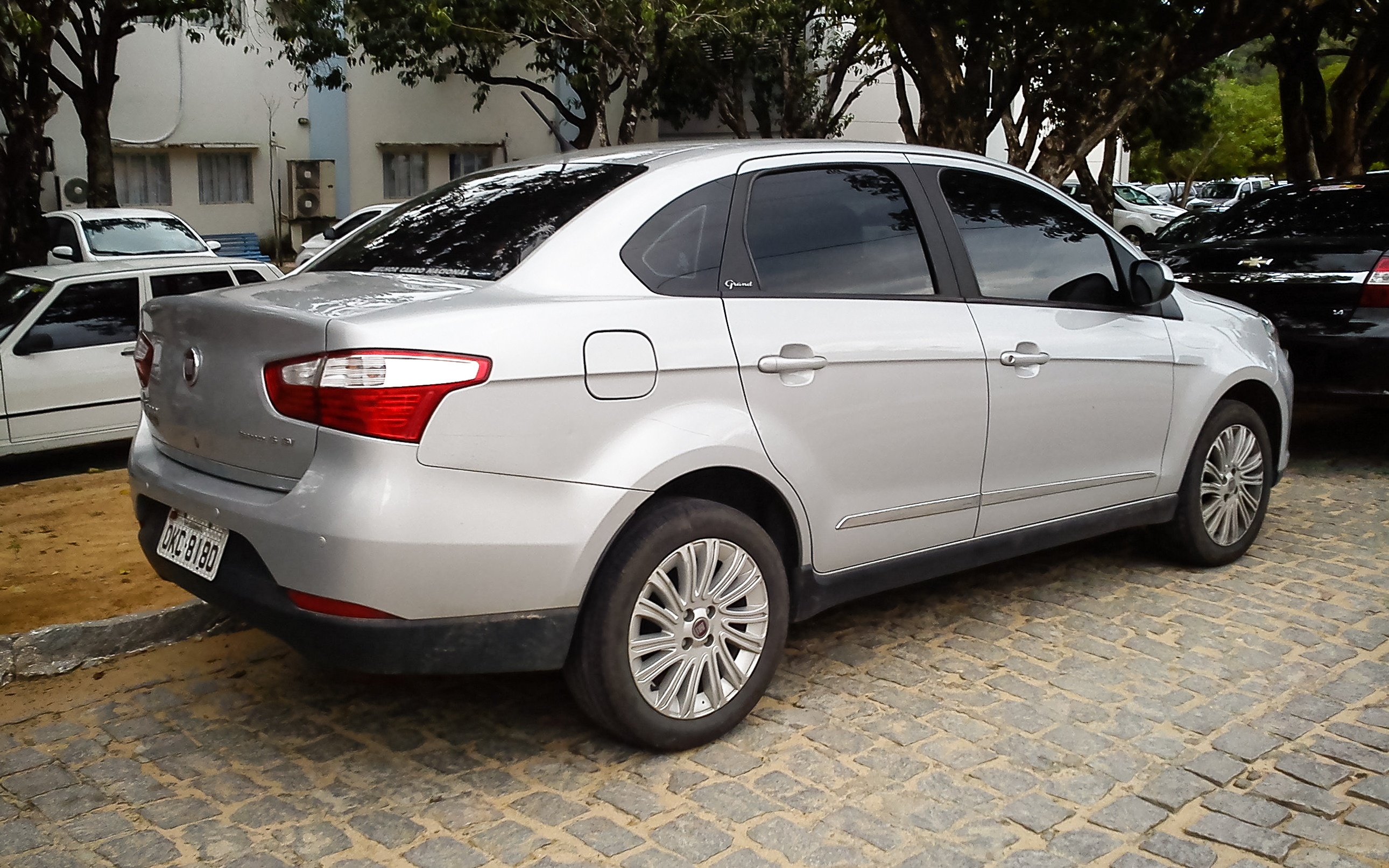
Grand Siena
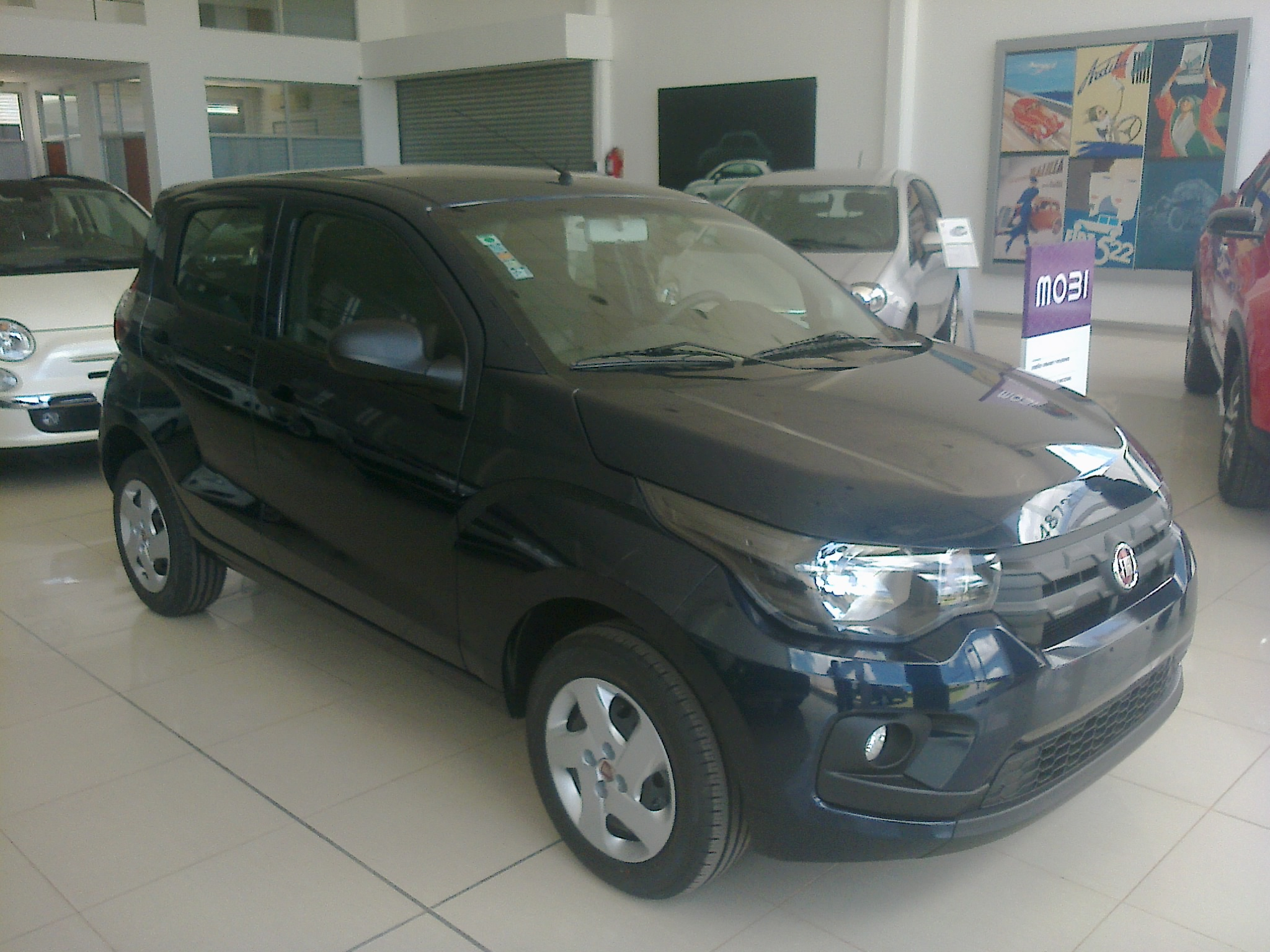
Mobi
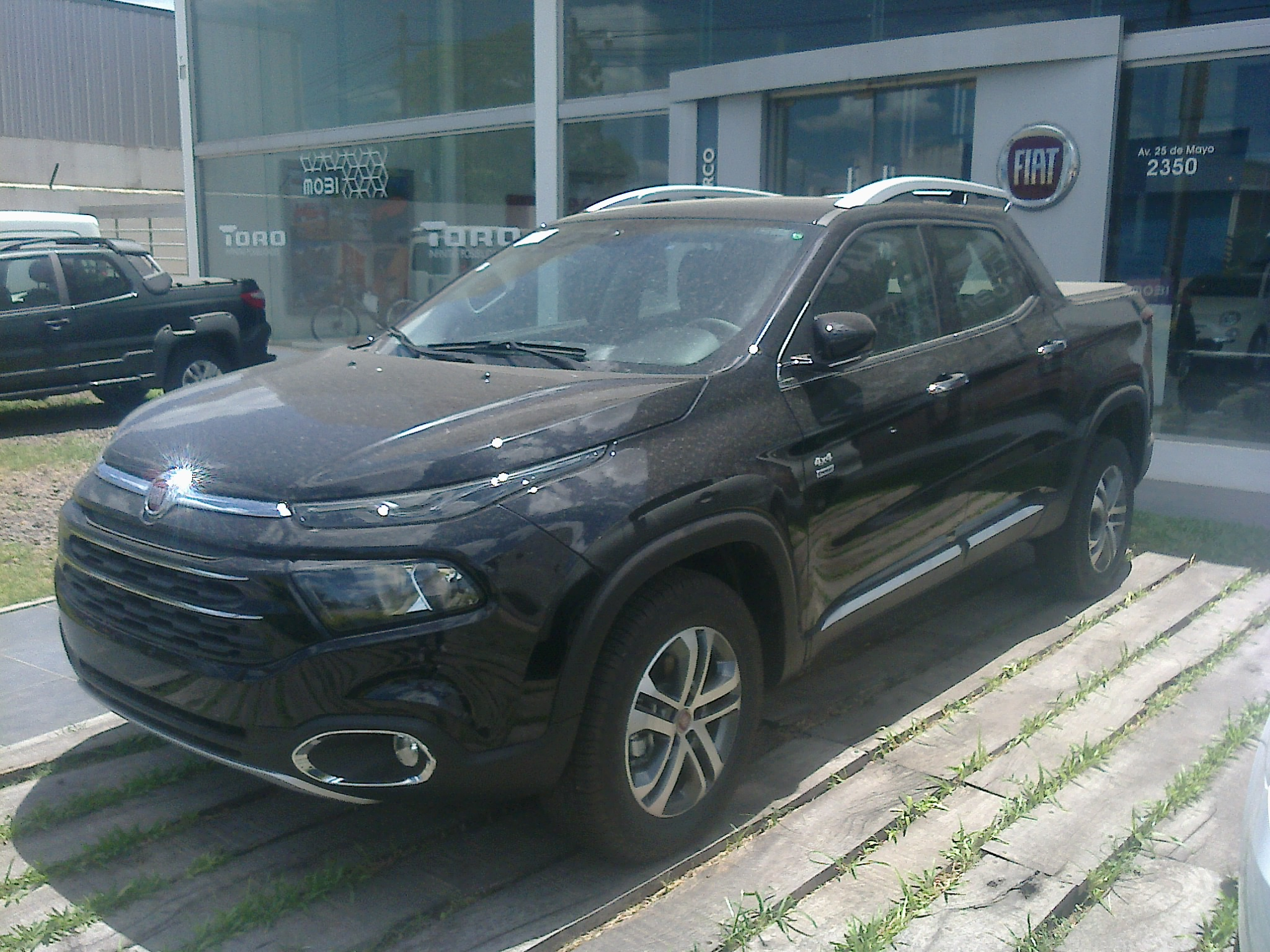
Toro
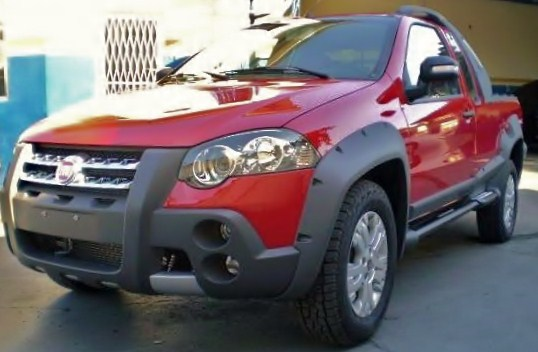
Fiat Strada
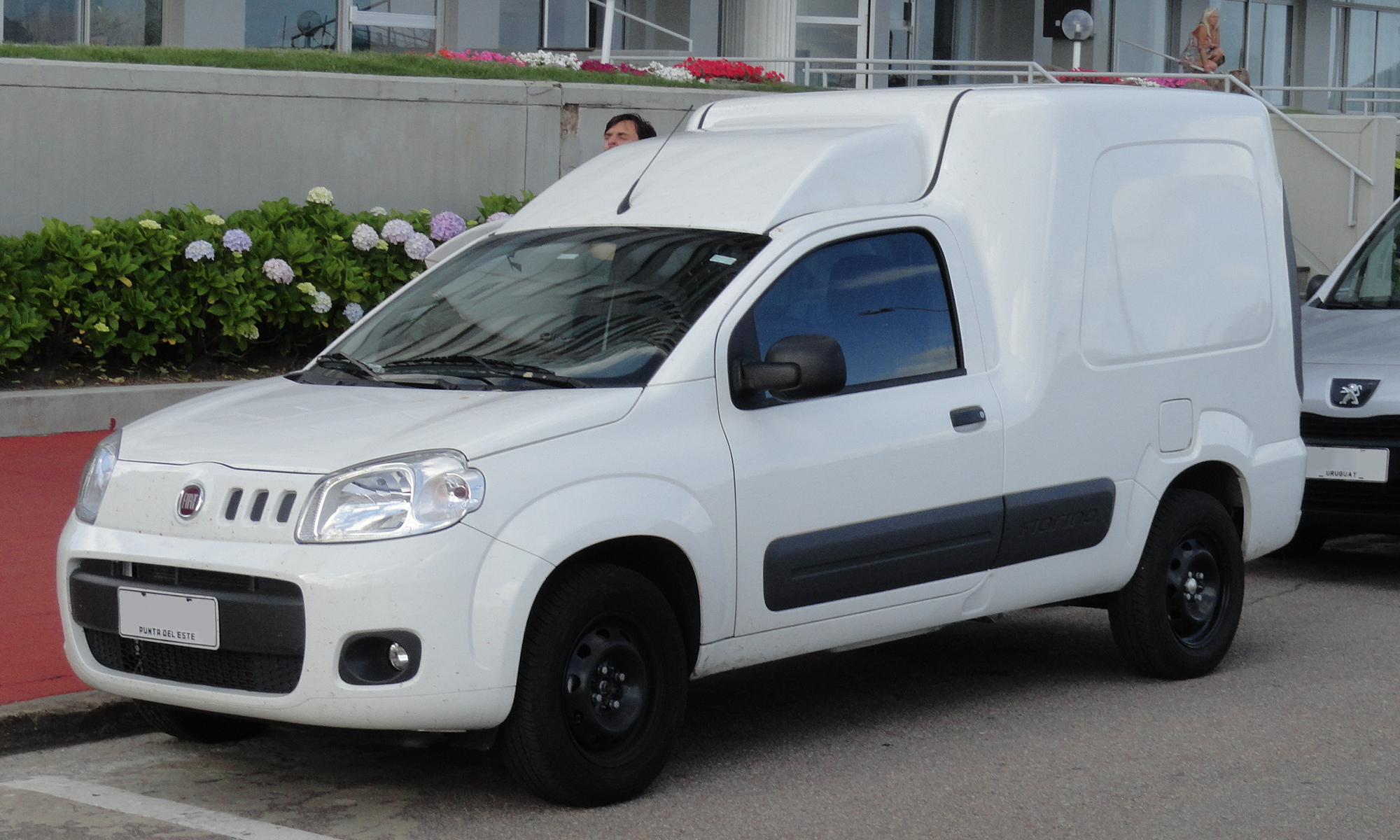
Fiat Fiorino
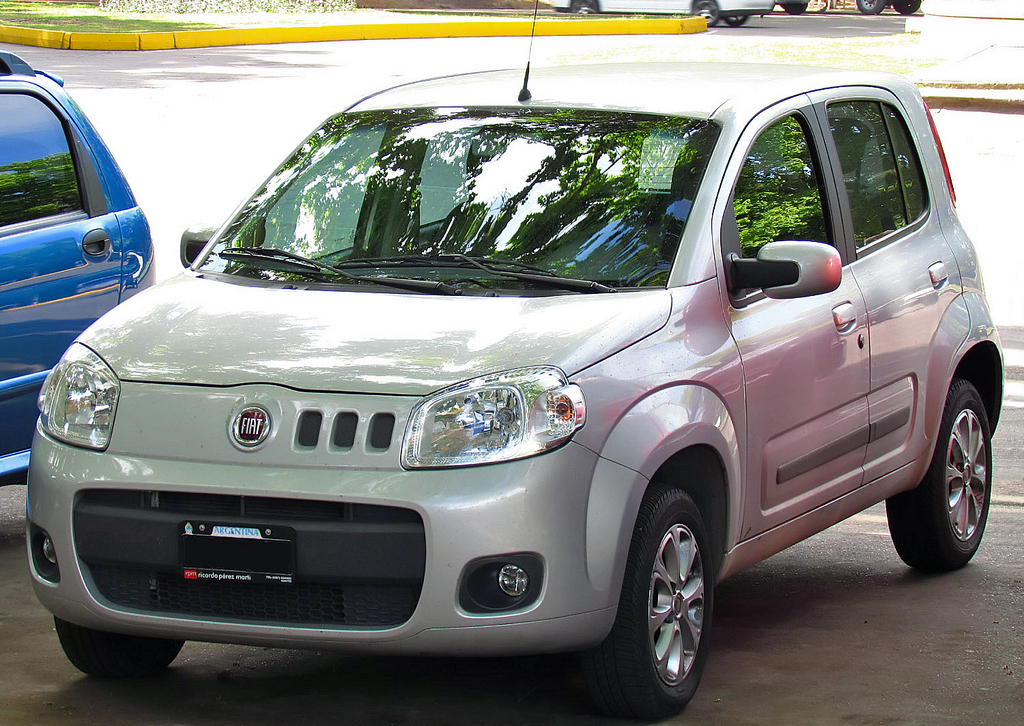
Uno
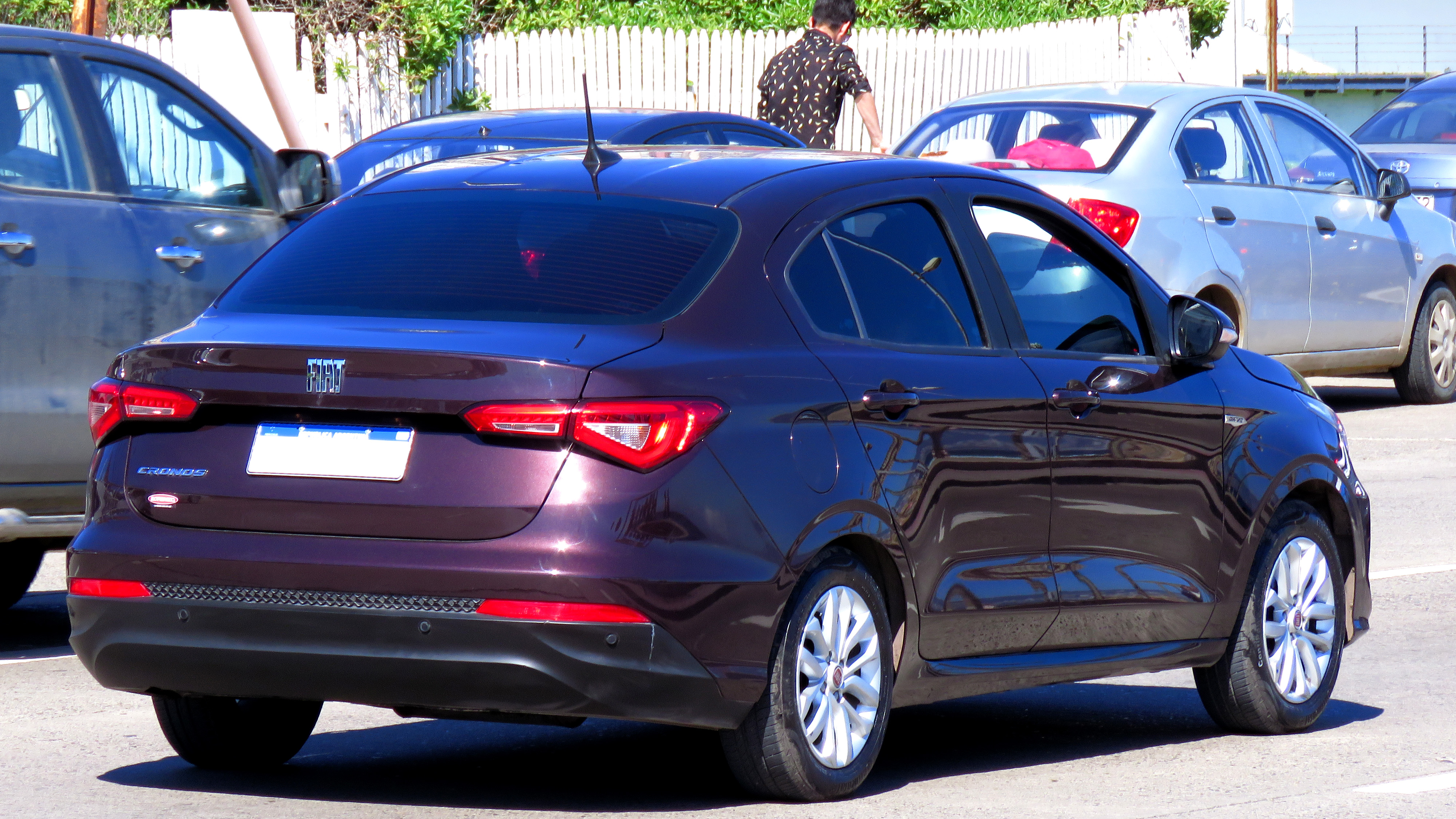
Fiat Cronos

- Importados en la región actualmente:

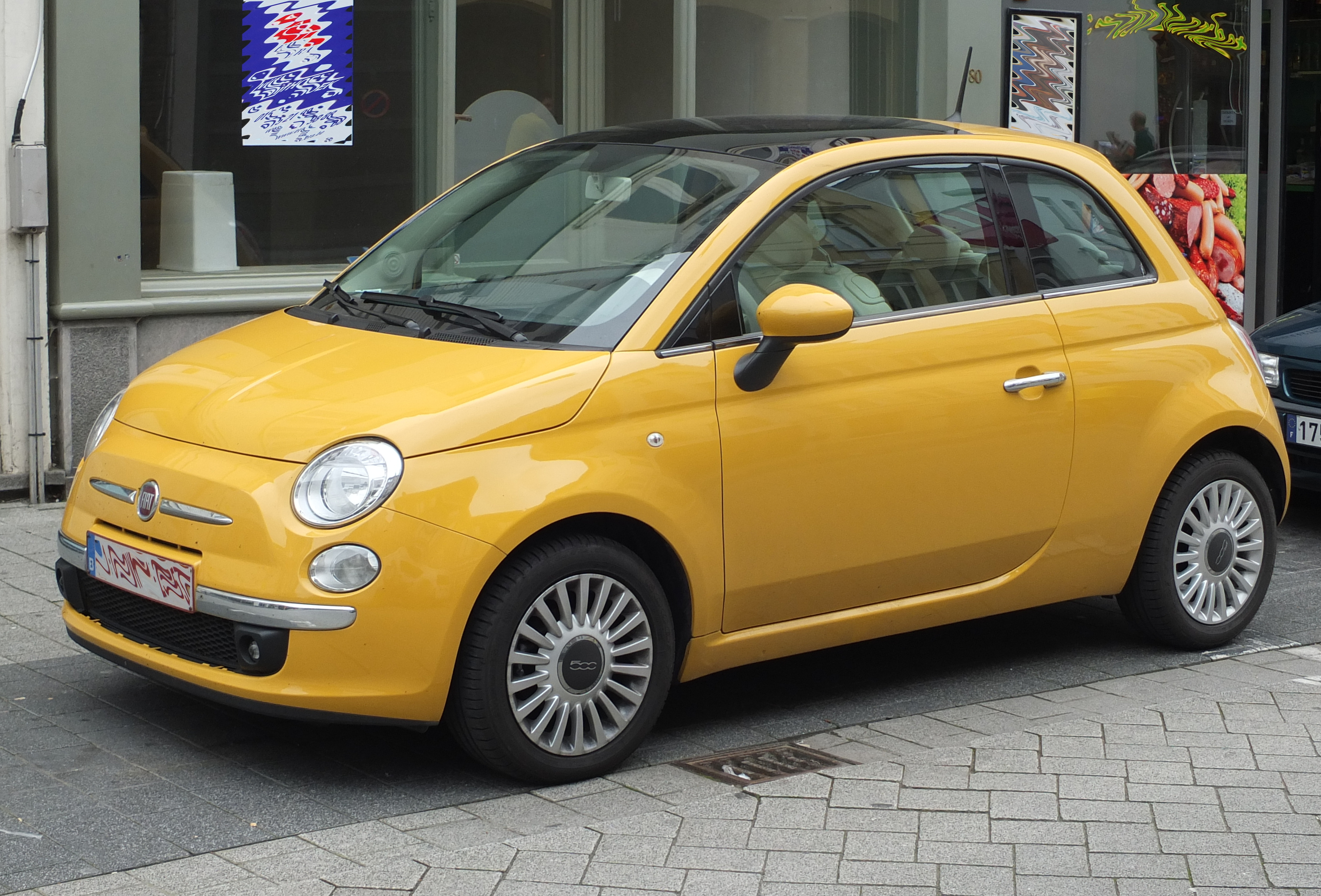
500
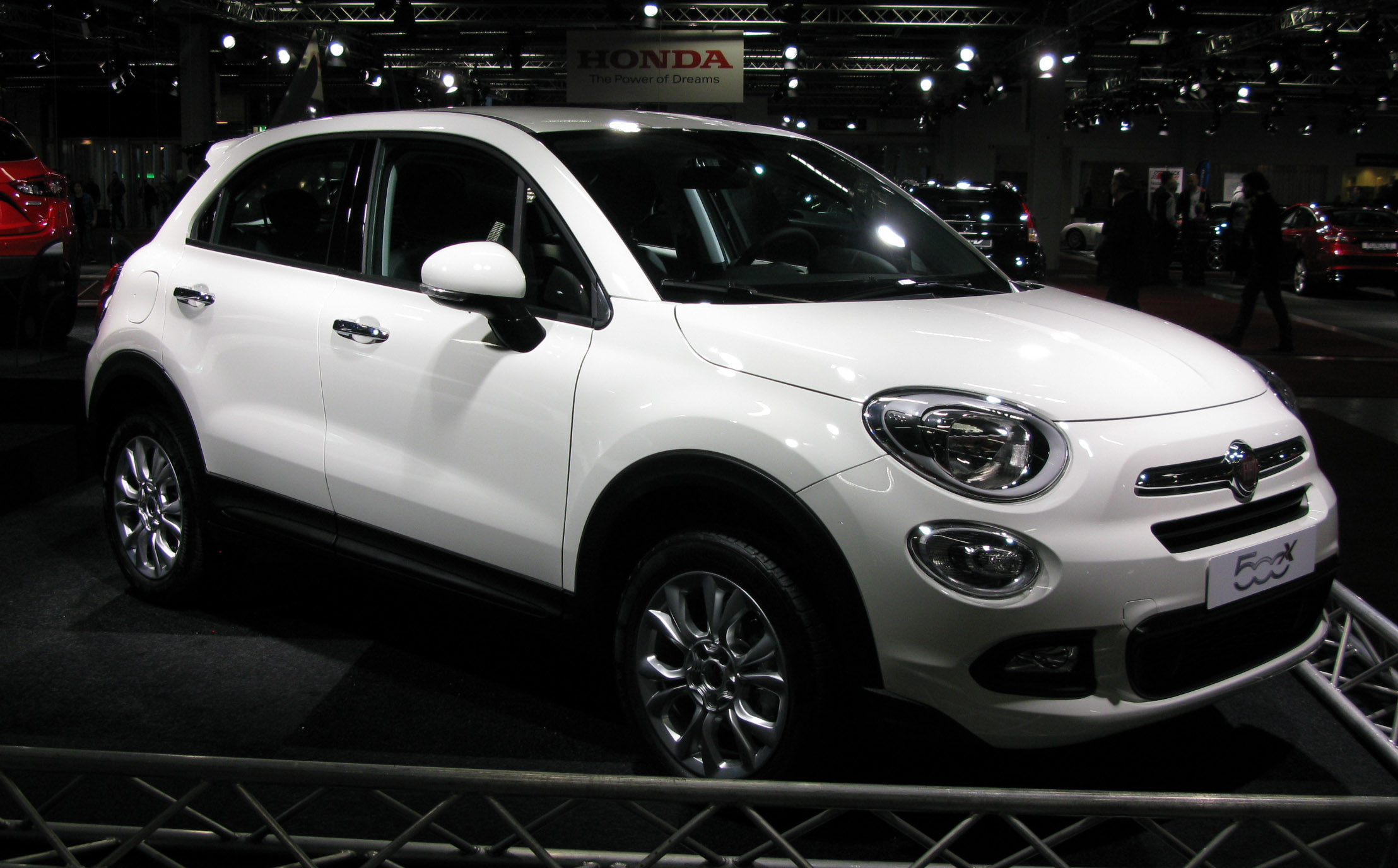
500X
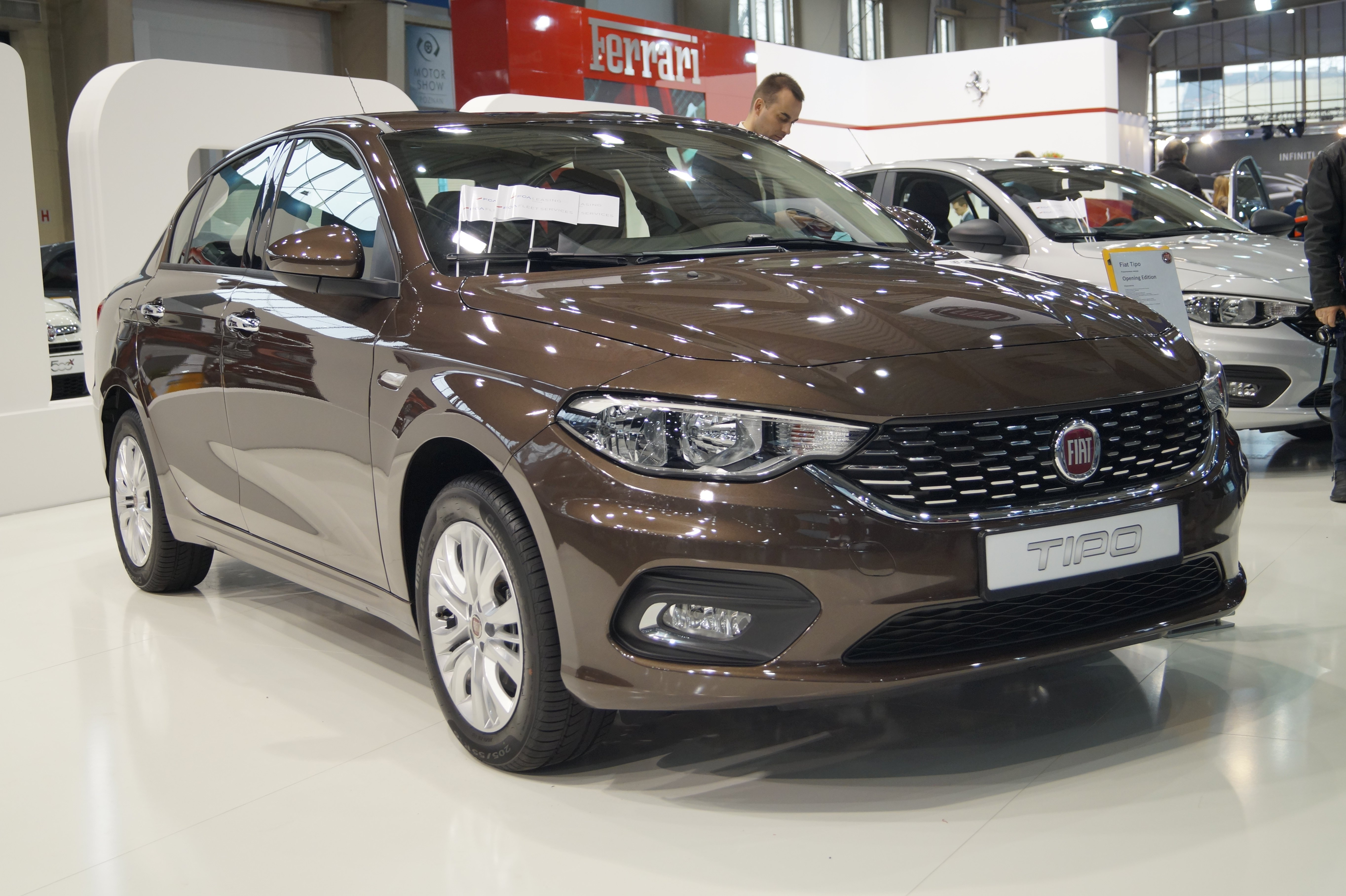
Tipo 4 puertas
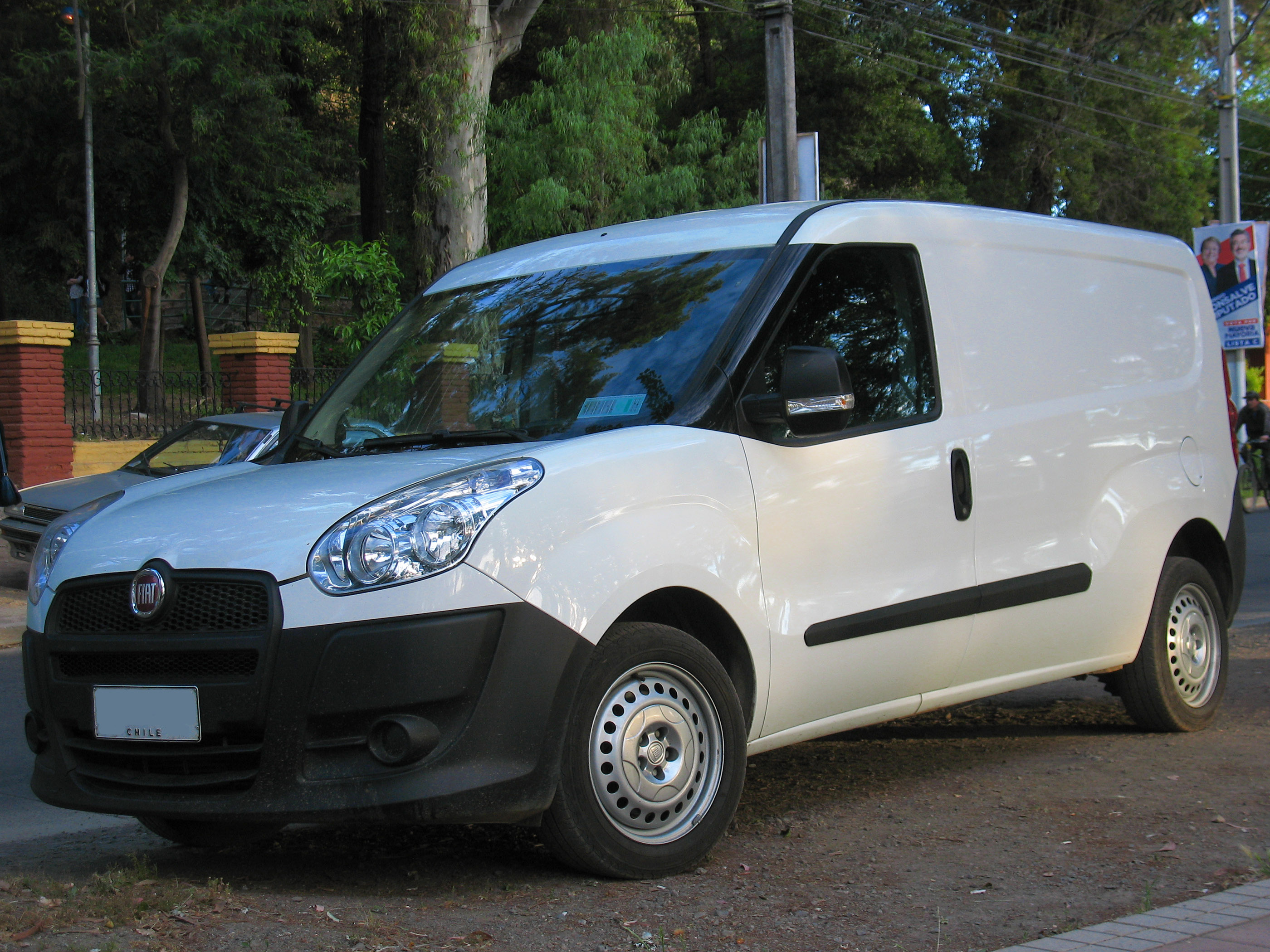
Fiat Doblò (furgón)
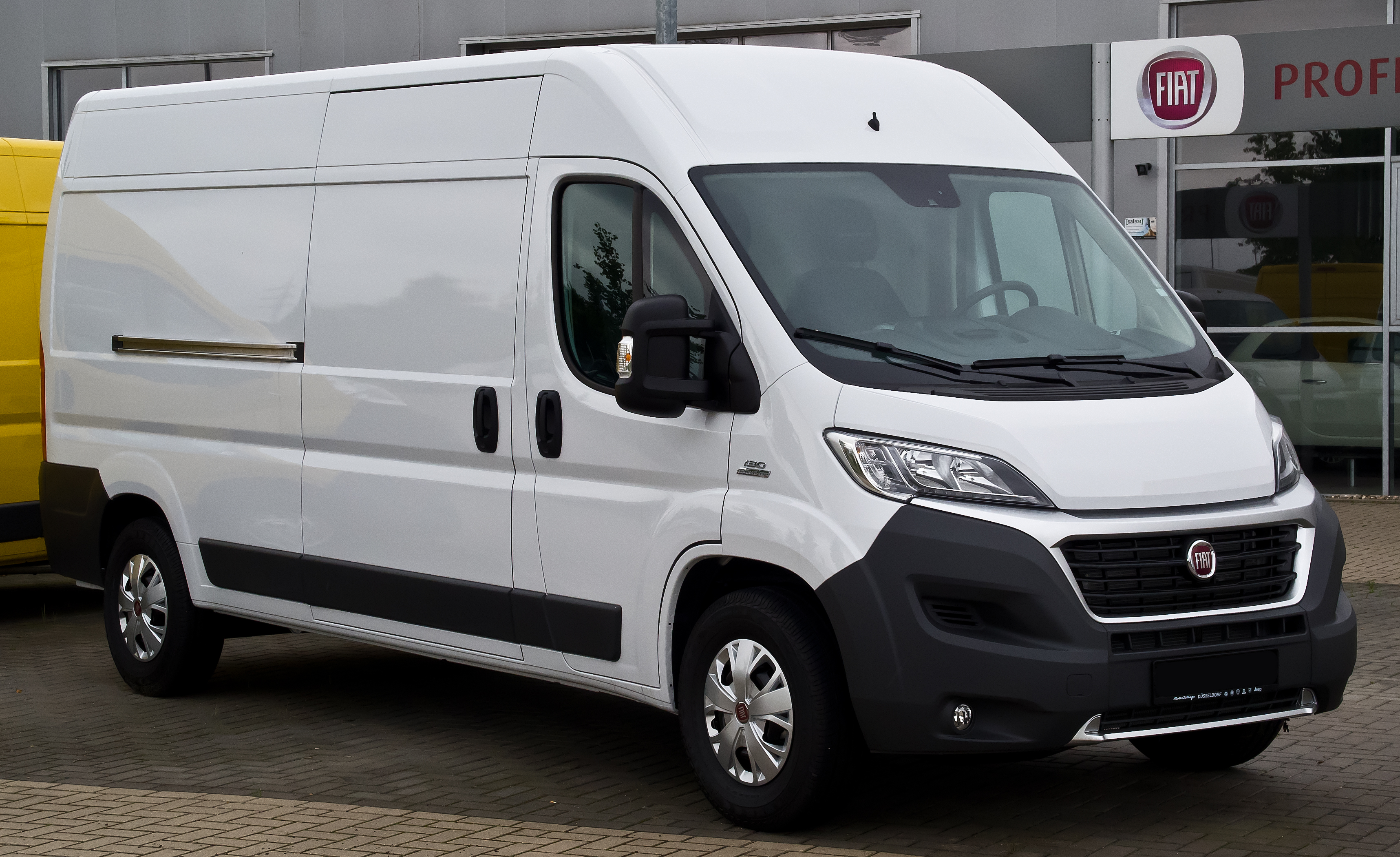
Fiat Ducato

- Discontinuados recientemente:

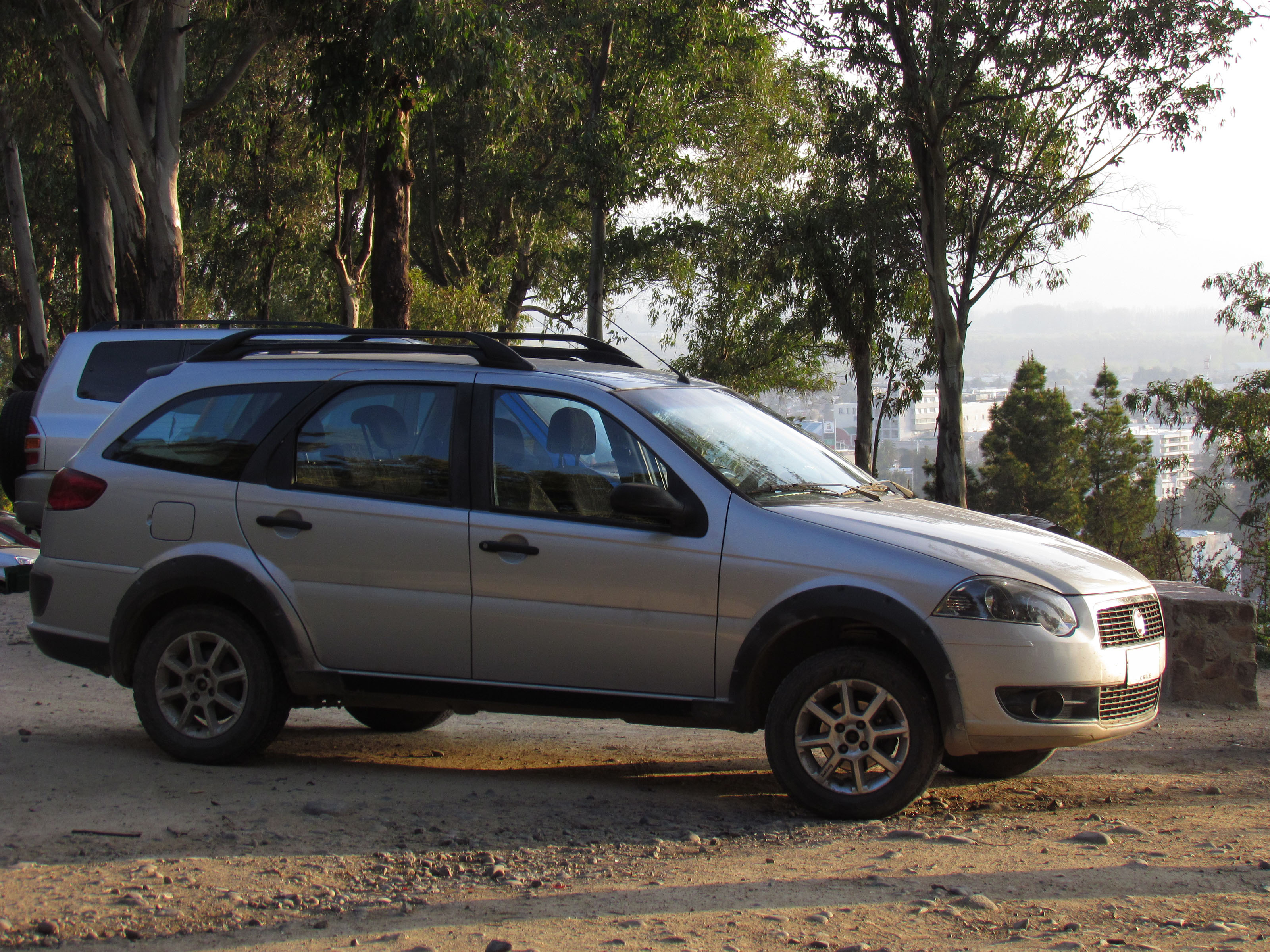
Palio Weekend (Rural/Familiar) 1997-2018
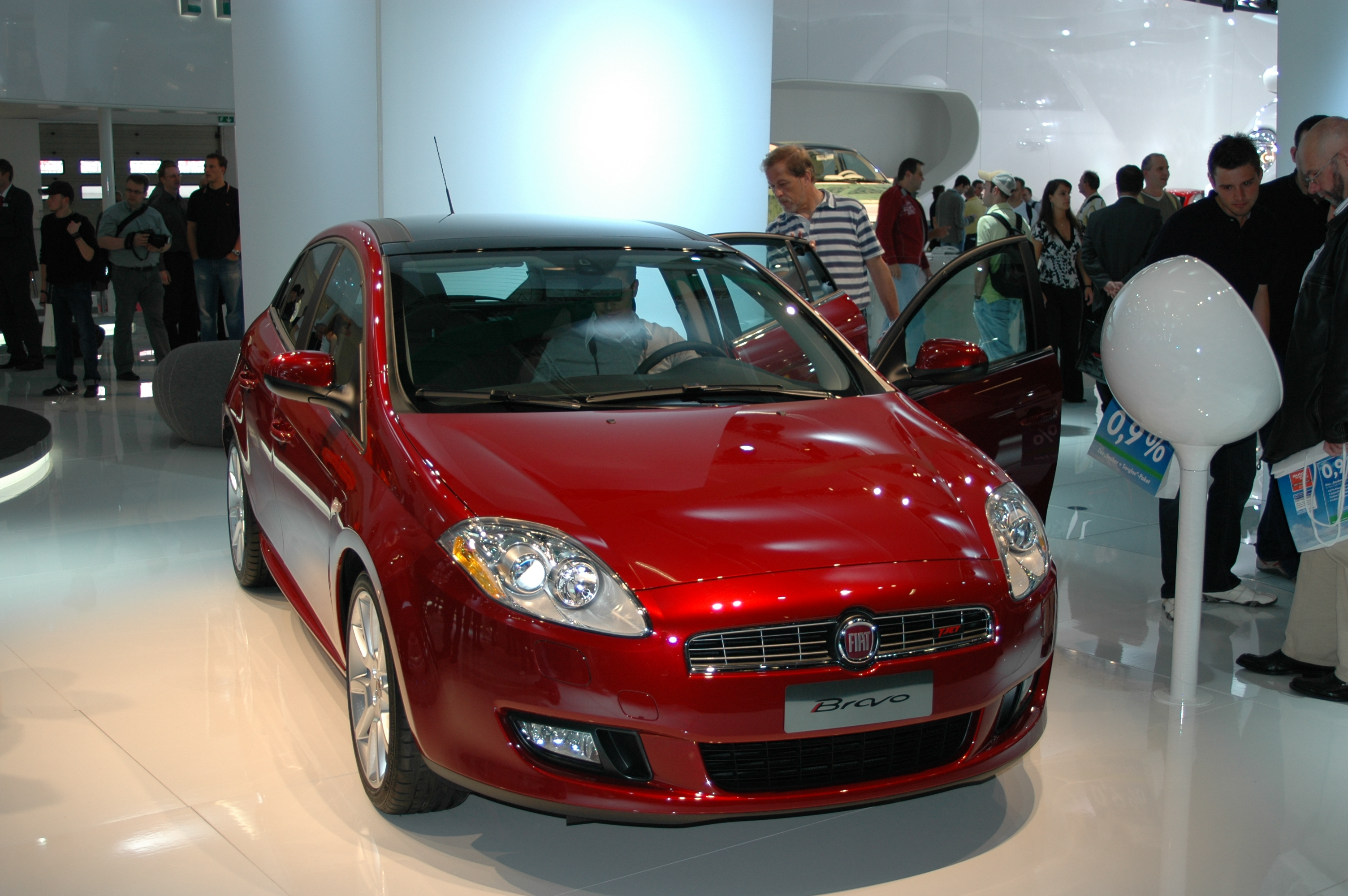
Bravo (2007-2015)
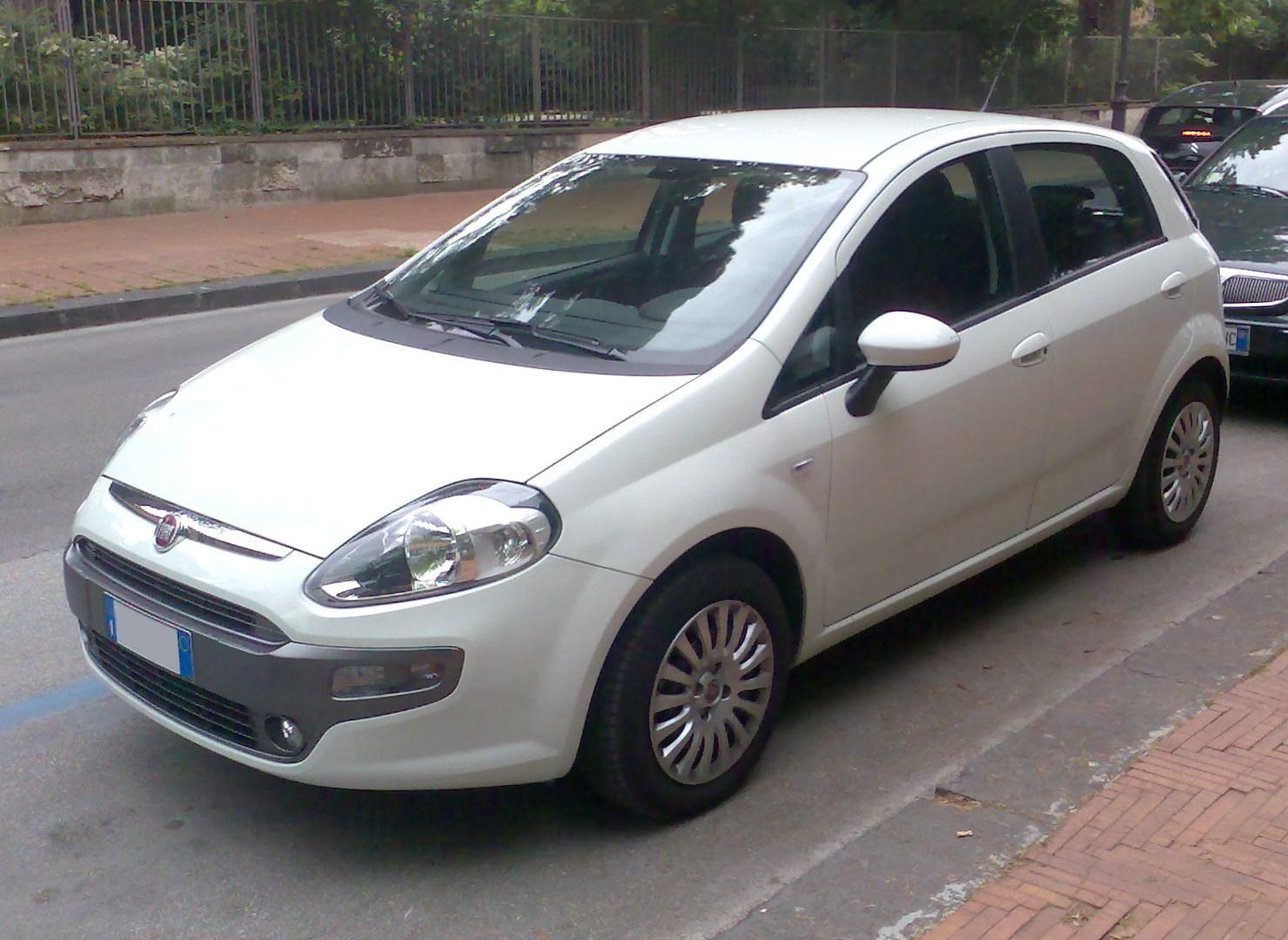
Punto Evo (2005-2017)
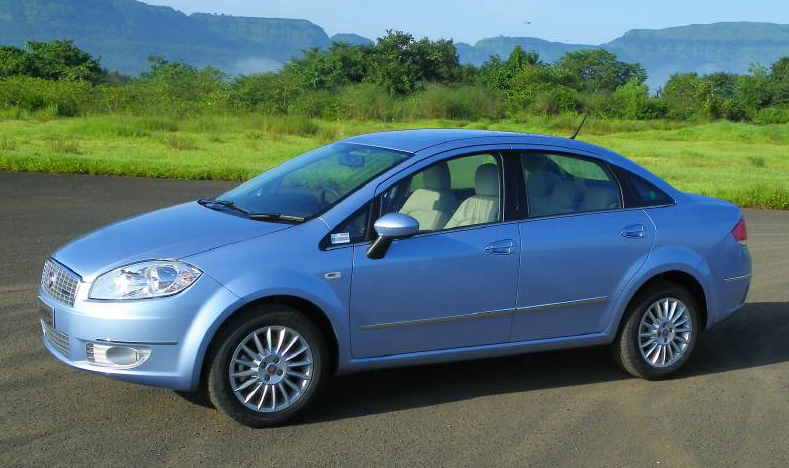
Linea (2007-2017)
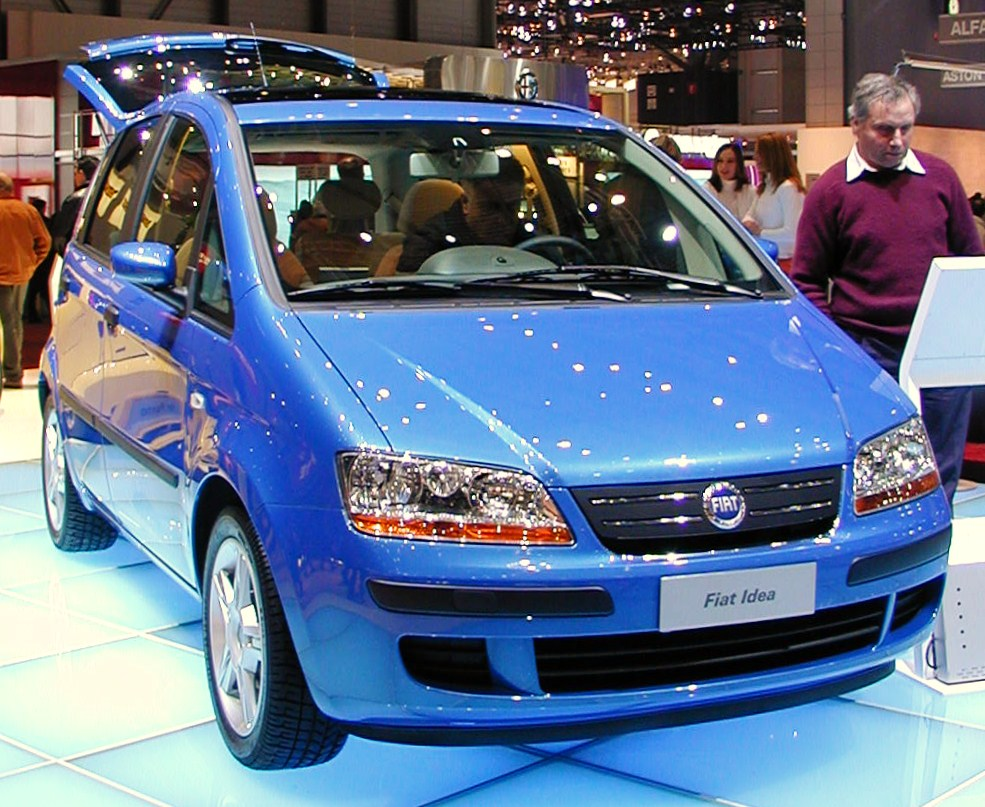
Idea (2004-2016)
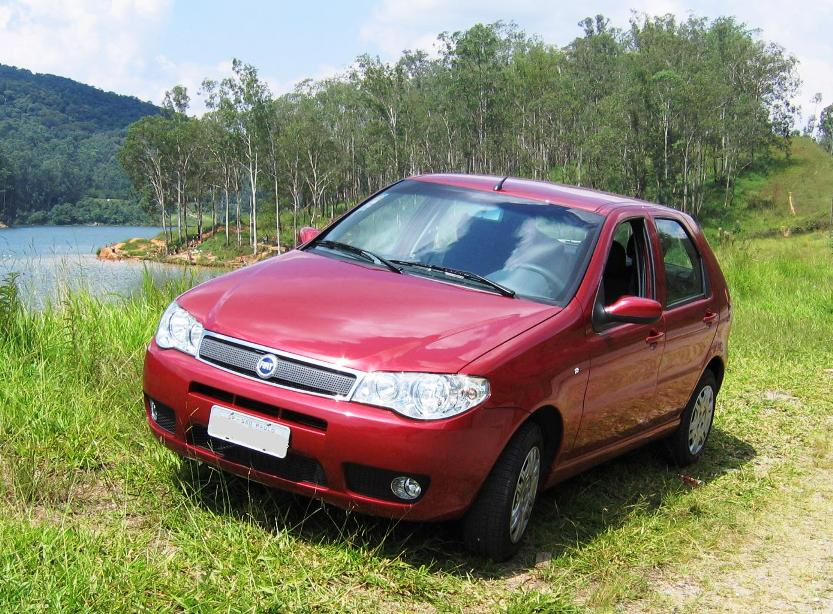
Fiat Palio 1ª gen. (1996-2017)
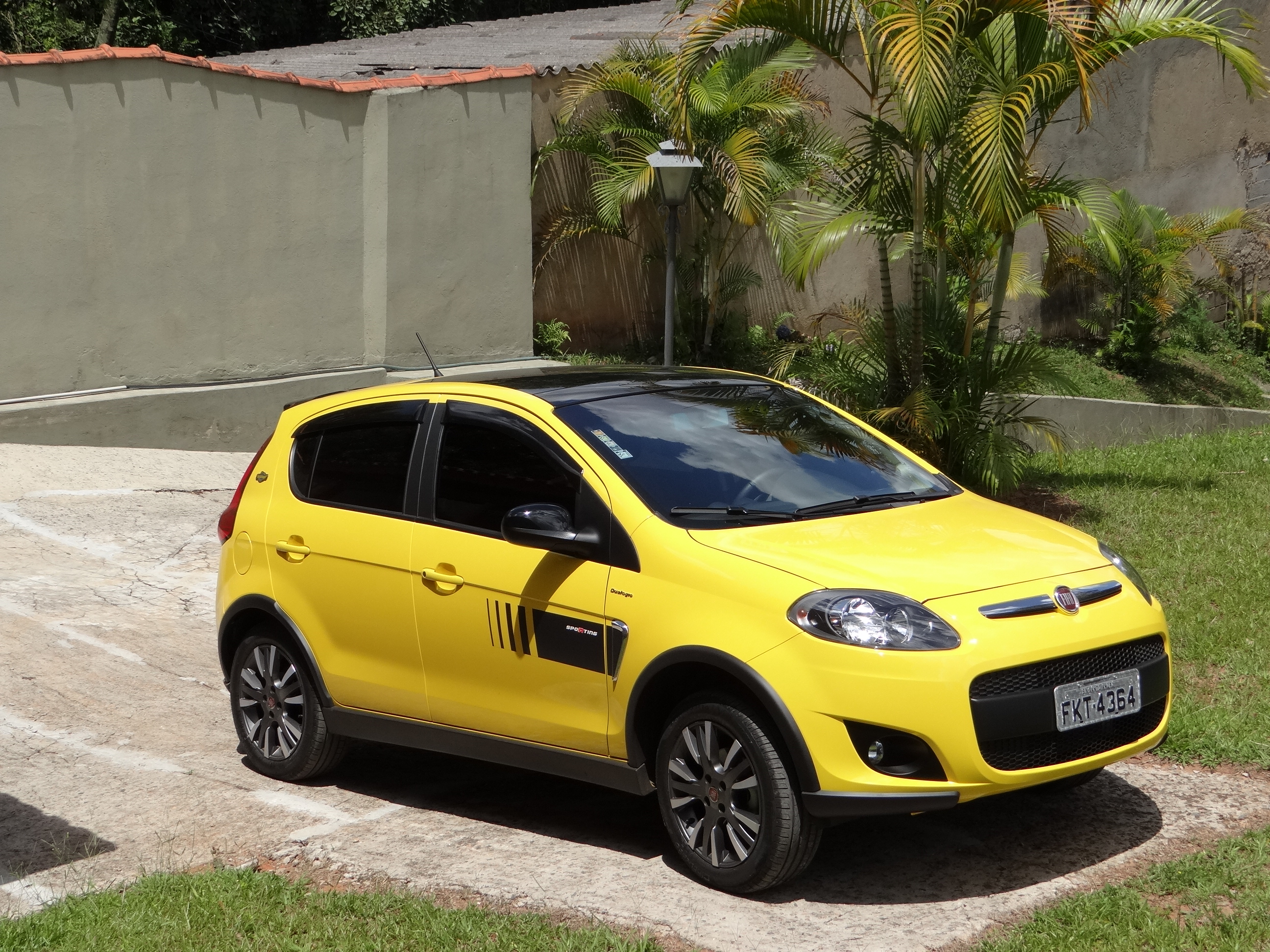
Palio 2ª gen. (2011-2017)
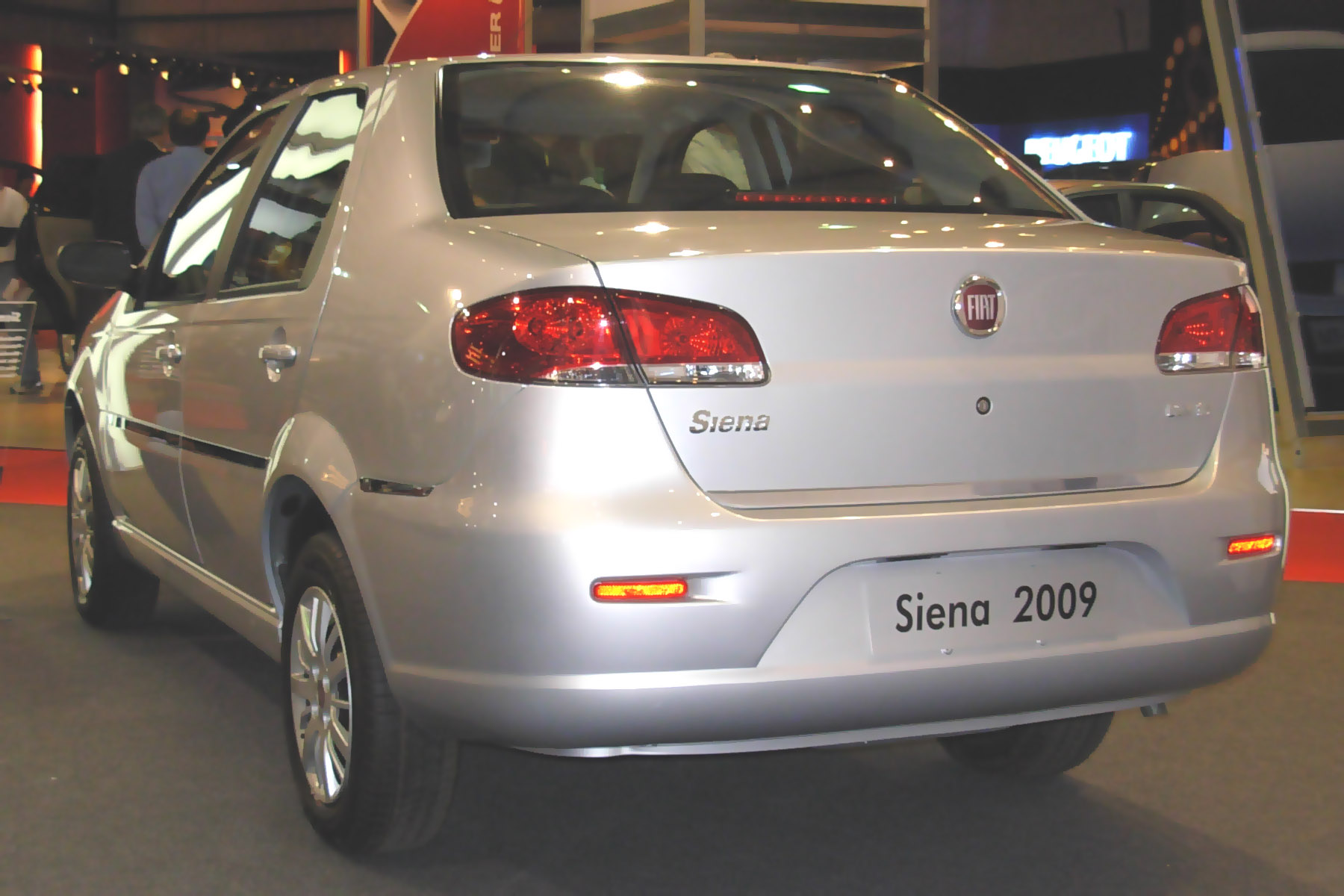
Siena EL/Fire (1996-2017)
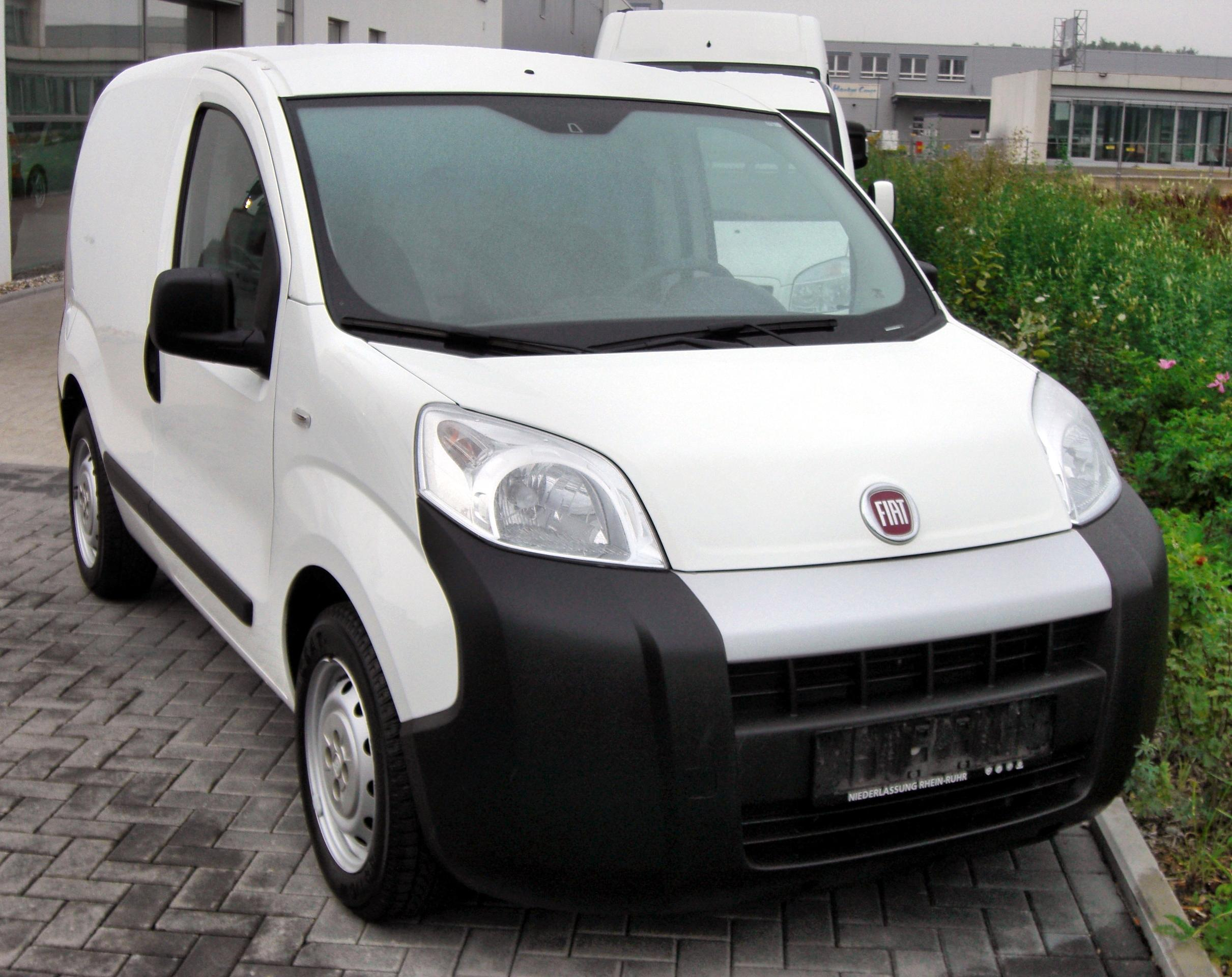
Fiat Qubo (2012-2016)

- Históricos:

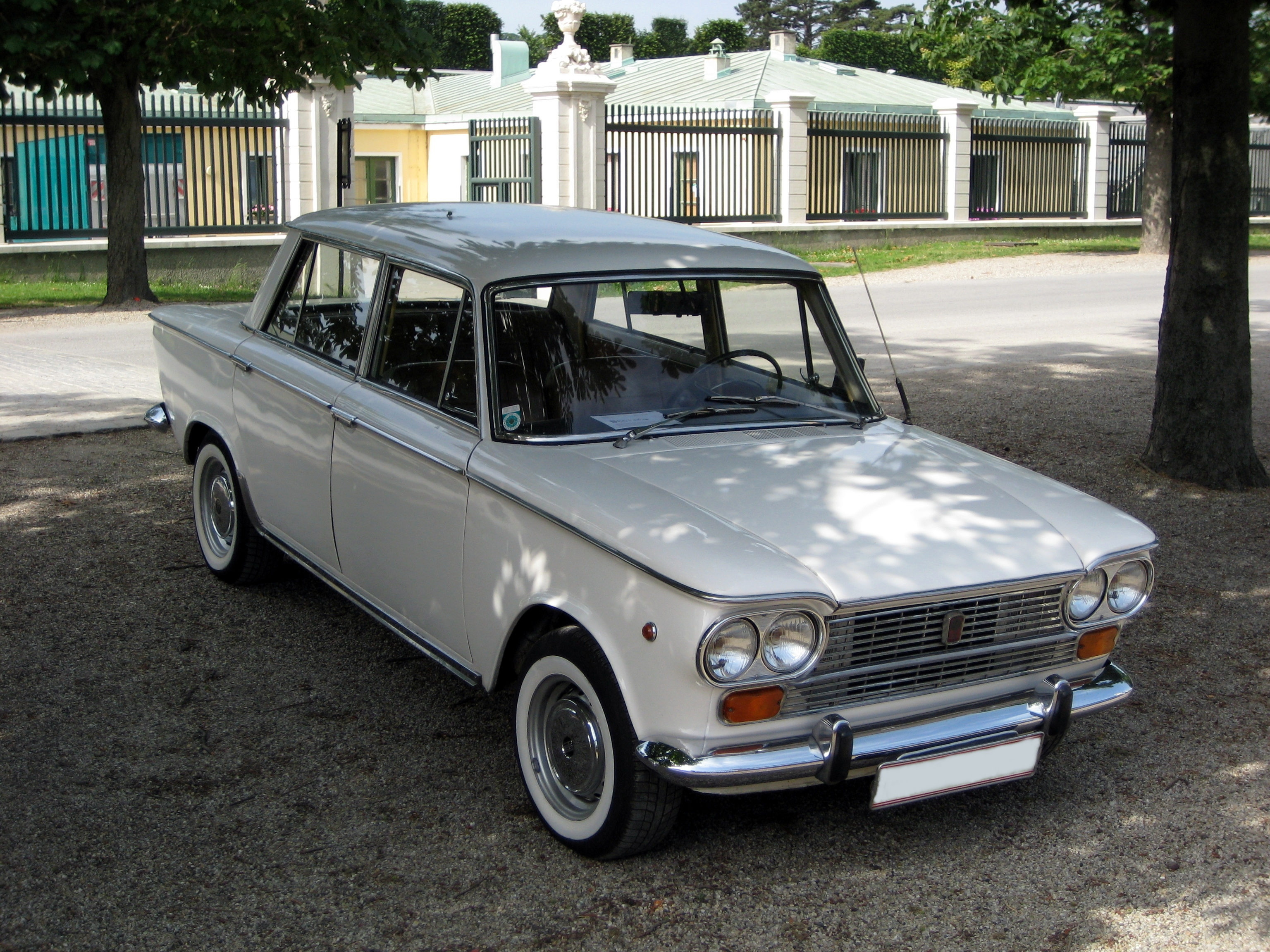
Fiat 1500 (1961-1967)
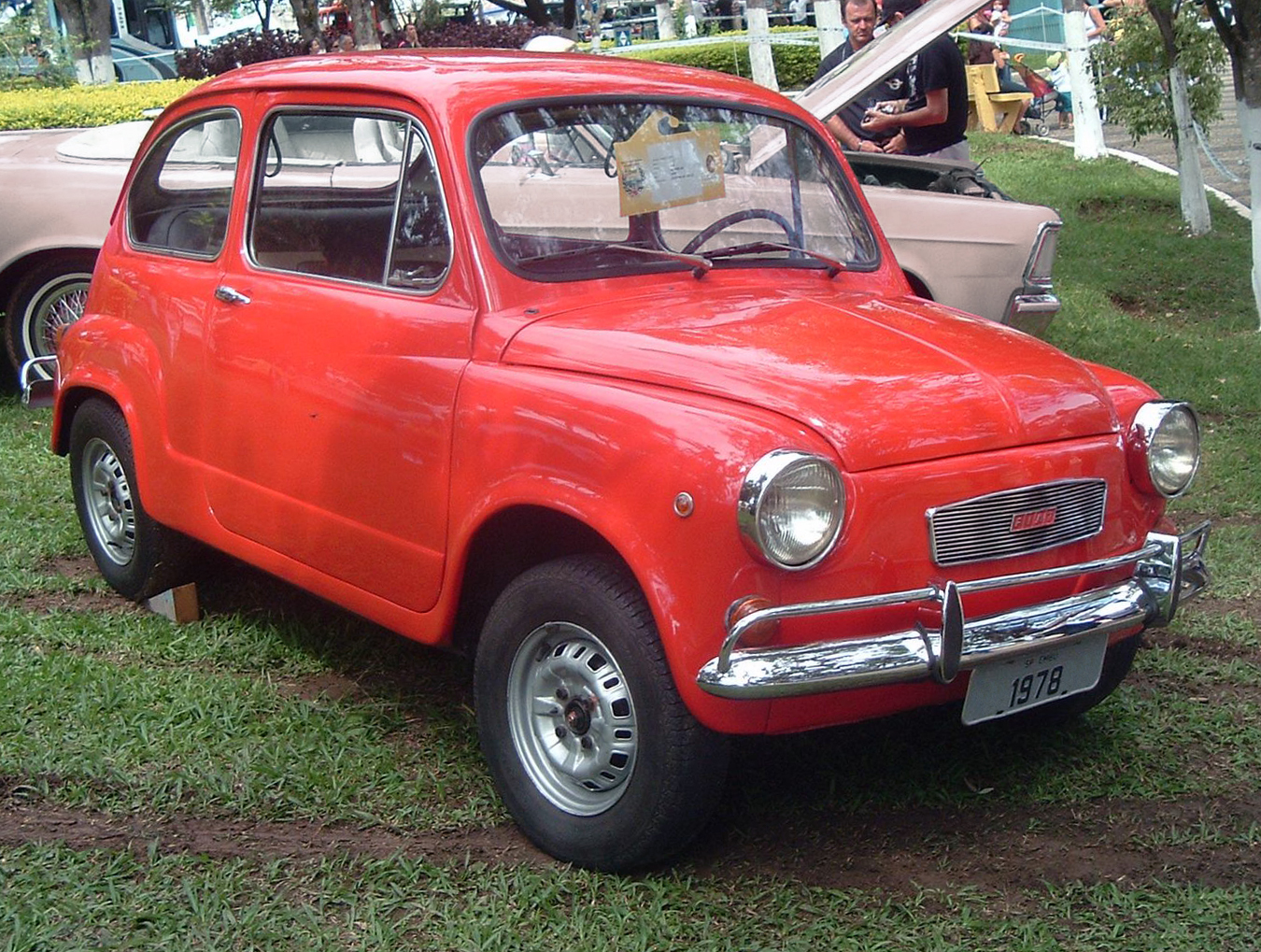
Fiat 600 (1960-1982)
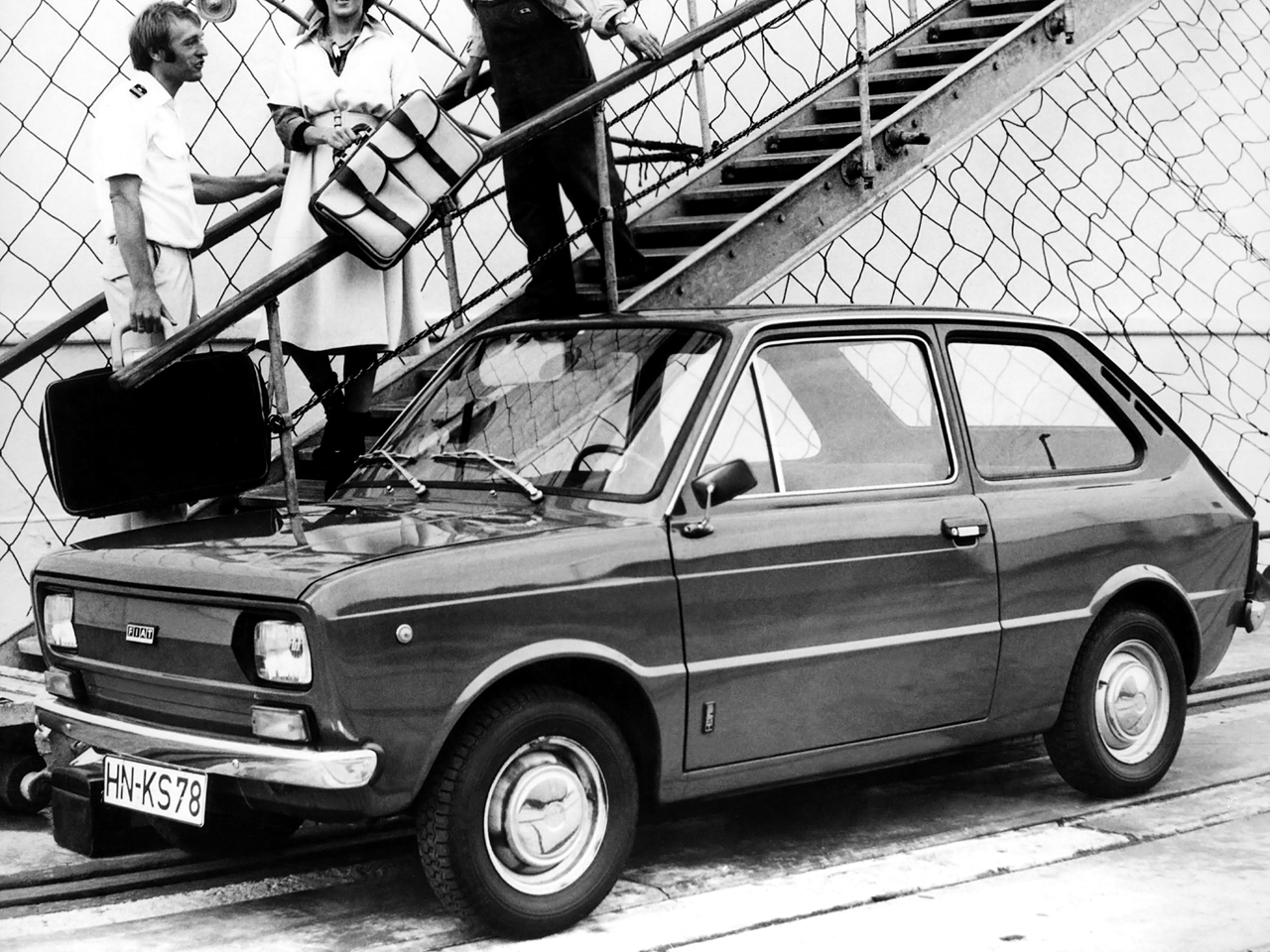
Fiat 133 (1974-1980)
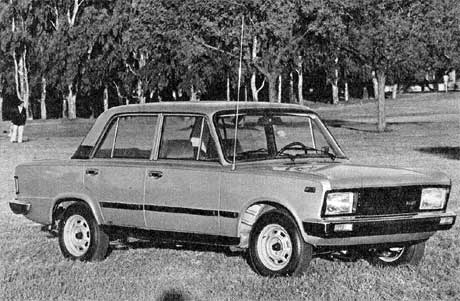
Fiat 125 (1967-1981)
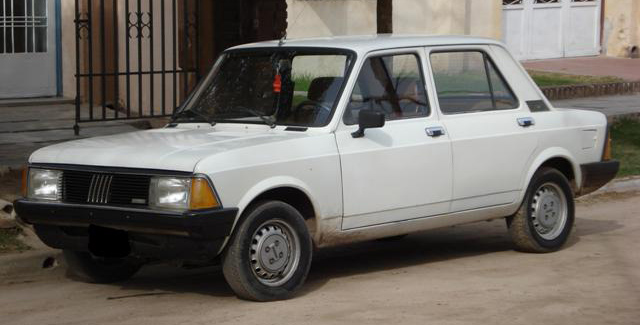
Fiat 128/Europa/Super Europa (1969-1990)
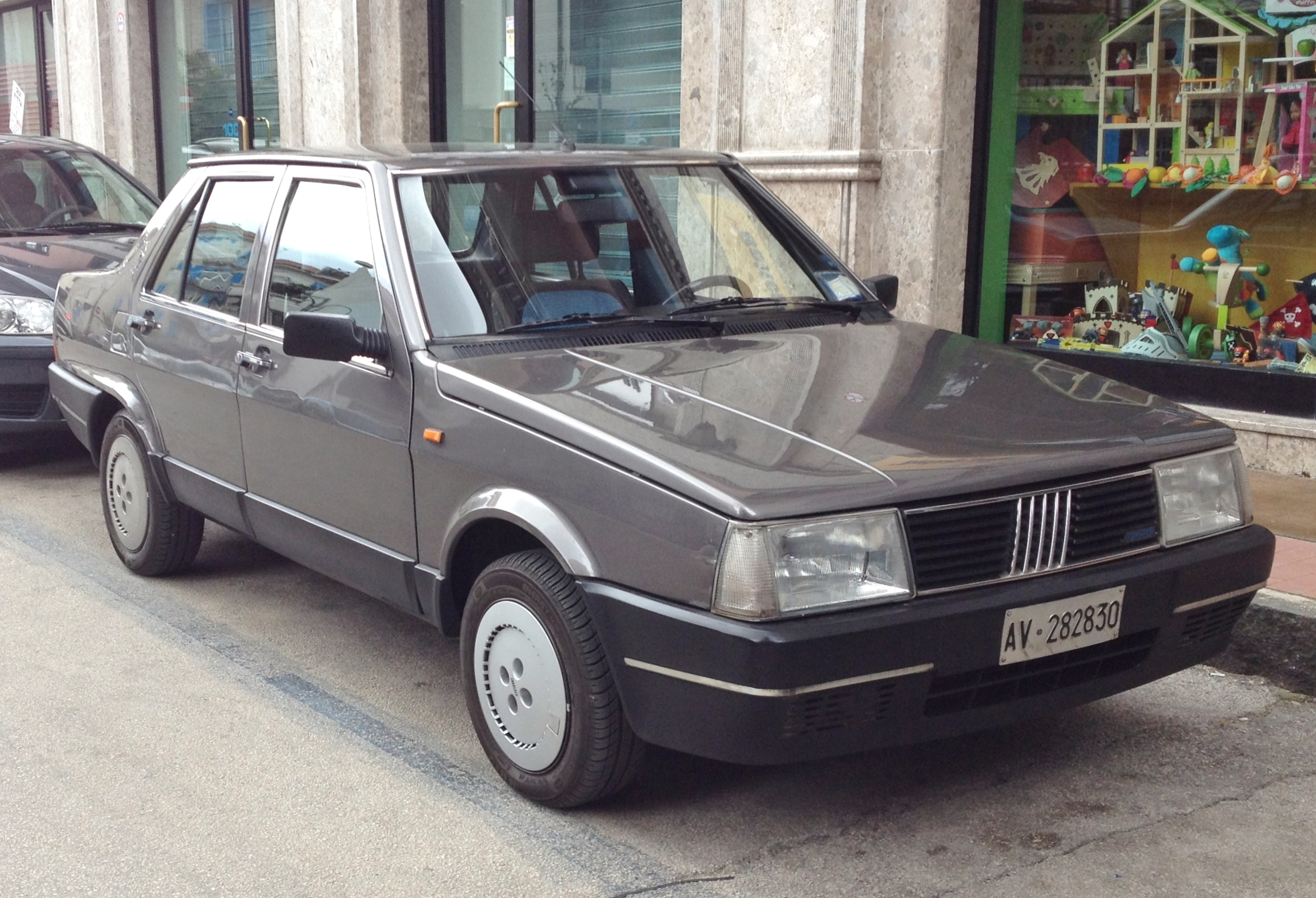
Fiat Regata (1983-1995)
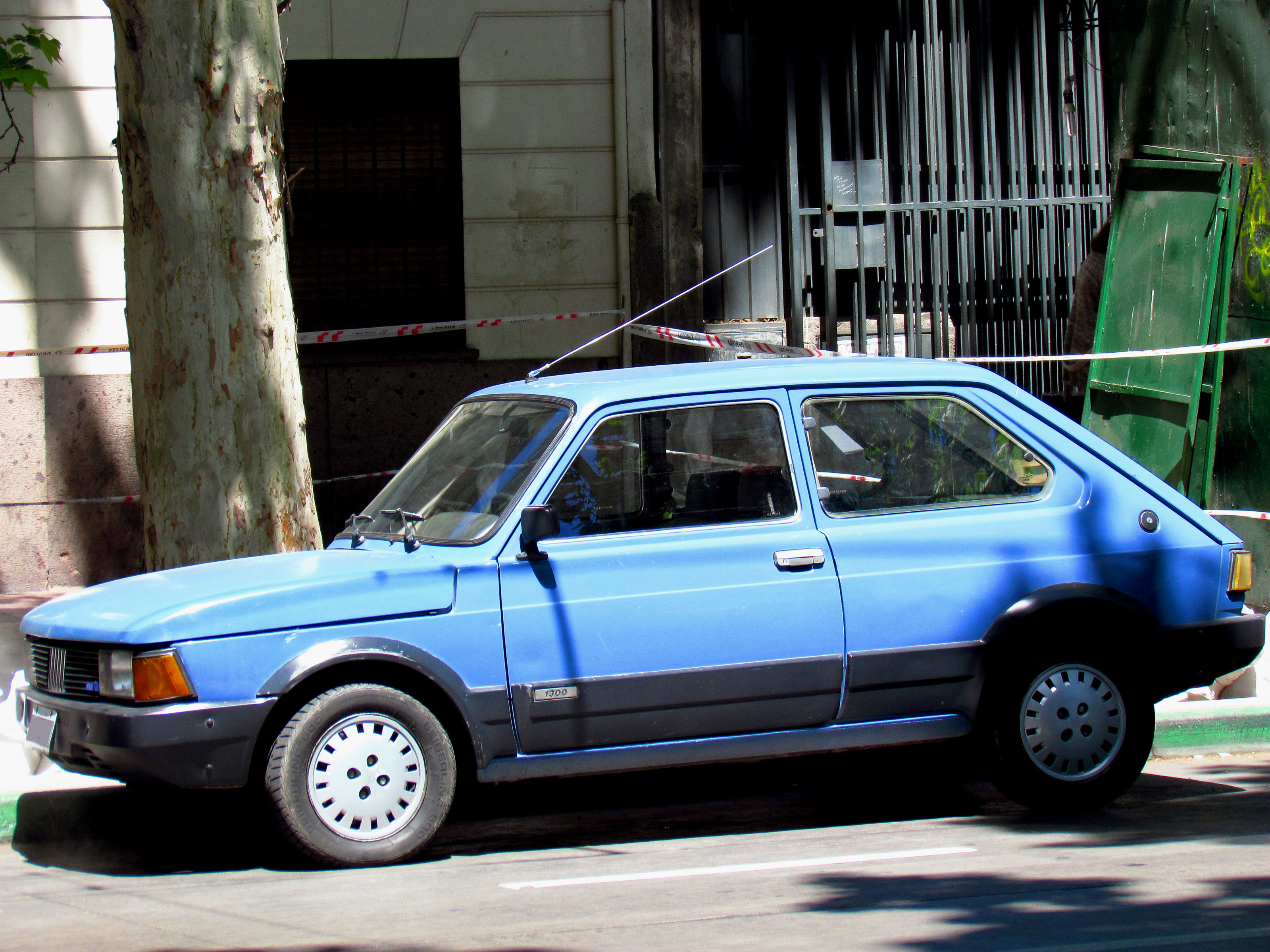
Fiat 147/Spazio/Vivace (1976-1997)
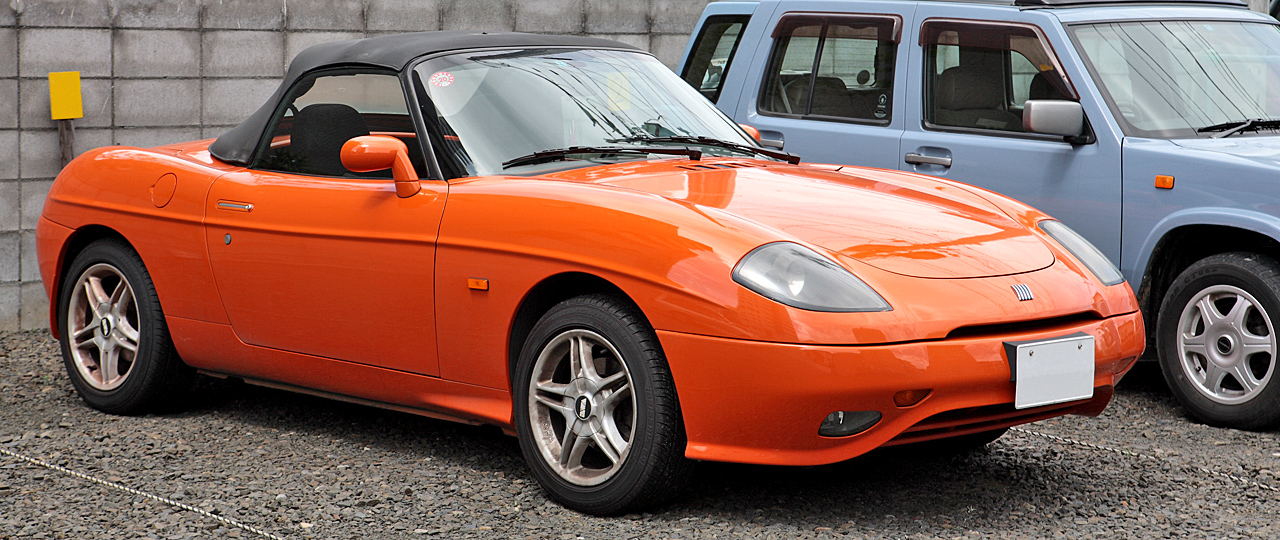
Fiat Barchetta (1995-2001)
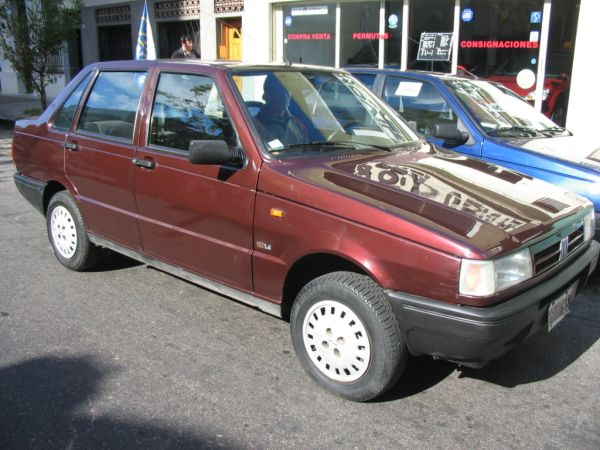
Fiat Duna (1988-2001)
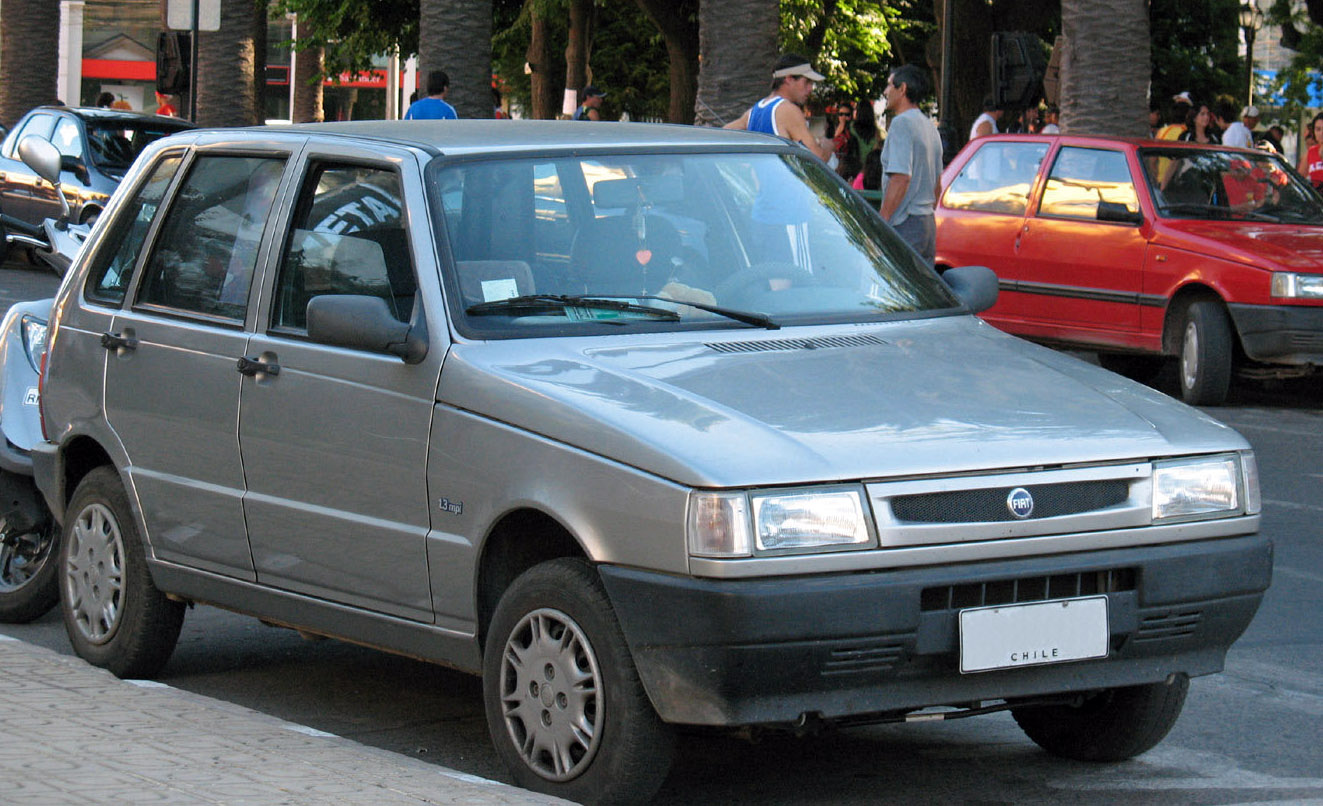
Fiat Uno (1983-2004)
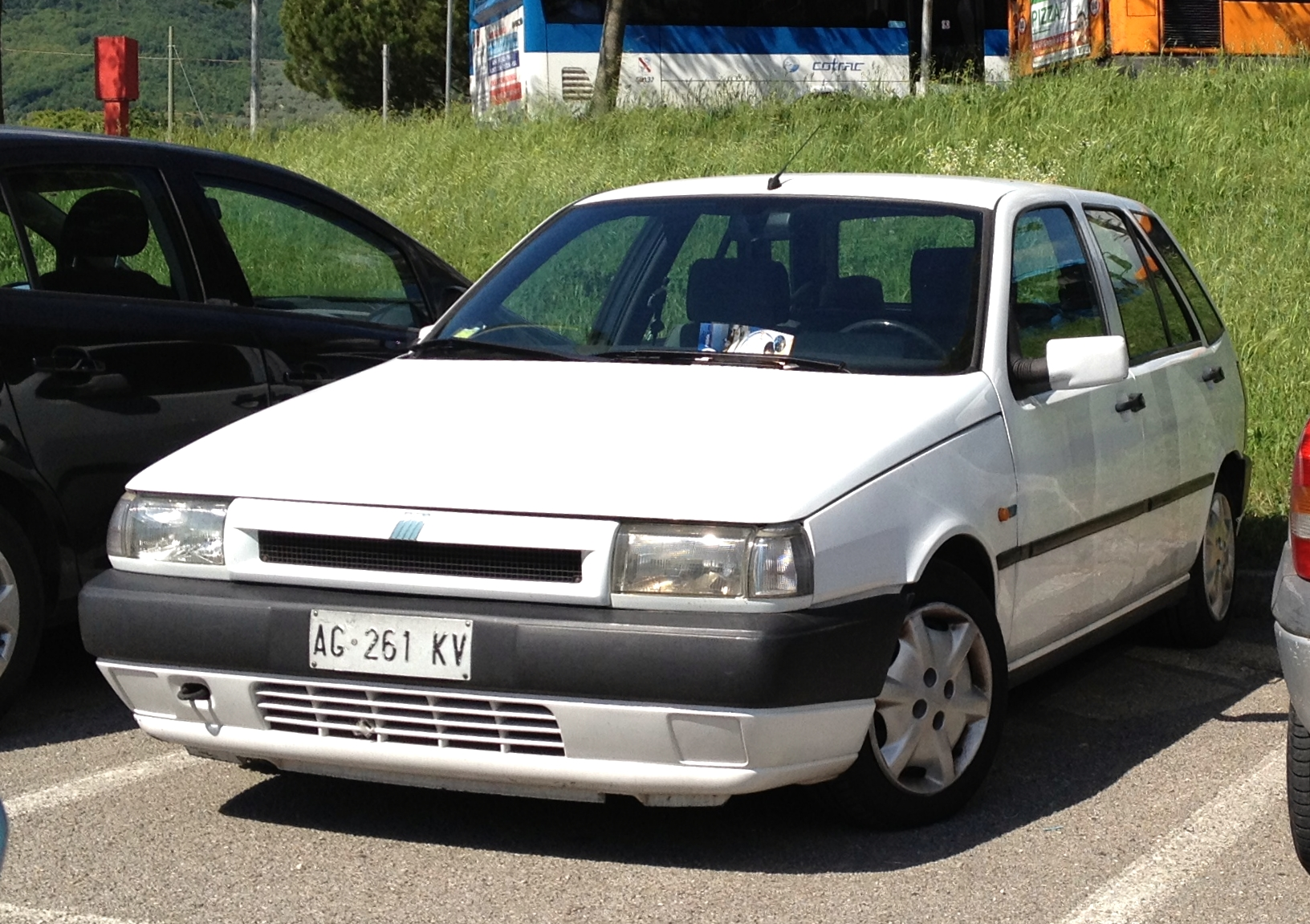
Fiat Tipo (1990-1996)
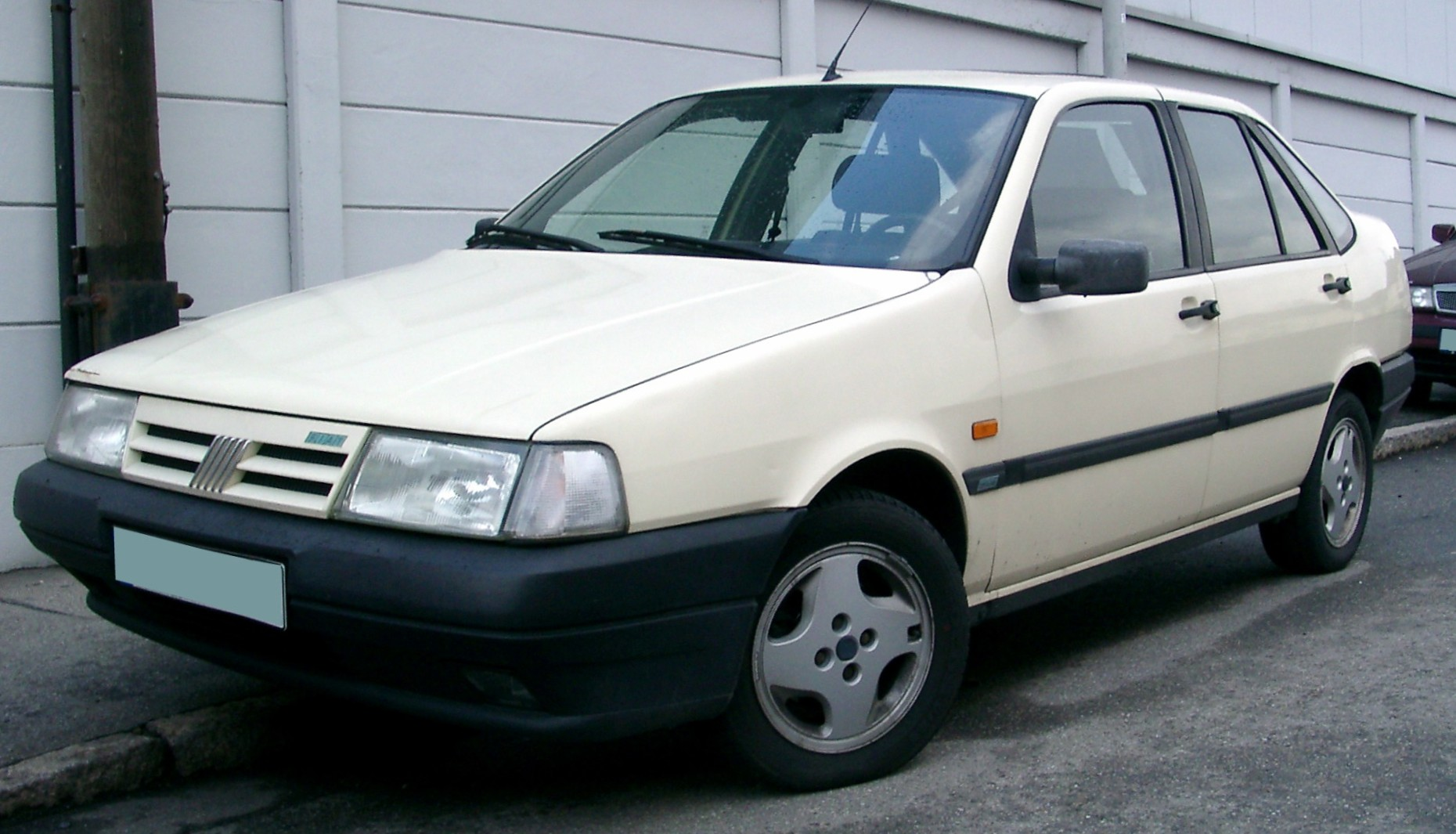
Fiat Tempra (1990-1997)
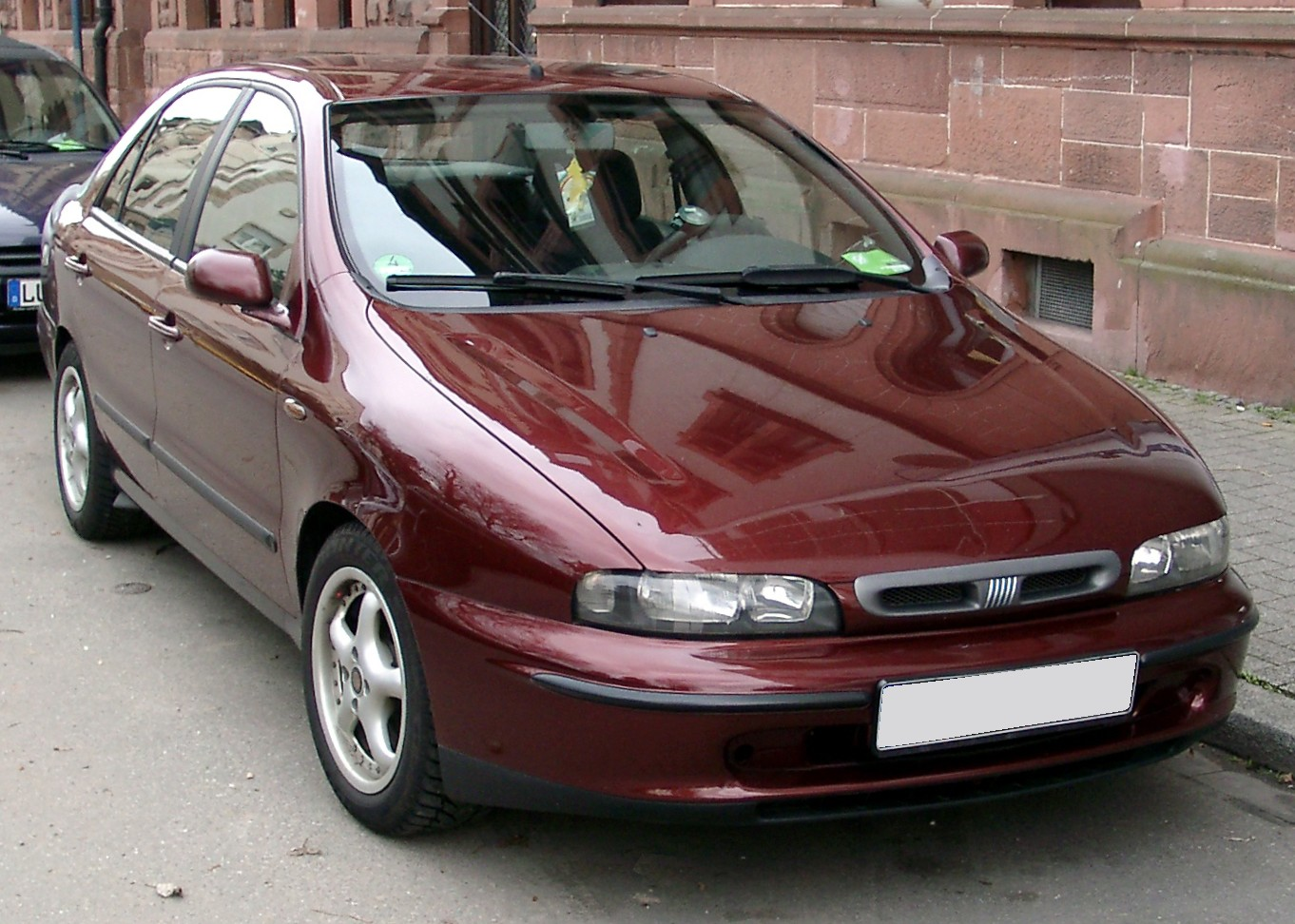
Fiat Marea (1996-2008)
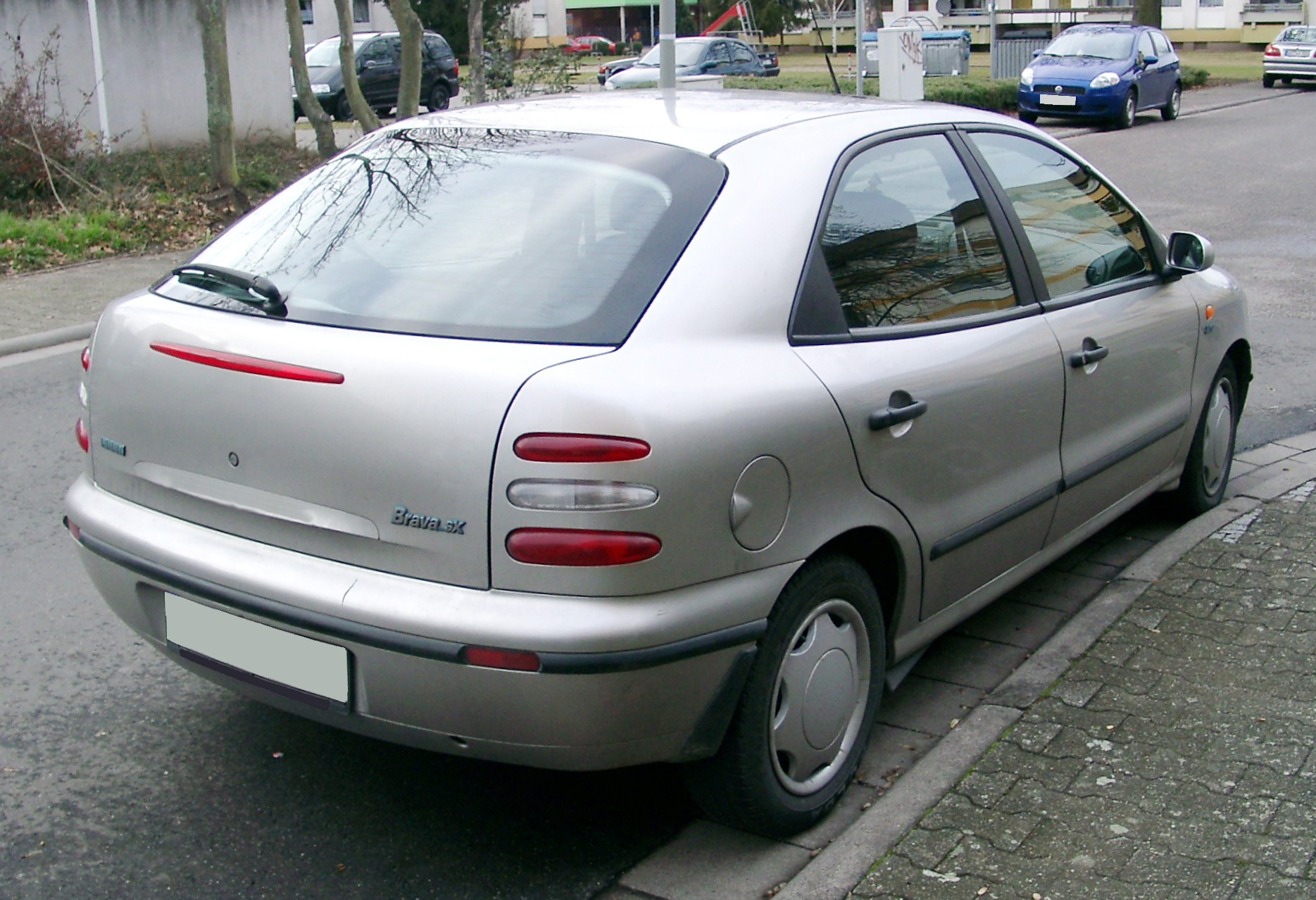
Fiat Bravo/Brava 1 (1995-2001)
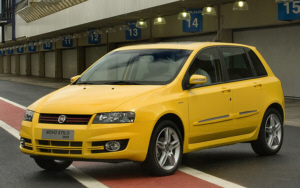
Fiat Stilo (2001-2010)
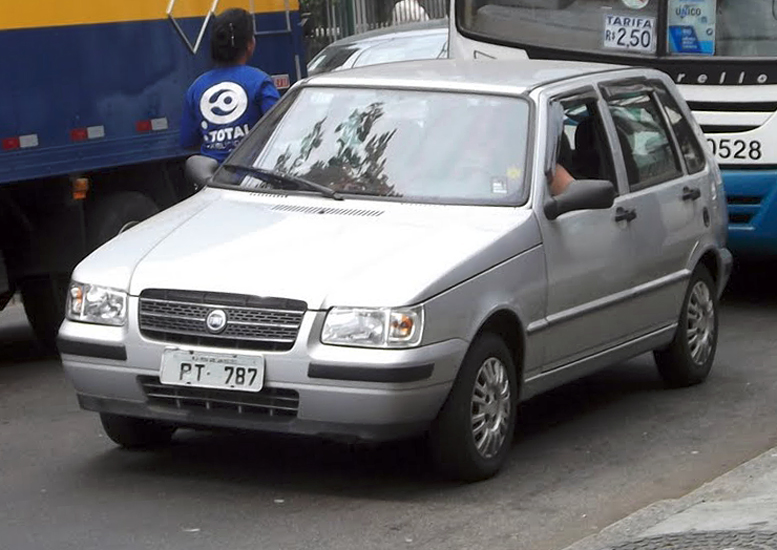
Uno Fire (2005-2013)

### Modelos específicos para China

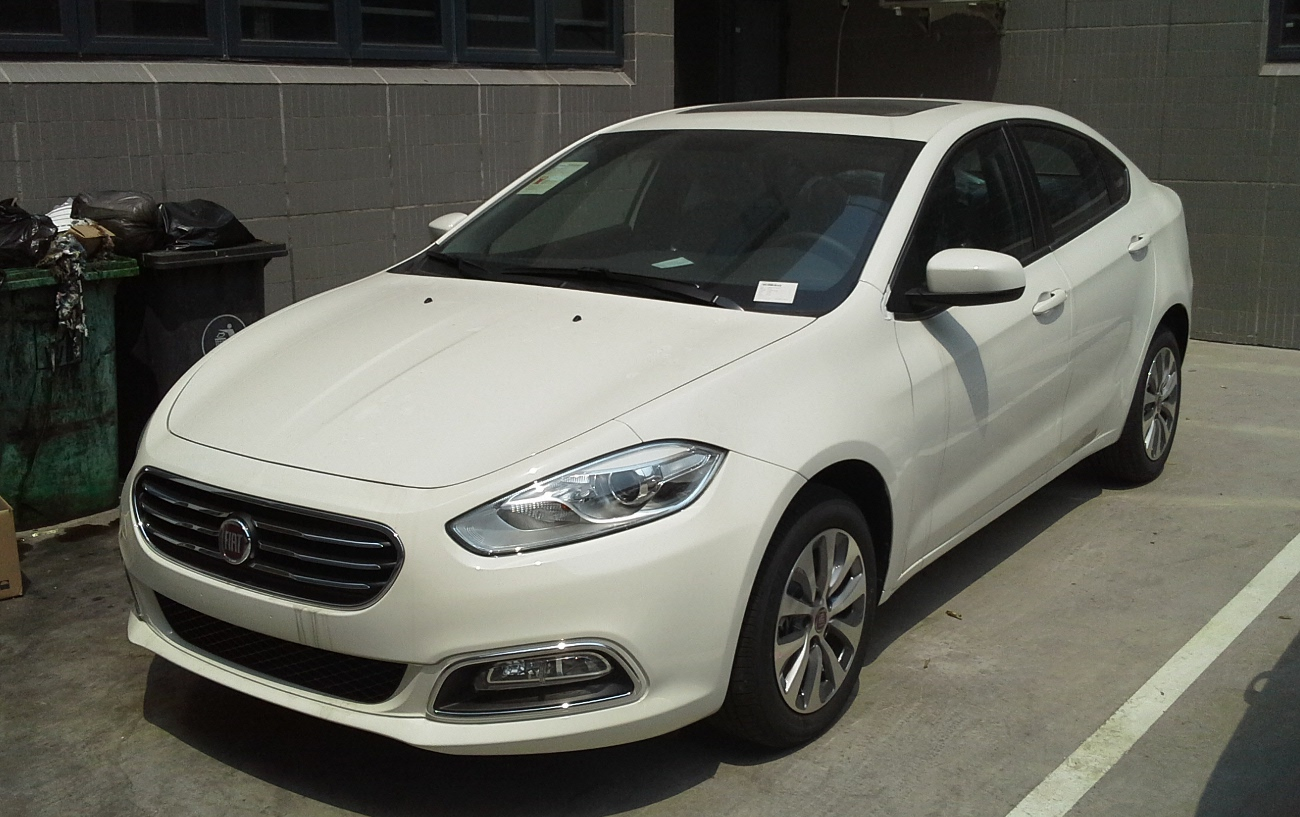
Viaggio
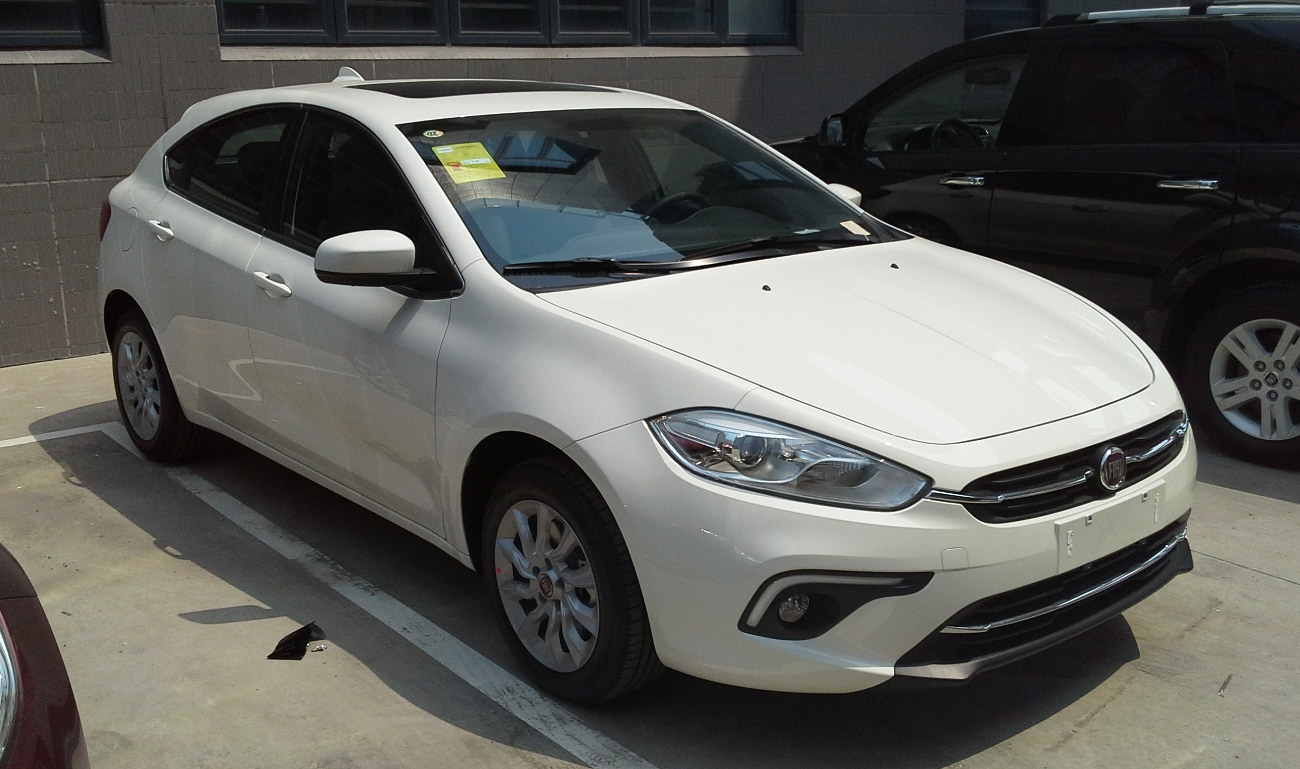
Ottimo

### Modelos específicos para México

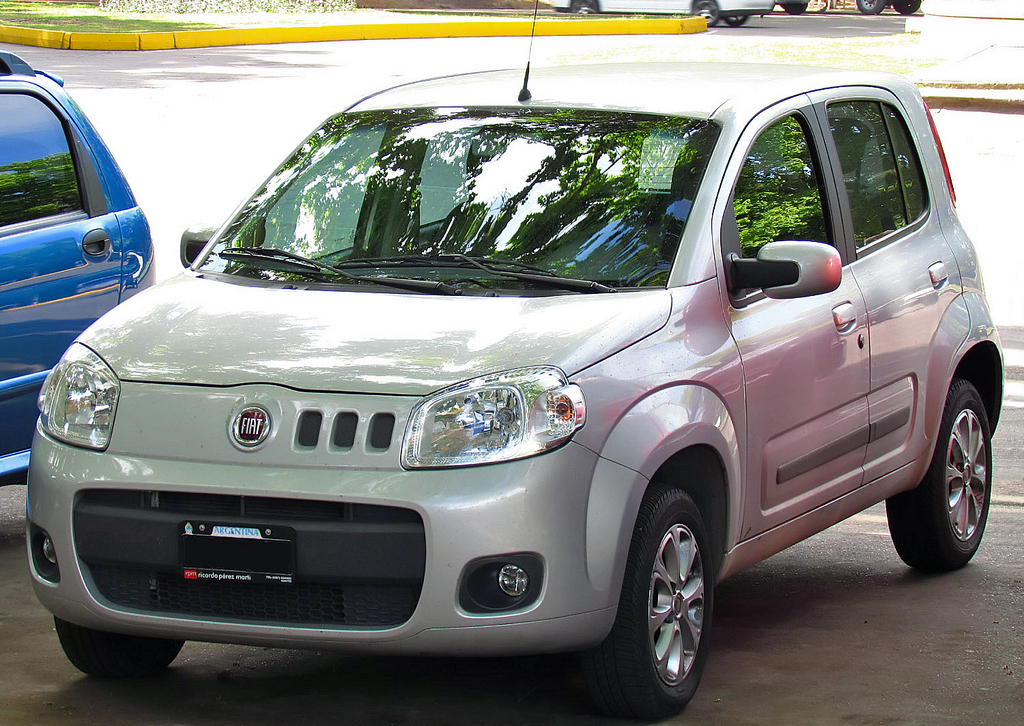
Uno
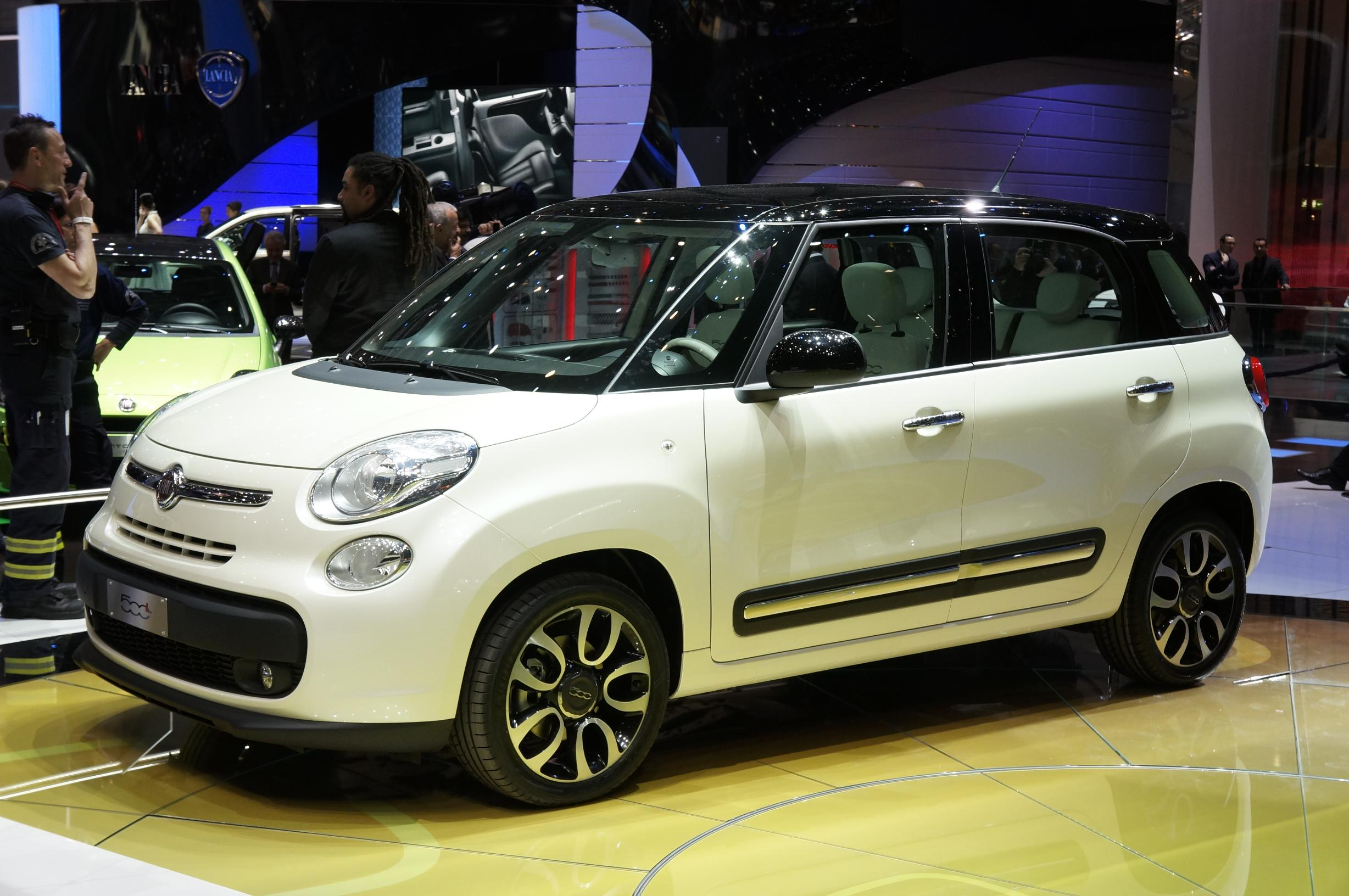
500L
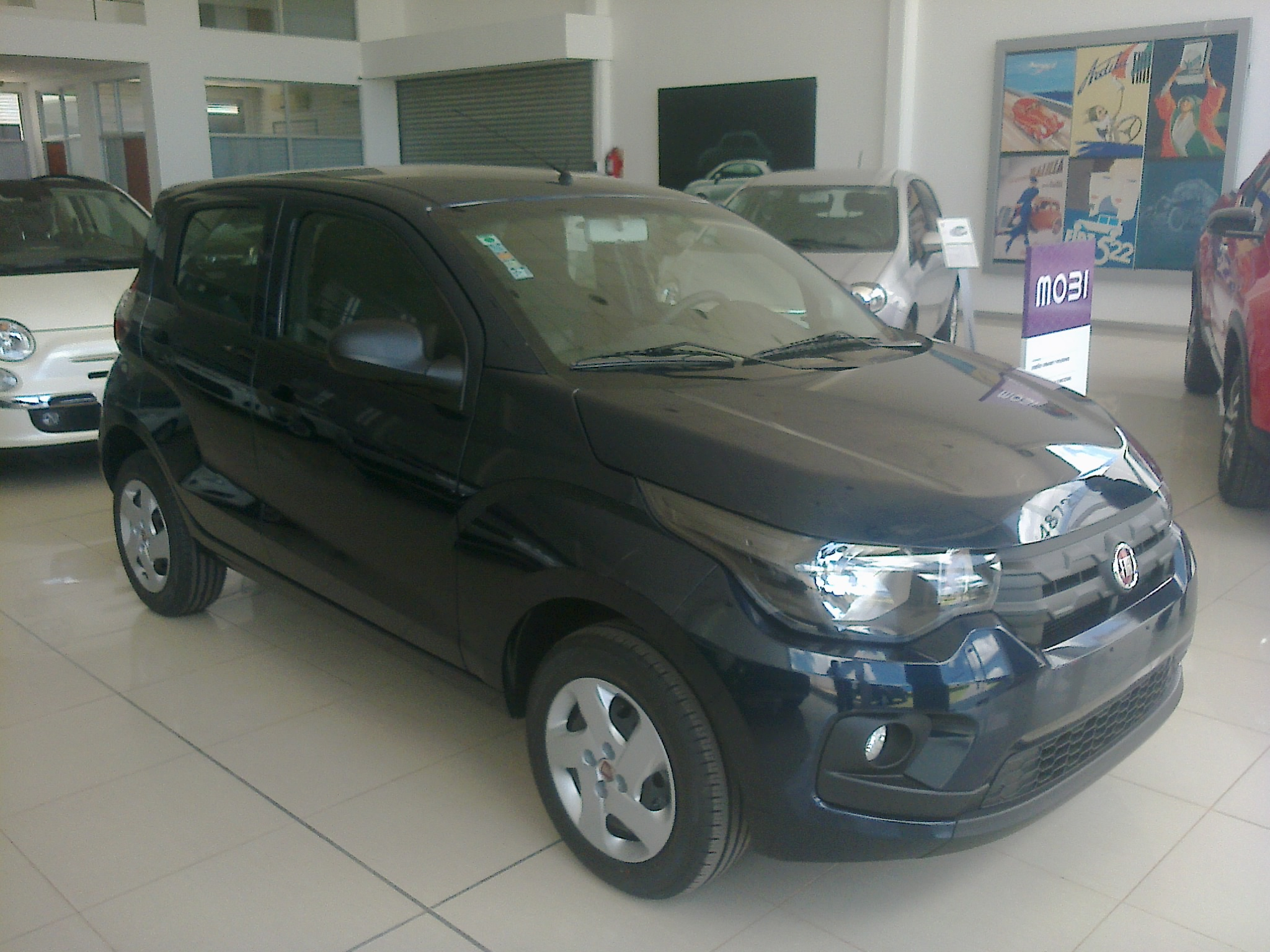
Mobi
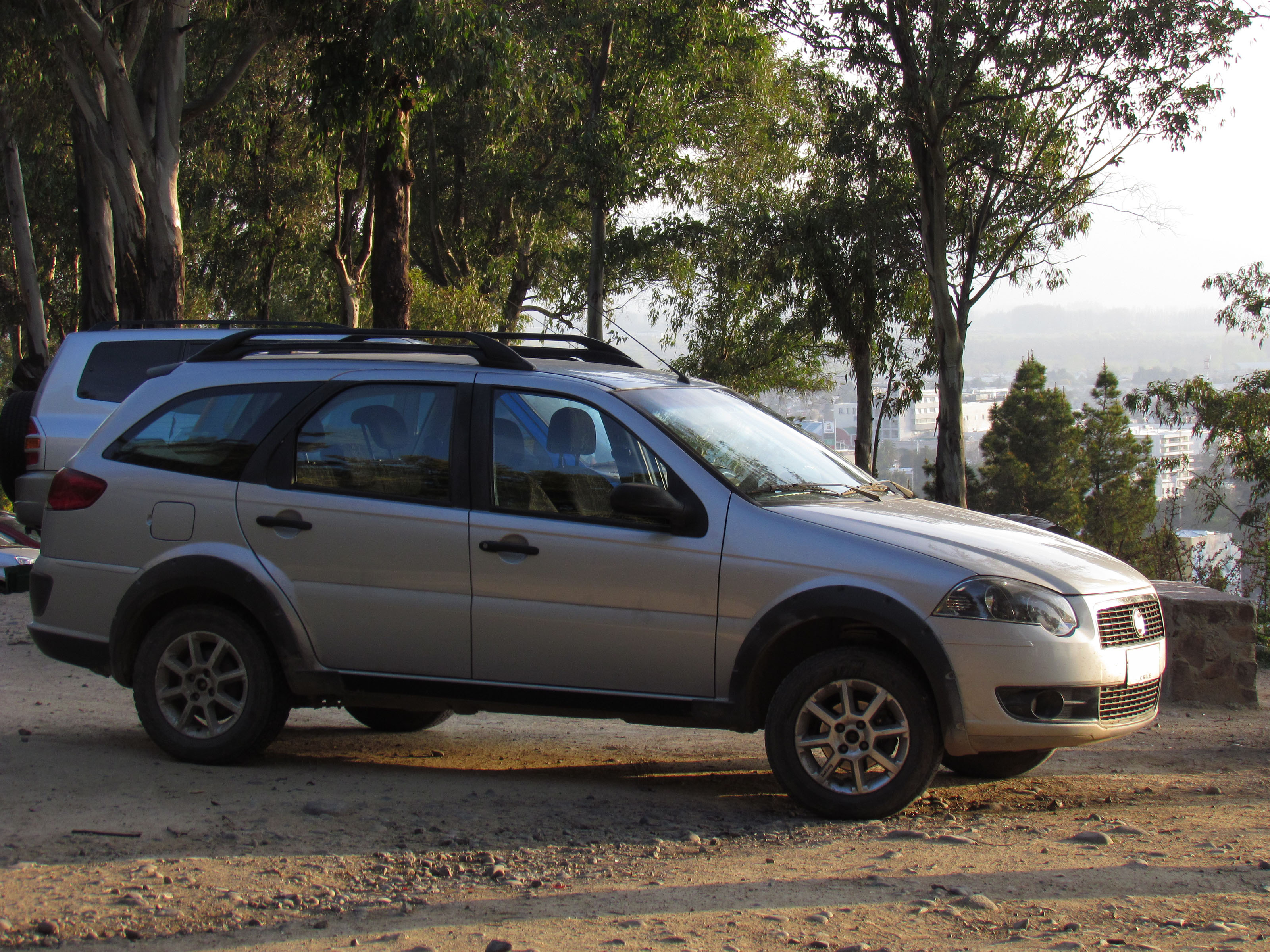
Palio Weekend (Rural/Familiar)
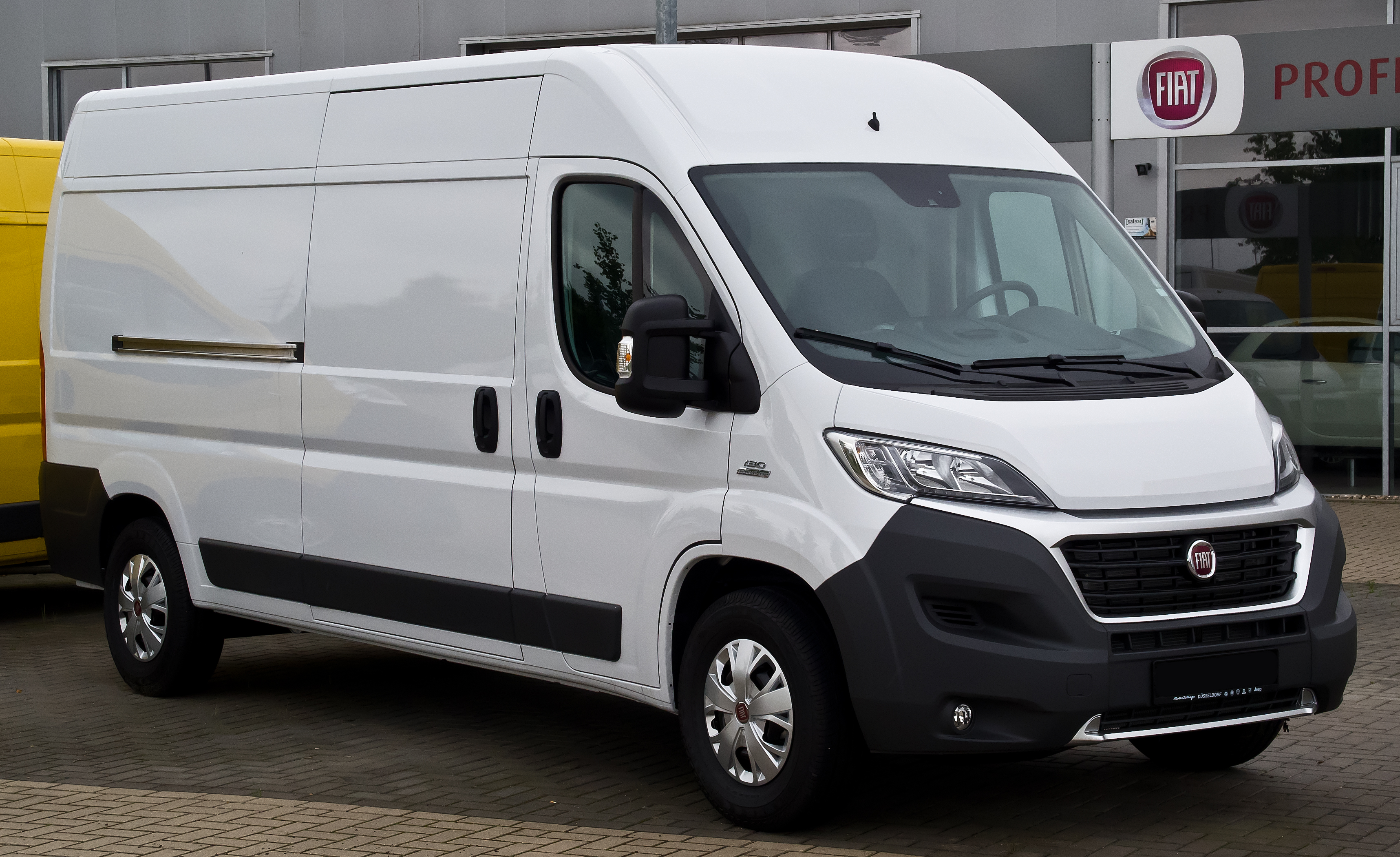
Fiat Ducato

## Fábricas

### Europa
- Fiat Melfi: Fiat Punto.
- Fiat Cassino: Fiat Bravo
- Fiat Pomigliano d´Arco: Fiat Panda
- Fiat Tychy: Fiat 500
- FAS Kragujevac: Fiat 500L

### América
- Chrysler Toluca: Fiat 500, Fiat Doblò, Fiat 500C, Fiat 500e, Fiat Freemont[33]
- Fiat Betim: Fiat Palio, Fiat Siena, Fiat Palio Weekend, Fiat Strada Pick Up, Fiat Grande Punto, Fiat Linea, Fiat Idea, Fiat Bravo, Fiat Doblò, Fiat Doblò Cargo, Fiat Uno, Fiat Uno Mille, Fiat Uno Furgão, Fiat Fiorino y versiones adventures del Palio, Strada, Doblò e Idea
- Fiat Goiana: Fiat Toro
- Fiat Córdoba ex Cormec S.A.: Fiat Palio, Fiat Siena y Fiat Cronos (2018)

### Asia
- TOFAŞ Bursa: Fiat Qubo, Fiat Palio, Fiat Albea, Fiat Linea
- FIAL Ranjangaon: Fiat Grande Punto, Fiat Linea, Fiat Palio.
- GAC Fiat Changsha: Fiat Viaggio

## Galería de logotipos

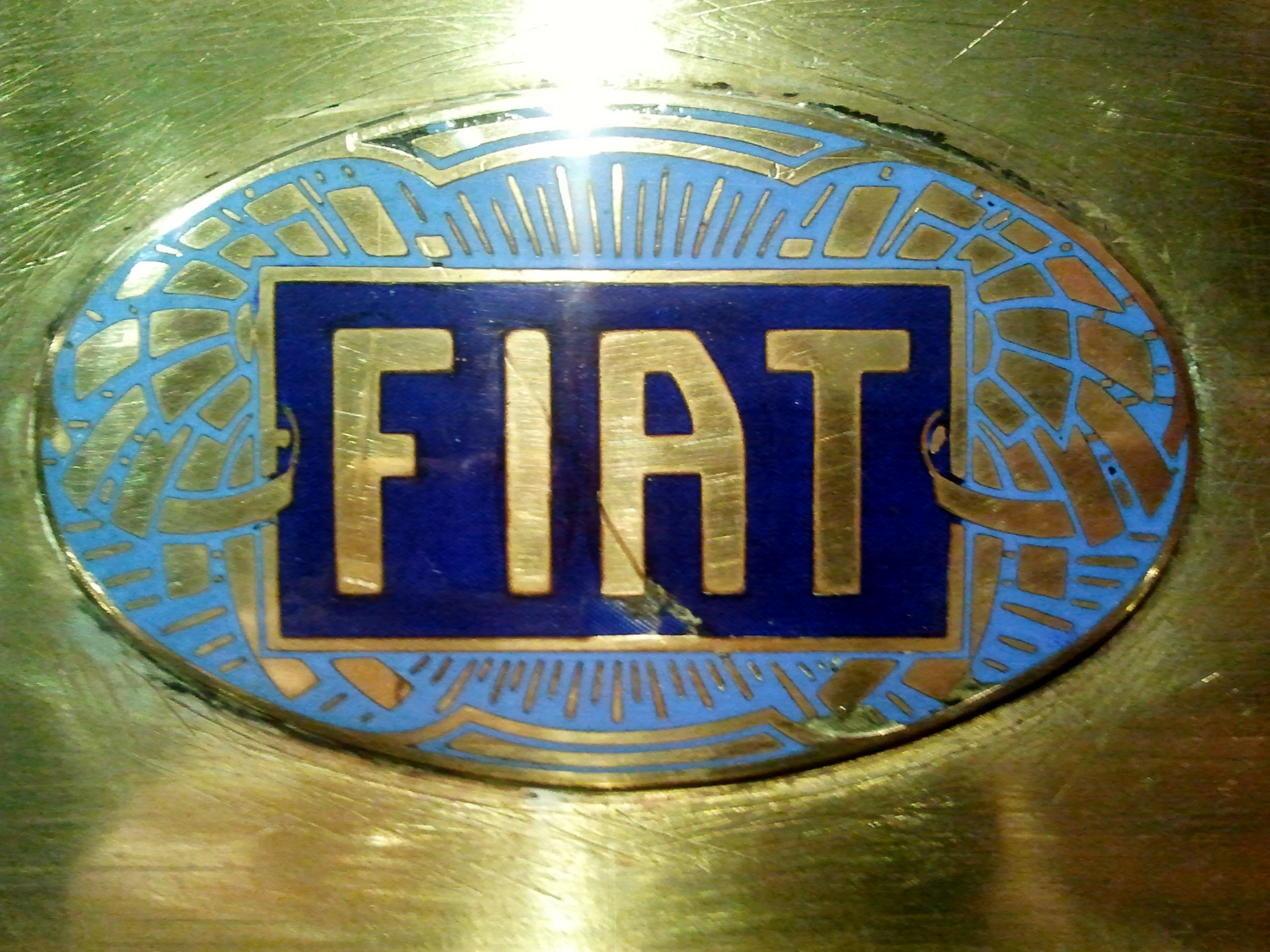
1904-1921
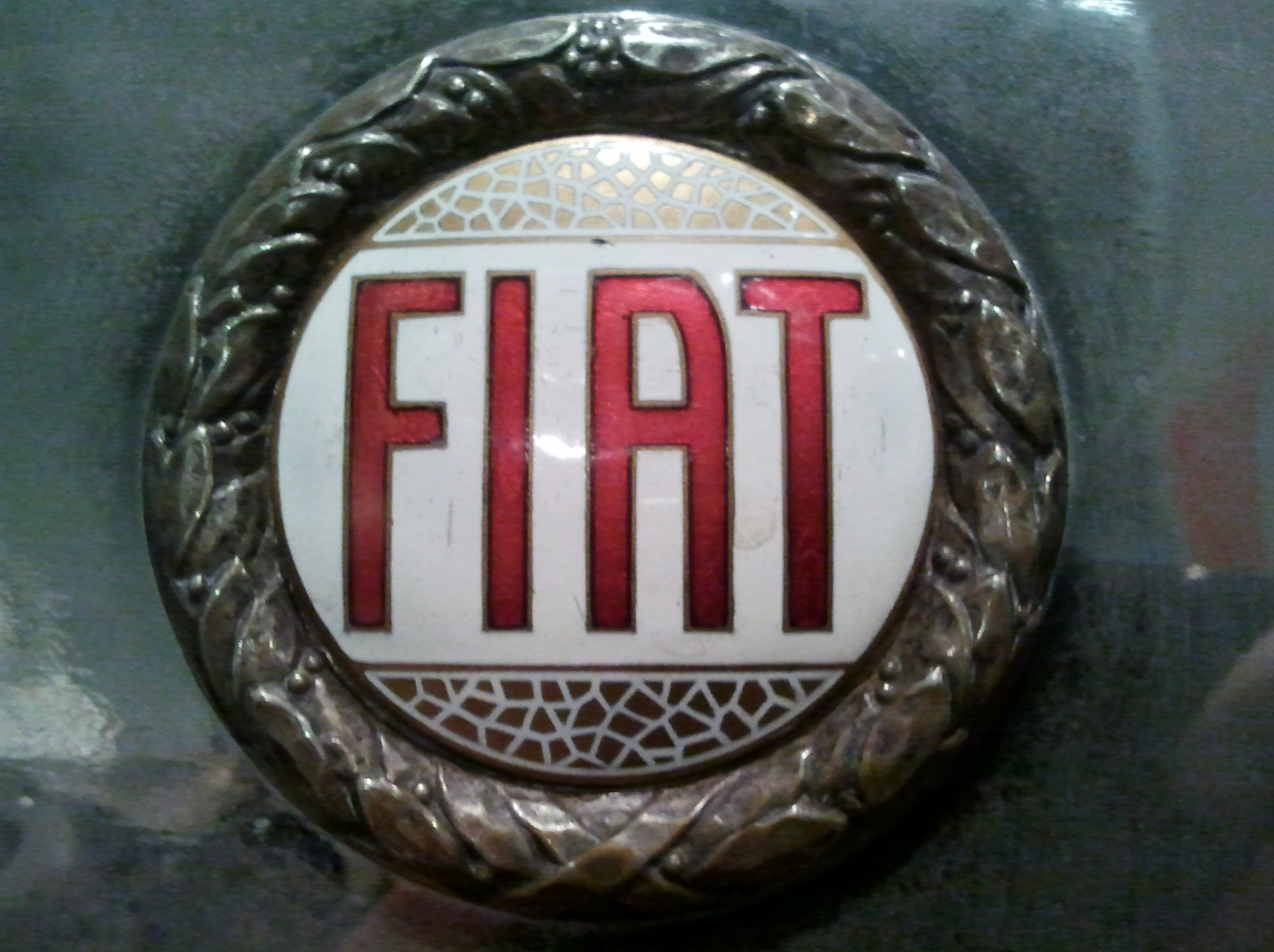
1921-1925
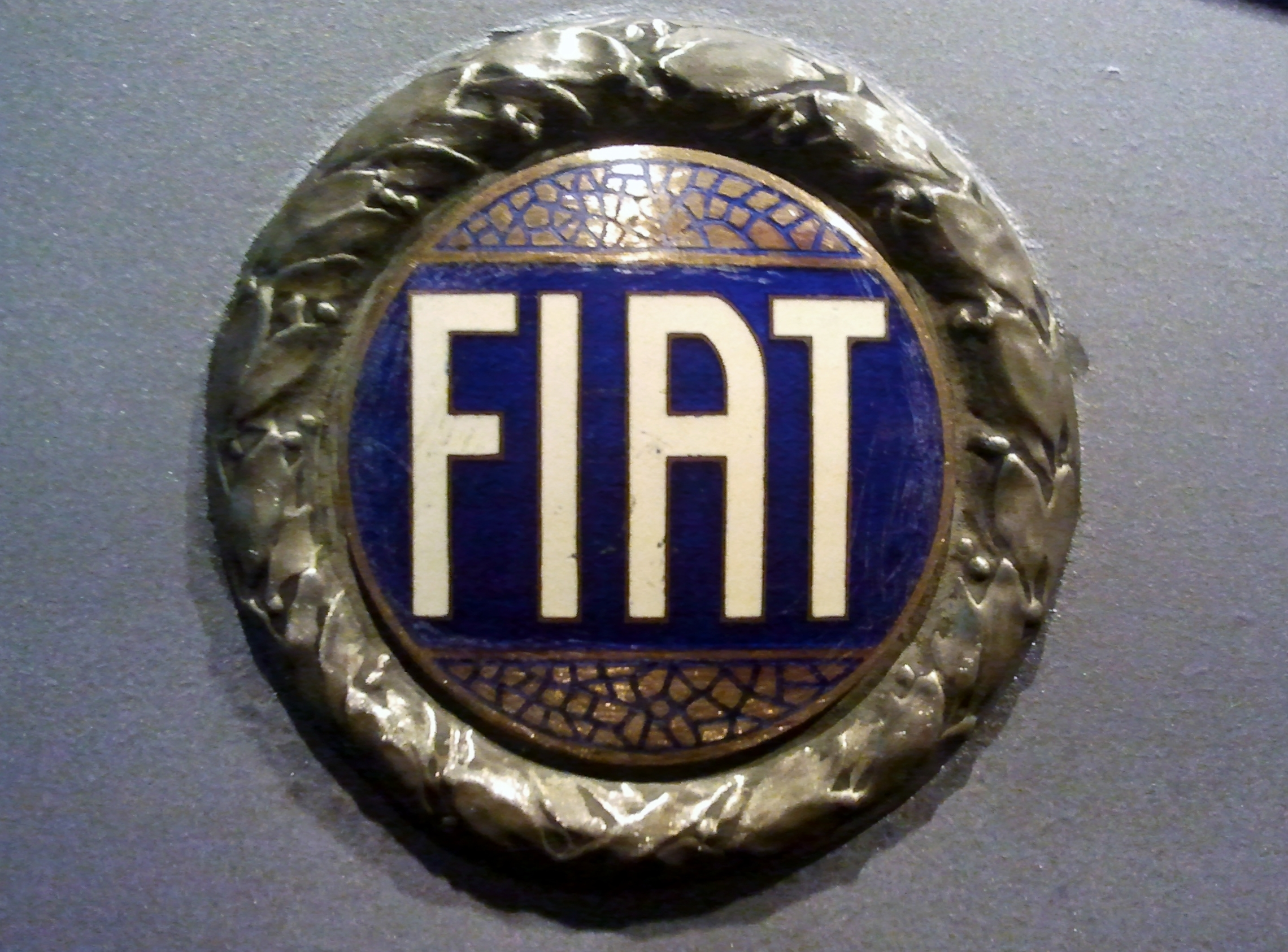
1925-1931
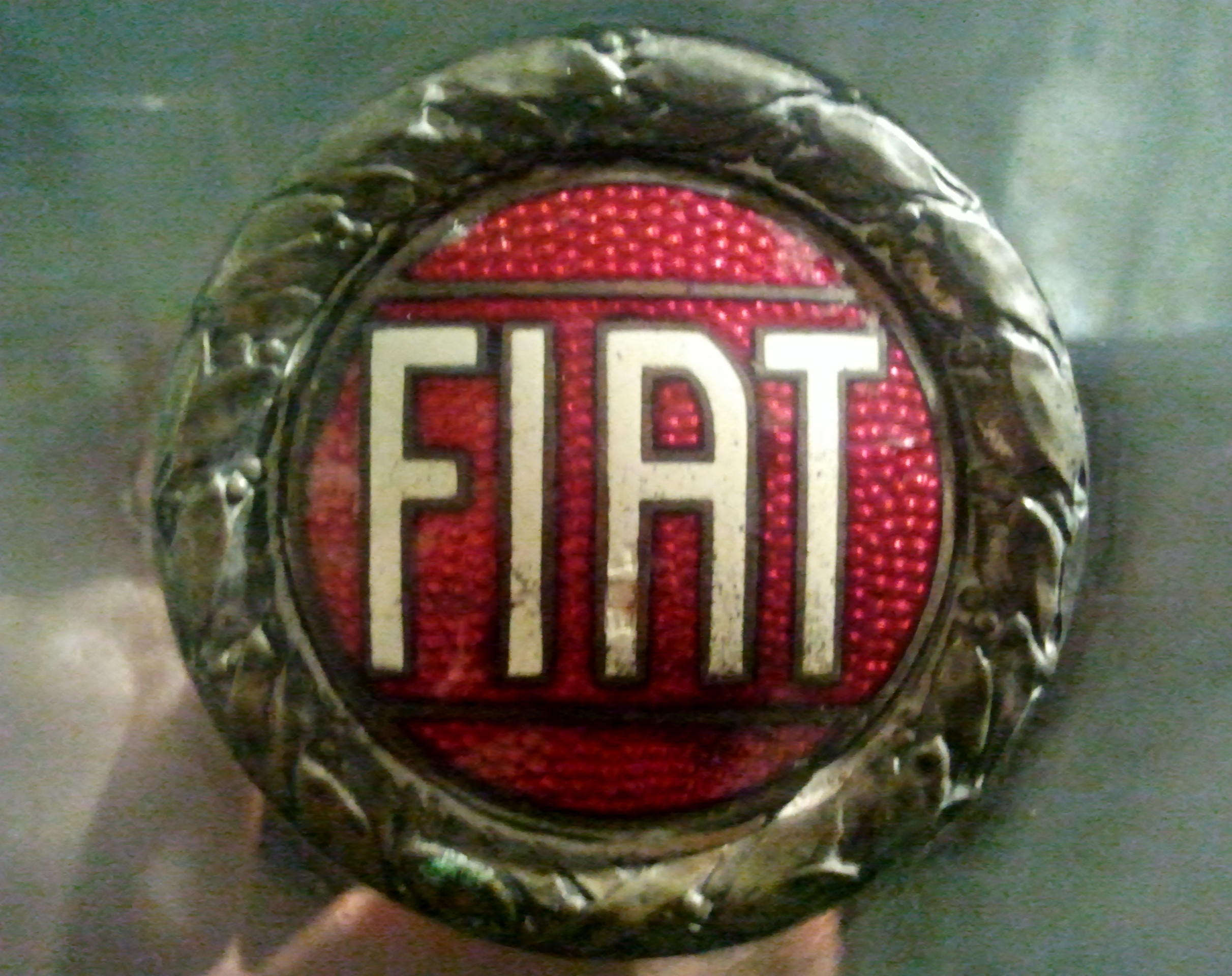
1931-1959
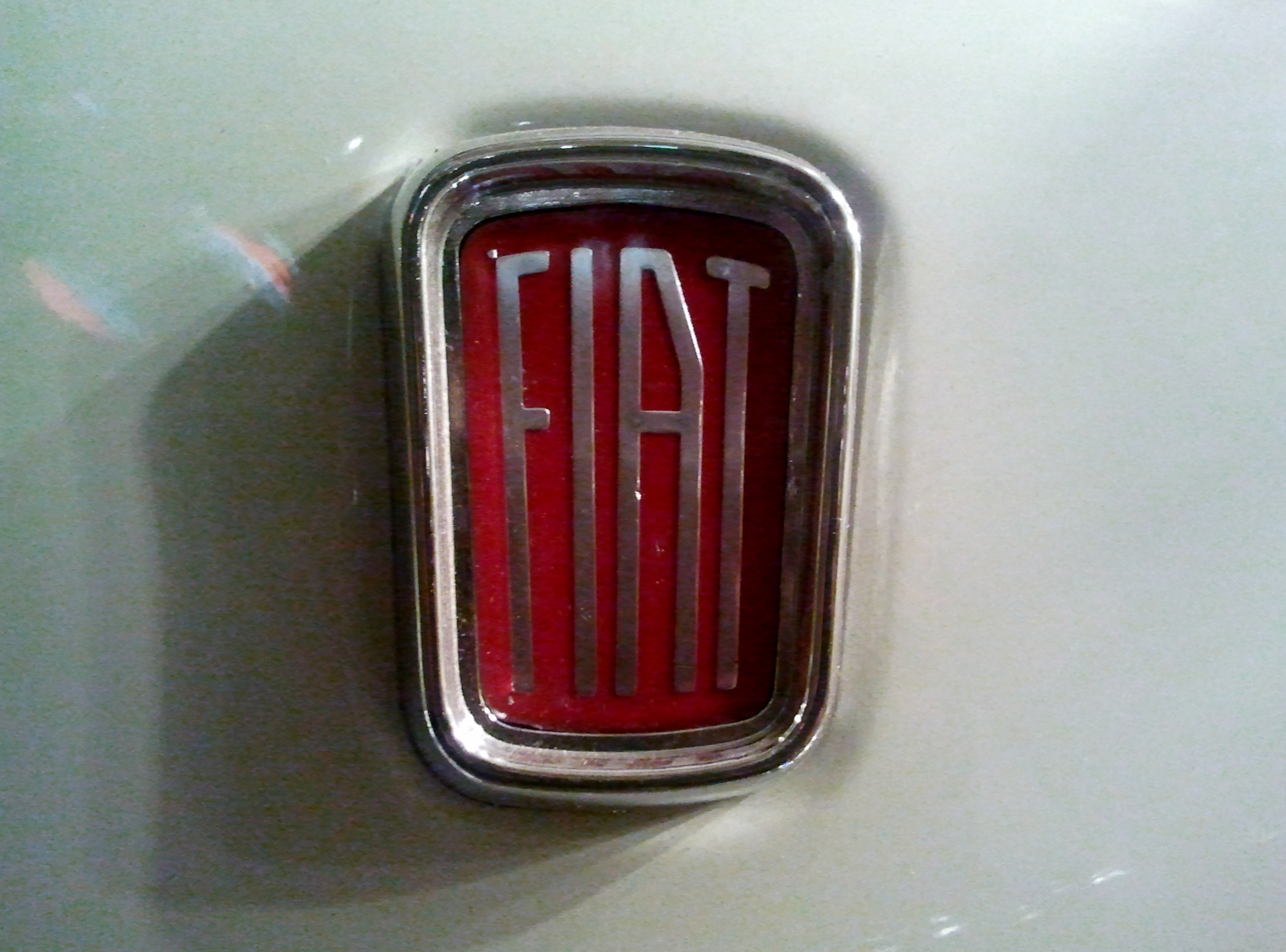
1959-1968
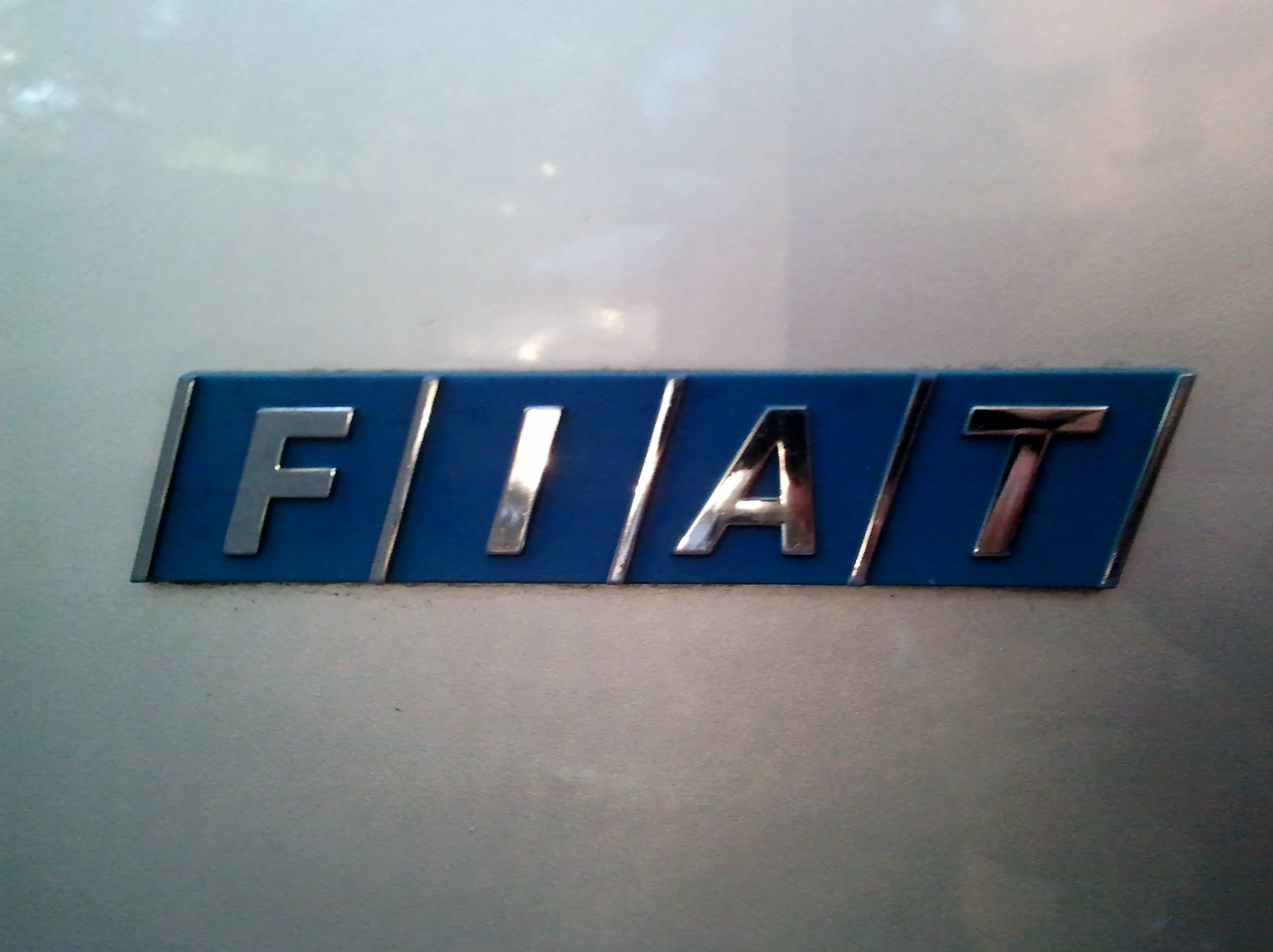
1968-1999
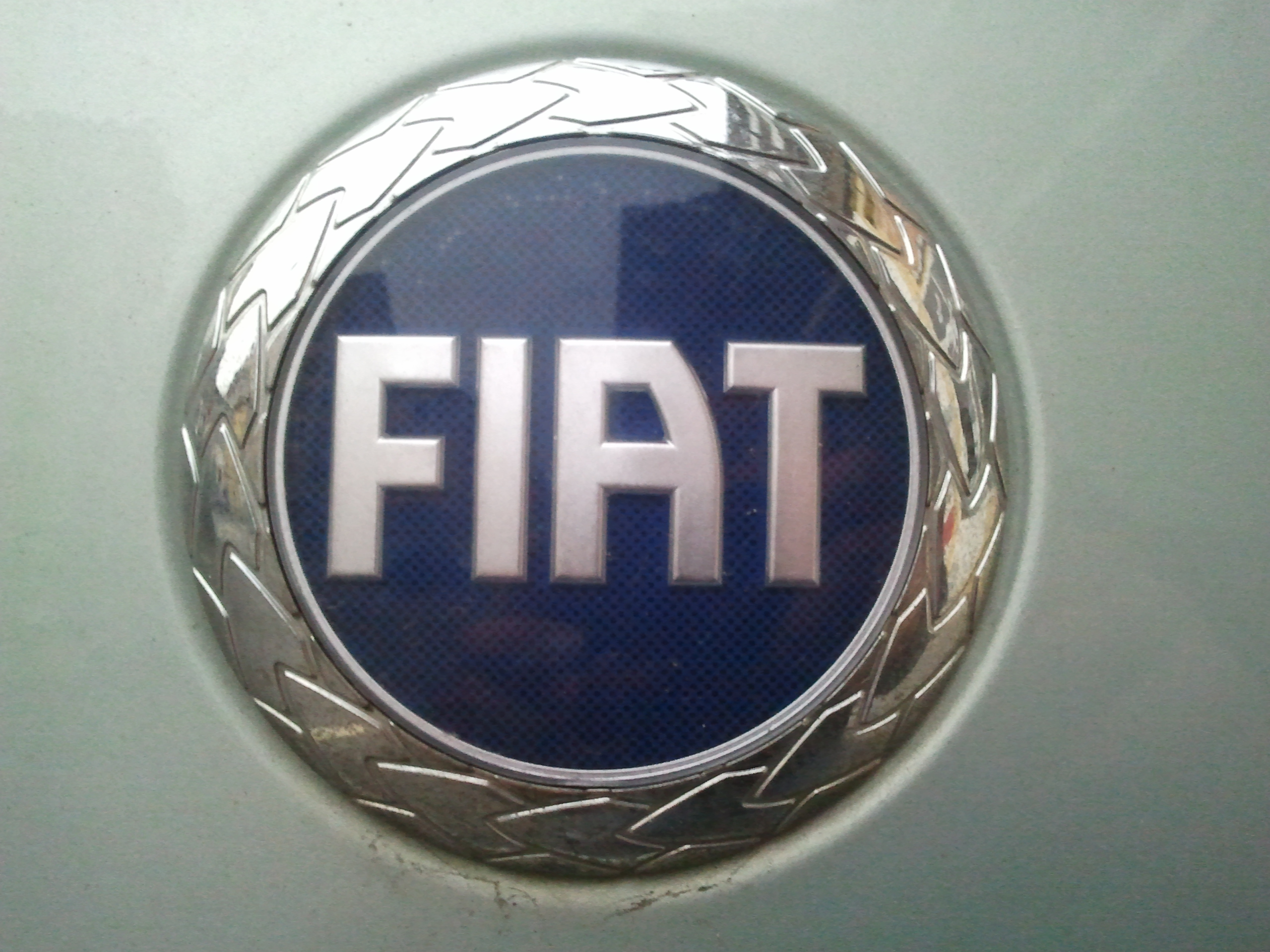
1999-2007
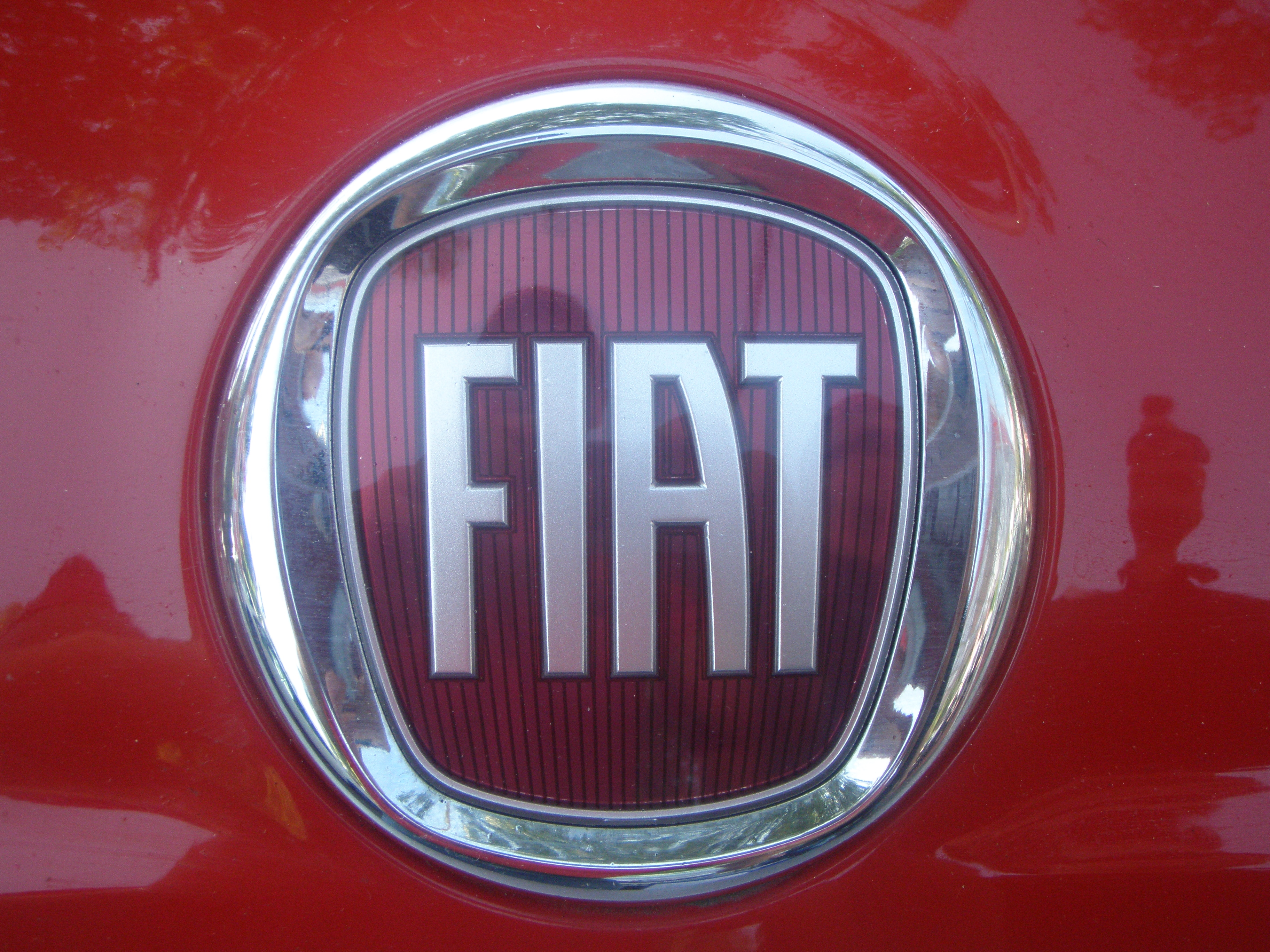
2007-2020
2020-2024

## Palmarés

### Targa Florio
Tres han sido las Targa Florio ganadas por automóviles Fiat. En 1907 lo hacía Felice Nazzaro, en 1921 Giulio Masetti y en 1957 Fabio Colonna.

### Rally Targa Florio
En seis ocasiones un automóvil Fiat ha ganado el Rally Targa Florio. En 1979 y 1980 lo hizo un Fiat 131 Abarth, en 2003 y 2004 el Fiat Punto S1600, en 2006 el Abarth Grande Punto S2000 y en 2009 el Abarth Grande Punto.

### Campeonato Mundial de Resistencia
En 1962 y 1963 dos Fiat se alzan con la victoria en la modalidad GT 1.0 del Campeonato Mundial de Resistencia de la FIA.

### Campeonato de Nürburgring de Resistencia
En 1927 un Fiat 127 pilotado por Johannes Scheid y Reinhold Köster ganaba el Campeonato de Nürburgring de Resistencia de la VLN.

### Campeonato Mundial de Rally
En dos ocasiones ha ganado el Campeonato de Constructores del Mundial de Rally en 1977 y 1978.

### Campeonato Europeo de Rally
En ocho ocasiones un automóvil Fiat ha ganado el Campeonato de Constructores del Europeo de Rally. En 1953 lo hacía un Fiat 1100, en 1974 el Fiat 124 Sport Spyder, en 1975 el Fiat 124 Abarth Rallye, en 1981 el Fiat 131 Abarth, en 2006 el Fiat Punto Abarth S2000 y en 2009, 2010 y 2011 el Abarth Grande Punto S2000.

## Principales patrocinios
- Juventus FC
- AS Roma
- FC Barcelona
- Federación Colombiana de Fútbol
- Scuderia Ferrari
- Fiat Yamaha Team
- Club Deportivo Oriente Petrolero
- Liga FutVe